# Liste der Baudenkmale in Stade
In der Liste der Baudenkmale in Stade sind alle Baudenkmale der niedersächsischen Gemeinde Stade aufgelistet. Die Quelle der Baudenkmale ist der Denkmalatlas Niedersachsen. Der Stand der Liste ist der 25. Juli 2021.

## Allgemein
In den Spalten befinden sich folgende Informationen:
- Lage: die Adresse des Baudenkmales und die geographischen Koordinaten. Kartenansicht, um Koordinaten zu setzen. In der Kartenansicht sind Baudenkmale ohne Koordinaten mit einem roten Marker dargestellt und können in der Karte gesetzt werden. Baudenkmale ohne Bild sind mit einem blauen Marker gekennzeichnet, Baudenkmale mit Bild mit einem grünen Marker.
- Bezeichnung: Bezeichnung des Baudenkmales
- Beschreibung: die Beschreibung des Baudenkmales. Unter § 3 Abs. 2 NDSchG werden Einzeldenkmale und unter § 3 Abs. 3 NDSchG Gruppen baulicher Anlagen und deren Bestandteile ausgewiesen.
- ID: die Objekt-ID des Baudenkmales
- Bild: ein Bild des Baudenkmales, ggf. zusätzlich mit einem Link zu weiteren Fotos des Baudenkmals im Medienarchiv Wikimedia Commons. Wenn man auf das Kamerasymbol klickt, können Fotos zu Baudenkmalen aus dieser Liste hochgeladen werden:

## Stade

### Gruppe: Bebauung des südlichen Kehdingertorswalls
Die Gruppe „Bebauung des südlichen Kehdingertorswalls“ hat die ID 30945595. Zum Wall orientierte Zeile aus drei Wohnhäusern in gleicher Gestaltungsweise als Putzbauten mit Zierfachwerk, um 1900 erbaut.

| Lage                                            | Bezeichnung | Beschreibung | ID       | Bild |
| ----------------------------------------------- | ----------- | --- | -------- | ---- |
| Wasser West 37 53° 36′ 16″ N, 9° 28′ 36″ O      | Wohnhaus    | Vollunterkellerter zweigeschossiger Massivbau in Ecklage mit Satteldach in Ziegeldeckung, an der Ostseite abgewalmt. Mit niedrigem Drempel und Zwerchhaus in der zum Kehdingertorswall gerichteten Dachfläche. Fassaden verputzt mit Stuckierungen, v.a. im Bereich der Öffnungen, Drempelgeschoss und Zwerchhaus in Zierfachwerk. Eingang zur Straße Waser West. Erbaut um 1900 gemeinsam mit den beiden westlichen Nachbarhäusern, originale Fenster erhalten. | 30956465 | BW   |
| Kehdingertorswall 5 53° 36′ 15″ N, 9° 28′ 34″ O | Wohnhaus    | Traufständiger vollunterkellerter dreigeschossiger Massivbau mit Drempel unter Satteldach in Ziegeldeckung. Mit breitem Zwerchhaus in der straßenseitigen Dachfläche. Fassaden verputzt mit Stuckierungen, v.a. im Bereich der Öffnungen, Drempelgeschoss und Zwerchhaus in Zierfachwerk, breiter Erker auf der westlichen Seite der Nordfassade im ersten Obergeschoss. Erbaut um 1900 gemeinsam mit den östlich anschließenden Nachbarhäusern.                 | 30951926 |      |
| Kehdingertorswall 6 53° 36′ 15″ N, 9° 28′ 35″ O | Wohnhaus    | Traufständiger vollunterkellerter zweigeschossiger Massivbau mit Drempel unter Satteldach in Ziegeldeckung. Mit Zwerchhaus in der straßenseitigen Dachfläche. Fassaden verputzt mit Stuckierungen, v.a. im Bereich der Öffnungen, Drempelgeschoss und Zwerchhaus in Zierfachwerk. Erbaut um 1900 gemeinsam mit den beiden anschließenden Nachbarhäusern. | 30951947 |      |

### Gruppe: Altstadtsiedlung um Hafen und Fischmarkt
Die Gruppe „Altstadtsiedlung um Hafen und Fischmarkt“ hat die ID 30945709. Zumeist aus (ehemaligen) Wohnhäusern bestehende, geschlossene Randbebauung an den Straßen Wasser West und Wasser Ost und dem südwestlich davon liegenden Fischmarkt. Den Kern bildet der Alte Hafen, dessen Lage seit 1300 unverändert ist.

| Lage                                                                 | Bezeichnung                           | Beschreibung | ID       | Bild           |
| -------------------------------------------------------------------- | ------------------------------------- | --- | -------- | -------------- |
| Wasser West 1 53° 36′ 12″ N, 9° 28′ 32″ O                            | Wohn-/Geschäftshaus                   | Zum Hafen giebelständiger dreigeschossiger Fachwerkbau mit Backsteinausfachung, unter Satteldach in Ziegeldeckung. Zweites Obergeschoss der Traufseite vorkragend über geschnitzten Konsolen und profilierten Balkenköpfen. Errichtet in der zweiten Hälfte des 17. Jahrhunderts, teilweise bauzeitliche Innenausstattung (Stuck, Türen) erhalten. Südgiebel 1908 (i) massiv in gelbem Backstein erneuert, mit markantem zweigeschossigem Eck-Erker mit Turmhaube, aufwändigen Fensterprofilierungen im ersten Obergeschoss, ausgeprägten Stuckgesimsen und straßenseitig einem dritten Obergeschoss, darüber Schaugiebel in Staffelform, dessen oberer Abschluss mit Muschelelementen. | 30956150 |                |
| Wasser West 3 53° 36′ 12″ N, 9° 28′ 33″ O                            | Wohn-/Geschäftshaus                   | Giebelständiger dreigeschossiger Fachwerkbau mit Backsteinausfachung, unter Satteldach in Ziegeldeckung. Giebelseitig über dem ersten Obergeschoss drei Vorkragungen über wulstig profilierten Konsolen mit geschwungener Unterkante und Zahnschnitt. Die Schwellen zwischen den Balkenköpfen leicht abgefast, die Füllhölzer profiliert mit Rundstab und Kehle. Errichtet 1636 (i); Erdgeschosszone verändert. | 30956171 |                |
| Wasser West 5 53° 36′ 12″ N, 9° 28′ 33″ O                            | Wohn-/Geschäftshaus                   | Giebelständiger zweigeschossiger Fachwerkbau mit Backsteinausfachung, unter Satteldach in Ziegeldeckung. Über massivem Sockelgeschoss (heute ebenerdig) in Backstein; Obergeschoss über profilierten Konsolen vorkragend, Schwelle zwischen den Balkenköpfen profiliert, Viertelstabfüllhölzer. Errichtet in der zweiten Hälfte des 17. Jahrhunderts. | 30956192 |                |
| Wasser West 7 53° 36′ 12″ N, 9° 28′ 33″ O                            | Wohn-/Geschäftshaus                   | Giebelständiger dreigeschossiger Fachwerkbau mit Backsteinausfachung, unter Satteldach in Ziegeldeckung. Über hohem gemauerten Sockelgeschoss (heute ebenerdig, erneuert 1954); Fachwerk mit vier Vorkragungen auf reich verzierten Konsolen; gemusterte Balkenköpfe. Alle Ständer des ersten Obergeschosses mt geschwungenen Fußstreben, im zweiten Obergeschoss an den Ecken und am Mittelständer ebenso; zwei Ladeluken im dritten Ober- und ersten Dachgeschoss. Errichtet 1667 (i). Im Inneren Kreuzgratgewölbe im Sockelgeschoss erhalten. | 30956213 | Weitere Bilder |
| Wasser West 9 53° 36′ 13″ N, 9° 28′ 34″ O                            | Wohn-/Geschäftshaus                   | Giebelständiger zweigeschossiger Fachwerkbau mit Backsteinausfachung, unter ziegelgedecktem Satteldach. Fachwerk ohne Vorkragung. Errichtet zu Beginn des 19. Jahrhunderts. | 30956234 |                |
| Wasser West 11 53° 36′ 13″ N, 9° 28′ 34″ O                           | Wohnhaus                              | Giebelständiger zweigeschossiger Fachwerkbau mit Backsteinausfachung, unter Mansarddach in Ziegeldeckung. Errichtet um 1800; Fassade 1982 vollständig erneuert. | 30956255 |                |
| Wasser West 13 53° 36′ 13″ N, 9° 28′ 34″ O                           | Wohnhaus                              | Traufständiger dreigeschossiger Backsteinbau mit Mansarddach in Ziegeldeckung. Erbaut Ende des 19. Jahrhunderts (im Kern ggf. älter). | 30956276 |                |
| Wasser West 15 53° 36′ 13″ N, 9° 28′ 34″ O                           | Wohnhaus                              | Giebelständiger dreigeschossiger Fachwerkbau mit ziegelgedecktem Krüppelwalmdach. Über massivem hohem Sockelgeschoss. Errichtet im 18. Jahrhundert, straßenseitige Fassade in der zweiten Hälfte des 19. Jahrhunderts massiv in Backstein erneuert. | 30956297 |                |
| Wasser West 19/21 53° 36′ 14″ N, 9° 28′ 34″ O                        | Goebenhaus                            | Doppelhaus aus zwei giebelständigen dreigeschossigen Fachwerkbauten unter ziegelgedeckten Satteldächern. Beide Häuser straßenseitig mit vier Vorkragungen auf profilierten Balkenköpfen. Die beiden segmentbogenförmig geöffneten Haustüren sind jeweils in ein breites Feld mit Fenster und ein schmales mit großem Pilaster aufgeteilt, zueinander spiegelbildliche Anordnung. Errichtet Ende des 18. Jahrhunderts; Wohnhaus des hannoverschen Advokaten Gottlieb Wilhelm Freudentheil (1792–1869) und Geburtshaus des späteren preußischen Generals August Karl von Goeben (1816).                                                                                                   | 30956337 |                |
| Wasser West 23 53° 36′ 14″ N, 9° 28′ 35″ O                           | Bürgermeister-Hintze-Haus             | Giebelständiger dreigeschossiger Backsteinbau unter Satteldach in Ziegeldeckung. Straßenseitige Fassade verputzt mit reicher Ornamentik aus Beschlag- und Ohrmuschelwerk, die Werkstücke aus grauweißem Sandstein. Besonders reich gestaltet sind das Portal, die Fensterbekrönungen und der dreigeschossige, kunstvoll geschweifte Giebel. Neu errichtet 1932/33 unter Verwendung der originalen Werkstücke, dabei vom spätgotischen Kaufmannshaus die Längswände in großformatigen Backsteinen im Blockverband erhalten, die Fassade stammte ursprünglich von 1621/24 (i), zu dieser Zeit war Heino Hintze, der Bauherr, Bürgermeister in Stade.                                      | 30956358 | Weitere Bilder |
| Wasser West 25 53° 36′ 14″ N, 9° 28′ 35″ O                           | Wohnhaus                              | Giebelständiger zweigeschossiger Fachwerkbau mit Backsteinausfachung, unter ziegelgedecktem Satteldach. Errichtet Anfang des 19. Jahrhunderts, bauzeitliche Eingangstür erhalten. Fassade in wesentlichen Teilen erneuert. | 30956381 |                |
| Wasser West 27 53° 36′ 14″ N, 9° 28′ 36″ O                           | Wohnhaus                              | Traufständiger zweigeschossiger verputzter Fachwerkbau unter Walmdach in Ziegeldeckung. Symmetrische Fassadengestaltung mit Scheinquaderung. Errichtet um 1800. | 30956402 |                |
| Wasser West 29 53° 36′ 15″ N, 9° 28′ 36″ O                           | Wohnhaus                              | Traufständiger zweigeschossiger Fachwerkbau mit Backsteinausfachung, Erdgeschoss massiv in Backstein; unter ziegelgedecktem Satteldach. Errichtet im frühen 19. Jahrhundert. | 30956423 |                |
| Wasser West 31 53° 36′ 15″ N, 9° 28′ 36″ O                           | Wohnhaus                              | Zweigeschossiger Backsteinbau in Ecklage, mit ziegelgedecktem Waldach. Fassade mit segmentbogenförmigen Öffnungen, Zwischen- und Traufgesims in Backsteinziersetzung, Eingang in der Nordostfassade. Erbaut Ende des 19. Jahrhunderts. | 30956444 |                |
| Wasser West 39 53° 36′ 15″ N, 9° 28′ 38″ O                           | Schwedenpeicher                       | Freistehender, stattlicher, zweigeschossiger Backsteinbau mit rundbogigem Sandsteinportal mit Pilasterrahmung und gebrochenem Segmentbogengiebel, darin das Monogramm König Carls XII. von Schweden, in der westlichen Giebelfassade. Mit hohem Krüppelwalmdach in Ziegeldeckung; mächtige Lastenaufzüge an den Längsseiten. Erbaut ab 1692 (i) als Speicher und Provianthaus der schwedischen Garnison in Stade direkt über der Ufermauer, fertiggestellt 1705 (a). | 30956487 | Weitere Bilder |
| Wasser West 41; Beim Harschenflether Tor 53° 36′ 15″ N, 9° 28′ 40″ O | Wohnhaus                              | Schlichter, eingeschossiger Backsteinbau unter Satteldach in Ziegeldeckung. Erbaut um 1900 an der Brücke vom Hanse- zum äußerem Hafen, direkt an der Kaimauer. | 30956510 |                |
| Wasser West 53° 36′ 14″ N, 9° 28′ 36″ O                              | Kran                                  | Hafenkran, an der nördlichen Kaimauer des alten Hafens errichtet, einfache technische Ausführung mit Handkurbelbetrieb und über Ausleger laufenden Seilen, museal aufgestelltes Objekt. | 30957263 |                |
| Wasser West 53° 36′ 13″ N, 9° 28′ 36″ O                              | Alter Hafen                           | Hafenbecken mit Kaimauern in Backsteinmauerwerk an den Straßen Wasser West und Wasser Ost. Angelegt als Binnenhafen an der Schwinge um 1300, ursprünglich ein Tidehafen, der über den Unterlauf der Schwinge mit der Elbe und ihren Gezeiten verbunden war. Infolge der großen Sturmflut vom Februar 1962 ist der Hafen seit 1968 vom Tidegewässer durch ein Wehr und eine darüber geführte Straße abgetrennt. | 30956531 | Weitere Bilder |
| Fischmarkt 53° 36′ 11″ N, 9° 28′ 34″ O                               | Städtischer Kran                      | Hölzerner Kran von 1661 am Alten Hafen, 1898 abgebrochen, 1977 rekonstruiert nach dem Vorbild des Lüneburger Krans, ohne Mechanik. | 30949503 | Weitere Bilder |
| Wasser Ost 53° 36′ 13″ N, 9° 28′ 36″ O                               | Straßenpflaster                       | Granitpflasterung in Großkopfsteinen, mit seitlichen Wasserrinnen. Angelegt vermutlich im 19. Jahrhundert; Bordsteine und Fußwegpflaster erneuert. | 30955858 | BW             |
| Fischmarkt 10 53° 36′ 10″ N, 9° 28′ 34″ O                            | Stadtwaage                            | Freistehender, zweigeschossiger Fachwerkbau mit Backsteinausfachung. Errichtet 1753 (i) als Stader Stadtwaage, auf Wunsch des damaligen Magistrats mit einem großen Festsaal für die Bürgerschaft. In der Stadtwaage wurden die im Hafen angelandeten Güter gewogen, taxiert und verzollt, bevor sie an die Empfänger ausgehändigt werden durften. 1853 wurde der Waagenbetrieb eingestellt. Bis 1904 nutzte der Königliche Hauptzoll das Gebäude. | 30949705 | Weitere Bilder |
| Fischmarkt 13 53° 36′ 11″ N, 9° 28′ 32″ O                            | Wohnhaus                              | Giebelständiger zweigeschossiger Fachwerkbau unter flachem Satteldach. Fassade zum Fischmarkt um 1900 erneuert in Putzgestaltung mit segmentbodenförmigen Öffnungen. | 30949770 | BW             |
| Fischmarkt 11 53° 36′ 11″ N, 9° 28′ 32″ O                            | Wohn-/Geschäftshaus                   | Traufständiger dreigeschossiger Massivbau mit zusätzlichem Drempelgeschoss und flachem Dach. Straßenfassade verputzt. Erbaut als Wohn- und Geschäftshaus um 1900. | 30949749 |                |
| Fischmarkt 9 53° 36′ 11″ N, 9° 28′ 33″ O                             | Wohnhaus                              | Dreigeschossiger Fachwerkbau mit ziegelgedecktem Walmdach. Straßenfassade verputzt, mit schwach segmentbogenförmigen Öffnungen. Errichtet um 1850; Erdgeschosszone verändert. | 30949686 |                |
| Fischmarkt 7 53° 36′ 10″ N, 9° 28′ 33″ O                             | Wohnhaus                              | Giebelständiger, zweigeschossiger Fachwerkbau unter Satteldach in Ziegeldeckung. Errichtet wohl um 1750, Fassade zum um 1900 massiv erneuert und verputzt, mit segmentbogenförmigen Öffnungen. | 30949646 | BW             |
| Fischmarkt 3 53° 36′ 10″ N, 9° 28′ 33″ O                             | Wohnhaus                              | Giebelständiger zweigeschossiger Fachwerkbau mit Backsteinausfachung, unter ziegelgedecktem Satteldach. Mit drei Vorkragungen auf profilierten Konsolen, Balkenköpfe mit schwachem, Füllhölzer mit stärkerem Rundstab und Kehle profiliert. Im Giebelfachwerk geschwungene Fußstreben. Errichtet in der ersten Hälfte des 17. Jahrhunderts. | 30949564 |                |
| Fischmarkt 1 53° 36′ 10″ N, 9° 28′ 33″ O                             | Wohnhaus                              | Giebelständiger zweigeschossiger, verputzter Fachwerkbau, unter Satteldach in Ziegeldeckung, zum Fischmarkt hin abgewalmt. Marktfassade mit aufwändiger symmetrischer Putzgestaltung und Schmuckgiebel. Errichtet Ende des 19. Jahrhunderts. | 30949524 |                |
| Salzstraße 1 53° 36′ 10″ N, 9° 28′ 35″ O                             | Wohnhaus                              | Zum Fischmarkt giebelständiger zweigeschossiger Fachwerkbau mit Backsteinausfachung, unter Halbwalmdach in Ziegeldeckung. Mit zwei Vorkragungen auf kräftigen profilierten Konsolen, dazwischen geschnitzte Füllhölzer, Traufseite im Obergeschoss mit Fußstreben. Errichtet Ende des 17. Jahrhunderts. | 30952943 | BW             |
| Burgstraße 2 53° 36′ 10″ N, 9° 28′ 35″ O                             | Wohnhaus                              | Giebelständiger dreigeschossiger Fachwerkbau mit Backsteinausfachung, unter ziegelgedecktem Satteldach. Errichtet um 1850; Erdgeschosszone verändert. | 30949113 | BW             |
| Burgstraße 6 53° 36′ 10″ N, 9° 28′ 36″ O                             | Wohnhaus                              | Giebelständiger zweigeschossiger Fachwerkbau mit Backsteinausfachung, unter ziegelgedecktem Satteldach. Errichtet Mitte des 19. Jahrhunderts. | 30949172 | BW             |
| Fischmarkt 2 53° 36′ 11″ N, 9° 28′ 36″ O                             | Hotel Stadt Bremen                    | Dreigeschossiger unterkellerter Fachwerkbau mit Backsteinausfachung, unter Walmdach mit Ziegeldeckung. Erhöhtes Erdgeschoss mit niedrigerem Zwischengeschoss darüber, zweites Obergeschoss vorkragend auf profilierten Balkenköpfen, dazwischen Füllhölzer. Rückwärtige Ostfassade mit drei Vorkragungen. Errichtet um 1700; Fassade teilweise erneuert. | 30949545 |                |
| Fischmarkt 4 53° 36′ 11″ N, 9° 28′ 36″ O                             | Wohn-/Geschäftshaus                   | Giebelständiger dreigeschossiger Fachwerkbau, unter ziegelgedecktem Satteldach. Errichtet etwa 1750, Fassade 1903 (i) in aufwändiger Putzgestaltung erneuert. | 30949585 |                |
| Fischmarkt 6 53° 36′ 11″ N, 9° 28′ 35″ O                             | Wohnhaus                              | Traufständiger dreigeschossiger Backsteinbau mit schiefergedecktem hohem Dach mit Metallbekrönung. Gleichmäßige Fassadengestaltung mit segmentbogenförmigen Öffnungen. Erbaut Ende des 19. Jahrhunderts (im Kern ggf. älter); Erdgeschosszone überformt. | 30949625 | BW             |
| Fischmarkt 8 53° 36′ 11″ N, 9° 28′ 35″ O                             | Wohnhaus                              | Dreigeschossiger Fachwerkbau mit ziegelgedecktem Walmdach. Fassaden verputzt. Errichtet wohl in der zweiten Hälfte des 19. Jahrhunderts. | 30949667 | BW             |
| Wasser Ost 2 53° 36′ 12″ N, 9° 28′ 35″ O                             | Wohn-/Geschäftshaus                   | Giebelständiger dreigeschossiger Backsteinbau, unter Satteldach in Ziegeldeckung. Erbaut Ende des 19. Jahrhunderts. | 30955881 |                |
| Wasser Ost 6 53° 36′ 12″ N, 9° 28′ 35″ O                             | Wohnhaus                              | Traufständiger dreigeschossiger Fachwerkbau mit Backsteinausfachung, unter Satteldach in Ziegeldeckung. Zweites Obergeschoss über Konsolen vorkragend. Errichtet Ende des 17. Jahrhunderts (Fassade in wesentlichen Teilen erneuert). | 30955923 |                |
| Wasser Ost 10 53° 36′ 13″ N, 9° 28′ 36″ O                            | Wohnhaus                              | Giebelständiger dreigeschossiger Fachwerkbau mit Backsteinausfachung, unter ziegelgedecktem Halbwalmdach. Ursprünglich zweigeschossiger traufständiger Bau, errichtet um 1700; um 1800 aufgestockt und mit neuer Haustür ausgestattet, diese zweiflügelig und über Treppe erreichbar. | 30955965 |                |
| Wasser Ost 12 53° 36′ 13″ N, 9° 28′ 36″ O                            | Wohnhaus                              | Traufständiger zweigeschossiger Fachwerkbau mit Backsteinausfachung, unter Satteldach in Ziegeldeckung. Fachwerk ohne Vorkragung, Schwelle verbrettert. Errichtet Ende des 18. Jahrhunderts. Bauzeitliche Tür mit verziertem Schlüsselschild erhalten. | 30955984 |                |
| Säbelberg 7 53° 36′ 13″ N, 9° 28′ 36″ O                              | Wohnhaus                              | Zum Hafen traufständiger zweigeschossiger Fachwerkbau mit Backsteinausfachung, unter ziegelgedecktem Satteldach. Gleichmäßiges Fachwerk, Obergeschoss leicht über Gesims vorkragend; Eingang zur Straße Säbelberg. Errichtet um 1800. | 30952672 |                |
| Wasser Ost 14 53° 36′ 13″ N, 9° 28′ 37″ O                            | Wohnhaus                              | Traufständiger zweigeschossiger verputzter Fachwerkbau, unter Satteldach in Ziegeldeckung, nach Westen mit Halbwalm. Errichtet um 1900 (im Kern ggf. älter). | 30956005 |                |
| Wasser Ost 16 53° 36′ 13″ N, 9° 28′ 38″ O                            | Wohnhaus                              | Traufständiger zweigeschossiger Fachwerkbau, unter Satteldach in Ziegeldeckung. Mit breitem mittigem Zwerchhaus in der straßenseitigen Dachfläche; Fassade verputzt mit Stuckgesims und Rahmungen der Fenster. Errichtet wohl in der zweiten Hälfte des 18. Jahrhunderts. | 30956026 |                |
| Wasser Ost 18 53° 36′ 13″ N, 9° 28′ 38″ O                            | Wohnhaus                              | Giebelständiger dreigeschossiger Fachwerkbau mit Backsteinausfachung, unter Halbwalmdach in Ziegeldeckung. Vorkragung, auf der Rückseite zweifach über profilierten Balkenköpfen. Bauzeitliche Haustür erhalten. Errichtet in der ersten Hälfte des 18. Jahrhunderts. | 30956047 |                |
| Wasser Ost 20 53° 36′ 13″ N, 9° 28′ 38″ O                            | Wohnhaus                              | Giebelständiger zweigeschossiger Fachwerkbau mit Backsteinausfachung, unter Mansarddach in Ziegeldeckung. Errichtet zu Beginn des 19. Jahrhunderts; Erdgeschosszone massiviert und verändert. | 30956068 |                |
| Wasser Ost 24 53° 36′ 13″ N, 9° 28′ 39″ O                            | Gasthaus                              | Zum Hafen giebelständiger zweigeschossiger Fachwerkbau mit Backsteinausfachung, unter Satteldach in Ziegeldeckung. In Eck- und Hanglage. Fachwerk mit Vorkragungen über profilierten Balkenköpfen und Füllhölzern. Errichtet in der zweiten Hälfte des 18. Jahrhunderts. | 30956108 |                |
| Wasser Ost 28 53° 36′ 14″ N, 9° 28′ 40″ O                            | Dienstwohnsitz des Amtsbaumschreibers | Freistehender zweigeschossiger Fachwerkbau über hohem Backsteinsockelgeschoss und unter ziegelgedecktem Satteldach. Mit allseitig vorkragendem Oberstock auf profilierten Balkenköpfen. Errichtet 1773/74 (a) als städtisches „Baumhaus“, Dienstwohnsitz des Amtsbaumschreibers, der als Kontrolleur über die den „Baum“ passierenden Schiffe und als Aufsichtsführer über den Hafen fungierte. Im Inneren Treppe mit gesägten Traljen und bauzeitliche Türen erhalten. | 30956129 | Weitere Bilder |

### Gruppe: Pflasterstraßen und -plätze auf dem Spiegelberg
Die Gruppe hat die ID 41980716. Kopfsteinpflaster im Bereich des Spiegelbergs mit den Straßen Bürger-, Burg- und Baumstraße sowie Säbelberg.

| Lage                                       | Bezeichnung        | Beschreibung | ID       | Bild |
| ------------------------------------------ | ------------------ | --- | -------- | ---- |
| Burgstraße 53° 36′ 11″ N, 9° 28′ 38″ O     | Straßenpflasterung | Kopfsteinpflaster, teilweise historisches Lesesteinpflaster. Beidseitig schmale, kllingerfepflasterte Bürgersteige mit einer Rinne in Lesesteinpflaster.         | 42106337 |      |
| Säbelberg 53° 36′ 12″ N, 9° 28′ 39″ O      | Straßenpflasterung | Kopfsteinpflaster, umfangreiche Flächen aus historischem Lesesteinpflaster.                                                                                      | 42106435 |      |
| Baumhausstraße 53° 36′ 13″ N, 9° 28′ 39″ O | Straßenpflasterung | Kopfsteinpflaster in einem traditionellen Großformat ausgeführt.                                                                                                 | 42106465 |      |
| Bürgerstraße 53° 36′ 10″ N, 9° 28′ 40″ O   | Straßenpflasterung | Sowohl Kopfsteinpflaster in traditionellem Großformat als auch Flächen aus historischem Lesesteinpflaster. Einseitig schmaler, klinkergepflasterter Bürgersteig. | 42106484 |      |
| Spiegelberg 53° 36′ 12″ N, 9° 28′ 39″ O    | Straßenpflasterung | Kopfsteinpflaster. Umfangreiche Flächen aus historischem Lesesteinpflaster.                                                                                      | 42106525 |      |

### Gruppe: Festungsanlage Stade
Die Gruppe hat die ID 30945736. Ortsbildprägende, weitgehend gut erhaltene, barocke Festungsanlage, bestehend aus Bastionen, Ravelins und dem umschließenden Burggraben. Im Umfeld des Ausbruchs des Dreißigjährigen Krieges ab 1618 als Ausbau der mittelalterlichen Stadtbefestigung durch Anlage dreiecksförmiger Bastionen und Ravelins entstanden, nach Einnahme Stades durch schwedische Truppen ab 1648 nach Planungen von Conducteur Erik Jonsson Graf von Dahlberg (1625–1703) bis in die 1690er Jahre erweitert und ausgebaut. Nach dem Deutsch-Französischen Krieg ab 1871 Entfestigung und Umwandlung des barocken Wallrings in städtische Grünanlagen.

| Lage                                          | Bezeichnung         | Beschreibung | ID       | Bild           |
| --------------------------------------------- | ------------------- | --- | -------- | -------------- |
| Burggraben 53° 36′ 14″ N, 9° 28′ 18″ O        | Burggraben          | Burggraben sowie Reste der Außengräben, im 17. Jahrhundert im Zuge des Festungsbaus unter schwedischer Herrschaft als Umflutgraben im Verlauf der Schwinge angelegt. Im Zuge der Entfestigung der Stadt seit den 1870er Jahren im östlichen Bereich in Teilen zum Stadthafen und Floßhafen erweitert. | 30949483 | Weitere Bilder |
| Kehdinger Mühren 53° 36′ 14″ N, 9° 28′ 22″ O  | Wrangel-Bastion     | Wrangel-Bastion, im frühen 17. Jahrhundert bis 1628 angelegt und ab 1648 unter schwedischer Herrschaft ab 1648 im Zuge der Erweiterung der Stader Festungsanlagen bis 1666 ausgebaut. Benannt nach Hermann von Wrangel (1587-1643), schwedischer Generalfeldmarschall. Die Bastion wurde im Zuge der Entfestigung der Stadt seit den 1870er Jahren weitgehend im ursprünglichen Zustand erhalten und einbezogen in die Grünanlagen im Bereich der ehemaligen Festungsanlagen.                                                                                 | 30949369 |                |
| An der Wassermühle 53° 36′ 9″ N, 9° 28′ 18″ O | Georg-Bastion       | Georg-Bastion, ab 1645 unter schwedischer Herrschaft im Zuge der Erweiterung der Stader Festungsanlagen angelegt, ursprünglich benannt als Schifferbastion bzw. Torstenssonsbastion. Nach Übergabe der Stadt Stade an das Kurfürstentum Hannover wurde die Bastion gegen Mitte des 18. Jahrhunderts benannt nach den Königen von England und Hannover. Die Bastion wurde im Zuge der Entfestigung der Stadt seit den 1870er Jahren weitgehend im ursprünglichen Zustand erhalten und einbezogen in die Grünanlagen im Bereich der ehemaligen Festungsanlagen. | 30949387 | Weitere Bilder |
| Festungsanlage 53° 36′ 1″ N, 9° 28′ 15″ O     | Königsmarck-Bastion | Königsmarck-Bastion, ab 1662 unter schwedischer Herrschaft im Zuge der Erweiterung der Stader Festungsanlagen angelegt. Benannt nach Hans Christoph Graf von Königsmarck (1605-1663), deutscher Feldmarschall in schwedischen Diensten. Die Bastion wurde im Zuge der Entfestigung der Stadt seit den 1870er Jahren weitgehend im ursprünglichen Zustand erhalten und einbezogen in die Grünanlagen im Bereich der ehemaligen Festungsanlagen. | 30949405 | Weitere Bilder |
| Festungsanlage 53° 35′ 54″ N, 9° 28′ 17″ O    | Bleicher-Ravelin    | Bleicher-Ravelin, ab 1692 im Zuge des Festungsbaus unter schwedischer Herrschaft als vorgelagerte Festung zur Sicherung der beiden Kurtinen der benachbarten Königsmarck- und Gründels-Bastionen angelegt. Benannt nach der ehemaligen Bürgerbleiche vor den Stadtmauern. Der Ravelin wurde im Zuge der Entfestigung der Stadt seit den 1870er Jahren weitgehend im ursprünglichen Zustand erhalten, 1912 bis 1914 wurde im inneren Bereich hinter den ehemaligen Außenwällen ein Freilichtmuseum eingerichtet.                                               | 30949462 |                |
| Am Bahnhof 53° 35′ 56″ N, 9° 28′ 17″ O        | Adolf-Ravelin       | Adolf-Ravelin, ab 1653 im Zuge des Festungsbaus unter schwedischer Herrschaft als vorgelagerte Festung zur Sicherung des Fuchslochs im stadtinneren Wallbereich angelegt. Äußerer Umflutgraben nicht mehr erhalten. Der Ravelin wurde im Zuge der Entfestigung der Stadt seit den 1870er Jahren weitgehend im ursprünglichen Zustand erhalten, 1952 wurde im inneren Bereich hinter den Außenwällen eine Freilichtbühne eingerichtet. Heute Bürgerpark. | 30949441 | Weitere Bilder |
| Salztorswall 53° 35′ 55″ N, 9° 28′ 52″ O      | Bastion Güldenstern | Güldenstern-Bastion, ab 1647 im Zuge des Festungsbaus unter schwedischer Herrschaft angelegt. Benannt nach Nils Gyllenstierna (1648-1729), von 1698 bis 1719 schwedischer Generalgouverneur der Herzogtümer Bremen und Verden. Die Bastion wurde im Zuge der Entfestigung der Stadt seit den 1870er Jahren weitgehend im ursprünglichen Zustand erhalten, 1921 Aufstellung eines von Emil Högg entworfenen Ehrenmals auf der begrünten Freifläche der Anhöhe vor den außenseitigen Wällen.                                                                    | 30949423 | Weitere Bilder |
| Salztorswall 53° 35′ 55″ N, 9° 28′ 54″ O      | Gefallenenehrenmal  | Monument an Sandsteinquadern mit Sockel und Aufsatz in Form einer Urne. Im Sockel die Inschrift „DEM GEDÄCHTNIS DER GEFALLENEN IM WELTKRIEGE 1914-18 SETZTE DIE STADT STADE DIESES MAL“, auf der zur davor liegenden Grünfläche ausgerichteten Seite der „Urne“ das Relief eines Stahlhelms. Errichtet nach Entwürfen von Emil Högg. | 30950236 | Weitere Bilder |

### Gruppe: Bebauung Salzstraße
Die Gruppe „Bebauung Salzstraße“ hat die ID 30945570. Geschlossene, den Straßenraum begrenzende Zeilenbebauung nördlich und südlich der Salzstraße. Häuser des 17. bis 19. Jahrhunderts. Straße mit Kopfsteinpflasterung.

| Lage                                      | Bezeichnung     | Beschreibung | ID       | Bild |
| ----------------------------------------- | --------------- | --- | -------- | ---- |
| Salzstraße 2 53° 36′ 9″ N, 9° 28′ 35″ O   | Wohnhaus        | Giebelständiger dreigeschossiger Fachwerkbau mit Backsteinausfachung, unter ziegelgedecktem Satteldach. Drei Vorkragungen auf kräftigen profilierten Konsolen, dazwischen Viertelstabfüllhölzer. Die Ständer im Giebel mit geschwungenen Fußstreben. Errichtet in der zweiten Hälfte des 17. Jahrhunderts. | 30952964 |      |
| Salzstraße 4 53° 36′ 9″ N, 9° 28′ 35″ O   | Wohnhaus        | Giebelständiger dreigeschossiger Fachwerkbau mit Backsteinausfachung, unter Satteldach in Ziegeldeckung. Ober- und Dachgeschoss vorkragend auf profilierten Konsolen, dazwischen Viertelstabfüllhölzer. Errichtet im letzten Viertel des 17. Jahrhunderts, im Inneren Treppengeländer mit gesägten Traljen erhalten. | 30953003 |      |
| Salzstraße 6 53° 36′ 9″ N, 9° 28′ 36″ O   | Wohnhaus        | Giebelständiger dreigeschossiger Fachwerkbau mit Backsteinausfachung, unter Satteldach in Ziegeldeckung. Mit zwei Vorkragungen über breitem profiliertem Holzgesims. Errichtet Mitte des 18. Jahrhunderts; Erdgeschoss Anfang des 19. Jahrhunderts überformt, dabei Einbau der heutigen Tür mit achteckigen Füllungen und bekrönendem Gesims auf Volutenkonsolen. | 30953024 |      |
| Salzstraße 8 53° 36′ 9″ N, 9° 28′ 36″ O   | Wohnhaus        | Traufständiger zweigeschossiger Fachwerkbau mit Backsteinausfachung, unter Satteldach in Ziegeldeckung. Errichtet Mitte des 19. Jahrhunderts, Fassade vollständig erneuert. | 30953063 |      |
| Salzstraße 9 53° 36′ 9″ N, 9° 28′ 36″ O   | Wohnhaus        | Giebelständiger zweigeschossiger Fachwerkbau mit Backsteinausfachung, unter Krüppelwalmdach in Ziegeldeckung. Obergeschoss und Giebel leicht vorkragend. Errichtet um 1800; Erdgeschosszone überformt. | 30953082 |      |
| Salzstraße 10 53° 36′ 9″ N, 9° 28′ 36″ O  | Wohnhaus        | Traufständiger zweigeschossiger Fachwerkbau mit Backsteinausfachung unter ziegelgedecktem Krüppelwalmdach in Ecklage. Obergeschoss leicht vorkragend, ebenso der östliche Giebel. Errichtet in der ersten Hälfte des 18. Jahrhunderts. | 30953101 | BW   |
| Salzstraße 11 53° 36′ 9″ N, 9° 28′ 36″ O  | Wohnhaus        | Traufständiger dreigeschossiger Massivbau mit Walmdach. Fassade verputzt und mit schwach segmentbogenförmigen Öffnungen, im Obergeschoss mit einer Art Taustabrahmung, kräftiges Gesims zwischen Erd- und Obergeschoss, Steinkonsolen am Traufgesims. Erbaut um 1900. | 30953122 | BW   |
| Salzstraße 12 53° 36′ 8″ N, 9° 28′ 37″ O  | Wohnhaus        | Traufständiger zweigeschossiger Fachwerkbau mit Backsteinausfachung, unter Krüppelwalmdach in Ziegeldeckung in Ecklage. Mit gleichmäßigem Fachwerk ohne Riegellagen (wie Nachbarhaus) und außermittigem Eingang mit zweiflügeliger Haustür. Errichtet 1821 nach Entwurf des Stader Zimmermeisters Johann Michael Fliedner; Giebelwand massiv ersetzt. | 30953143 |      |
| Salzstraße 13 53° 36′ 9″ N, 9° 28′ 37″ O  | Speichergebäude | Giebelständiger viergeschossiger Fachwerkbau unter flachem Satteldach, straßenseitig eine Backsteinfassade vom Ende des 19. Jahrhunderts, die auf eine Funktion als Lagerhaus (Speichergebäude) hinweist. Symmetrischer Aufbau mit rundbogigen und segmentbogenförmigen Öffnungen, mittig große Ladeluken über die drei Obergeschosse. | 30953164 |      |
| Salzstraße 15 53° 36′ 9″ N, 9° 28′ 37″ O  | Wohnhaus        | Giebelständiger breitgelagerter zweigeschossiger Fachwerkbau mit Backsteinausfachung, unter ziegelgedecktem Satteldach (ehemalige Mansarde erweitert zu einem dritten Geschoss). Symmetrische fünfachsige Fassadengestaltung ohne Vorkragungen. Errichtet zu Beginn des 19. Jahrhunderts. | 30953206 |      |
| Salzstraße 15a 53° 36′ 9″ N, 9° 28′ 37″ O | Wohnhaus        | Zweigeschossiger Fachwerkbau mit Backsteinausfachung, unter Walmdach in Ziegeldeckung. Erhöhtes Erdgeschoss mit eingebautem Zwischengeschoss (ehemals Lagerfunktion mit mittiger Ladeluke), darüber Obergeschoss vorkragend über Deckenbalken. Errichtet um 1800, im Kern ggf. älter. | 30953227 |      |
| Salzstraße 17 53° 36′ 9″ N, 9° 28′ 38″ O  | Wohnhaus        | Giebelständiger dreigeschossiger Fachwerkbau mit Backsteinausfachung, unter ziegelgedecktem Satteldach. Erstes Obergeschoss als Zwischenebene ausgebildet, zweites Obergeschoss und Dachgeschoss vorkragend auf kräftigen profilierten Konsolen mit Klötzchenfries und geschweifter Unterkante, dazwischen Viertelstabfüllhölzer. Die Ständer des zweiten Obergeschosses mit geschwungenen Fußstreben, hier Backsteinmuster in den Ausfachungen. Errichtet nach dem Stadtbrand 1659 (i); Inschrift in einer geschnitzten Kartusche: „ANNO / 1659“. | 30953265 |      |
| Salzstraße 19 53° 36′ 9″ N, 9° 28′ 38″ O  | Wohnhaus        | Giebelständiger dreigeschossiger Fachwerkbau mit Backsteinausfachung, unter ziegelgedecktem Satteldach. Drei Vorkragungen auf schlichten dreieckigen Konsolen; die beiden Giebelkvorkragungen mit Viertelstabfüllhölzern. Errichtet Ende des 17. Jahrhunderts. | 30953310 | BW   |
| Salzstraße 21 53° 36′ 9″ N, 9° 28′ 39″ O  | Wohnhaus        | Giebelständiger zweigeschossiger Fachwerkbau mit Backsteinausfachung unter Satteldach in Ziegeldeckung. Errichtet um 1850; Erdgeschosszone überformt, Fassade erneuert. | 30953331 | BW   |
| Salzstraße 25 53° 36′ 9″ N, 9° 28′ 39″ O  | Wohnhaus        | Traufständiger zweigeschossiger Fachwerkbau mit Backsteinausfachung und ziegelgedecktem Krüppelwalmdach. Mit einem zweiachsigen Zwerchhaus in der straßenseitigen Dachfläche. Errichtet um 1800; Erdgeschosszone überformt. | 30953369 |      |

### Gruppe: Bürgerstraße 2, 4, 6
Die Gruppe „Bürgerstraße 2, 4, 6“ hat die ID 30945858. Gruppe von drei traufständigen zweigeschossigen Wohnhäusern auf der Ostseite der Straße.

| Lage                                      | Bezeichnung | Beschreibung | ID       | Bild |
| ----------------------------------------- | ----------- | --- | -------- | ---- |
| Bürgerstraße 2 53° 36′ 9″ N, 9° 28′ 40″ O | Wohnhaus    | Traufständiger zweigeschossiger Bau mit ziegelgedecktem Satteldach. Im Kern ein Fachwerkbau, Straßenfassade massiv in Backstein erneuert. | 30948953 | BW   |
| Bürgerstraße 4 53° 36′ 9″ N, 9° 28′ 40″ O | Wohnhaus    | | 30948974 | BW   |
| Bürgerstraße 6 53° 36′ 9″ N, 9° 28′ 40″ O | Wohnhaus    | Traufständiger zweigeschossiger Fachwerkbau mit Backsteinausfachung und ziegelgedecktem Satteldach. Errichtet im 19. Jahrhundert.         | 30949022 |      |

### Gruppe: Wasserlauf der Schwinge
Die Gruppe „Wasserlauf der Schwinge“ hat die ID 30945962. Teil des ehemaligen Schwingelaufs, vom Ablauf der Schwinge aus dem Burggraben bis zur ehemaligen Wassermühle; weiterführende Kaimauern unterirdisch vorhanden, im Süden am Hafenbecken ein Gewölbesiel.

| Lage                                             | Bezeichnung         | Beschreibung | ID       | Bild |
| ------------------------------------------------ | ------------------- | --- | -------- | ---- |
| Beim Schiffertor 53° 36′ 15″ N, 9° 28′ 34″ O     | Wasserlauf Schwinge | Wasserlauf in Fortsetzung des Hafenbeckens im Nordosten der Altstadt bis zum Burggraben am westlichen Wallbereich. Kanalisierter ehemaliger Flusslauf der Schwinge mit hohen Ufermauern, die in der Regel zugleich Teil der darüberstehenden oder angrenzenden historischen Gebäude und Gartenanlagen sind. | 47141784 |      |
| An der Wassermühle 12 53° 36′ 8″ N, 9° 28′ 19″ O | Kaimauer            | Kaimauern der unter der ehemaligen Wassermühle hindurchfließenden Schwinge. | 30957490 |      |
| Schiffertorsstraße 53° 36′ 17″ N, 9° 27′ 56″ O   | Gewölbesiel         | Zwei Gewölbesiele als Ablauf des Schwingewassers aus dem Burggraben, eingefasst durch eine Natursteinkonstruktion aus zwei Bögen, erbaut 1769 (i). | 30957512 |      |

### Gruppe: Beidseitige Bebauung der Bungenstraße
Die Gruppe „Beidseitige Bebauung der Bungenstraße“ hat die ID 30945631. Den Straßenraum begrenzende, weitgehend geschlossene Zeilenbebauung in Form von giebel- und traufständigen Häusern des 17. bis 19. Jahrhunderts. Straße mit Kopfsteinpflasterung.

| Lage                                        | Bezeichnung              | Beschreibung | ID       | Bild           |
| ------------------------------------------- | ------------------------ | --- | -------- | -------------- |
| Bungenstraße 2 53° 36′ 12″ N, 9° 28′ 32″ O  | Wohnhaus                 | Giebelständiger dreigeschossiger Fachwerkbau mit Backsteinausfachung, unter ziegelgedecktem Satteldach. Mit drei Vorkragungen auf profilierten Balkenköpfen und Eckständern mit Fußstreben. Errichtet im letzten Viertel des 17. Jahrhunderts. Im Inneren Stuckdecken und Deckenmalereien erhalten. | 30948036 |                |
| Bungenstraße 3 53° 36′ 11″ N, 9° 28′ 32″ O  | Wohnhaus                 | Traufständiger zweigeschossiger Fachwerkbau mit Backsteinausfachung, unter Satteldach in Ziegeldeckung. Obergeschoss leicht vorkragend. Errichtet um 1800; Fassade vollständig erneuert. | 30948057 |                |
| Bungenstraße 4 53° 36′ 12″ N, 9° 28′ 31″ O  | Wohnhaus                 | Giebelständiger dreigeschossiger Fachwerkbau mit Backsteinausfachung, unter Satteldach in Ziegeldeckung. Erdgeschoss mit niedrigem Zwischengeschoss darüber, Fachwerk ab dem zweiten Obergeschoss mit dreifacher Vorkragung, im Giebel über Konsolen. Errichtet in der zweiten Hälfte des 18. Jahrhunderts, inschriftlich „1765“. Fassade überformt, doppelflügelige Eingangstür erhalten. | 30948076 |                |
| Bungenstraße 5 53° 36′ 11″ N, 9° 28′ 31″ O  | Wohnhaus                 | Giebelständiger dreigeschossiger Fachwerkbau mit Backsteinausfachung, mit Drempel und Halbwalmdach in Ziegeldeckung. Straßenseitig zweifache Vorkragungen auf profilierten Balkenköpfen. Errichtet in der zweiten Hälfte des 18. Jahrhunderts. Über den Fenstern des überformten Erdgeschosses hängt ein geschnitztes Brett, worauf zwei Greifen dargestellt sind, die eine Wappenkartusche mit dem Stader Schlüssel halten. | 30948097 |                |
| Bungenstraße 6 53° 36′ 12″ N, 9° 28′ 31″ O  | Wohnhaus                 | Giebelständiger zweigeschossiger Fachwerkbau mit Satteldach in Ziegeldeckung. Im Kern um 1750 errichtet, Straßenfassade um 1900 erneuert mit aufwändiger Putzgestaltung in symmetrischer Anordnung und mittigem Eingang. Scheinquaderung im Erdgeschoss, in der Brüstungszone Diamantquader, im Obergeschoss pfeilergerahmte Fenster, Brüstungszonen mit Diamantquadern und floraler Darstellung, im Dachgeschoss schlichtere Fensterrahmung. | 30948118 |                |
| Bungenstraße 7 53° 36′ 11″ N, 9° 28′ 31″ O  | Wohnhaus                 | Giebelständiger zweigeschossiger Backsteinbau mit Drempel und Satteldach in Ziegeldeckung. Erbaut Ende des 19. Jahrhunderts, im Kern (Fachwerkbau?) wohl älter. | 30948139 |                |
| Bungenstraße 9 53° 36′ 11″ N, 9° 28′ 30″ O  | Wohnhaus                 | Traufständiger zweigeschossiger Fachwerkbau mit Backsteinausfachung, unter Satteldach in Ziegeldeckung, dabei das Obergeschoss nachträglich erweitert. Straßenseitig ein zweiachsiges Zwerchhaus unter Satteldach in Ziegeldeckung. Errichtet in der zweiten Hälfte des 18. Jahrhunderts, Aufstockung jünger. | 30948179 |                |
| Bungenstraße 11 53° 36′ 11″ N, 9° 28′ 30″ O | Wohnhaus                 | Traufständiger zweigeschossiger Fachwerkbau mit Walmdach in Ziegeldeckung. Errichtet um 1750, Straßenfassade verputzt, diese Ende des 19. Jahrhunderts erneuert. | 30948219 |                |
| Bungenstraße 12 53° 36′ 12″ N, 9° 28′ 29″ O | Wohnhaus                 | Giebelständiger zweigeschossiger Fachwerkbau mit Backsteinausfachung, unter Satteldach in Ziegeldeckung. Straßenseitig mit drei Vorkragungen auf schlicht profilierten Balkenköpfen. Errichtet um 1800, bauzeitliche Haustür erhalten. Im Inneren Treppe des 19. Jahrhunderts mit durchbrochenem Geländer erhalten. | 30948240 |                |
| Bungenstraße 13 53° 36′ 11″ N, 9° 28′ 29″ O | Wohnhaus                 | Giebelständiger zweigeschossiger Fachwerkbau mit Backsteinausfachung, unter Mansarddach in Ziegeldeckung. Errichtet zu Beginn des 19. Jahrhunderts. | 30948261 |                |
| Bungenstraße 14 53° 36′ 12″ N, 9° 28′ 29″ O | Wohnhaus                 | Traufständiger zweigeschossiger Fachwerkbau mit Backsteinausfachung, unter Satteldach in Ziegeldeckung. Fachwerk ohne Vorkragung, Balkenköpfe durch flach profiliertes Zwischengesims verdeckt, dafür kräftig profiliertes Traufgesims. Errichtet um 1800, bauzeitliches Portal mit Pilasterrahmung und verkröpftem Gebälk erhalten, im Inneren eine Treppe mit verzierten gesägten Balustern. | 30948282 |                |
| Bungenstraße 16 53° 36′ 12″ N, 9° 28′ 28″ O | Wohnhaus                 | Giebelständiger zweigeschossiger Fachwerkbau mit Satteldach in Ziegeldeckung. Errichtet im Kern um 1750, Straßenfassade verputzt, erneuert um 1900 in aufwändiger Gestaltung mit Scheinquaderung und geschwungenem Giebel, pfeilergerahmten Fenstern im Mittelteil, floralen Darstellungen im Sturzbereich sowie in den Brüstungsfeldern der Fenster, bei den mittleren beiden mit Balustern im Brüstungsbereich. | 30948324 |                |
| Bungenstraße 18 53° 36′ 12″ N, 9° 28′ 27″ O | Wohnhaus 'Senatorenhaus' | Traufständiger zweigeschossiger Fachwerkbau unter ziegelgedecktem Satteldach, wohl um 1750 errichtet. Straßenfassade 1896 (i) erneuert in aufwändiger Putzgestaltung mit Scheinquaderung und Fensterrahmungen sowie einer Dachgaube mit massivem Giebel und Metallbekrönung. Reichhaltige Tür- und Fensterverdachungen und Konsolen am Traufgesims. | 30948366 |                |
| Bungenstraße 20 53° 36′ 11″ N, 9° 28′ 27″ O | Wohnhaus                 | Giebelständiger zweigeschossiger Fachwerkbau mit Backsteinausfachung unter Saltteldach in Ziegeldeckung. Straßenseitig drei Vorkragungen auf verzierten Konsolen, auf den Balkenköpfen geschnitzte Rosetten. Blockförmige Fußstreben mit Flachschnitzereien in Form von Halbsonnen. Errichtet um 1600, ehemaliges Gildehaus der Brauerknechte. | 30948406 | Weitere Bilder |
| Bungenstraße 21 53° 36′ 11″ N, 9° 28′ 27″ O | Wohnhaus                 | Giebelständiger zweigeschossiger Fachwerkbau mit Backsteinausfachung, unter Satteldach in Ziegeldeckung. Errichtet im frühen 19. Jahrhundert, Fassade erneuert. | 30948427 | BW             |
| Bungenstraße 22 53° 36′ 11″ N, 9° 28′ 27″ O | Wohnhaus 'Knechthausen'  | Giebelständiger zweigeschossiger Fachwerkbau mit Backsteinausfachung, unter Satteldach in Ziegeldeckung. Giebel vorkragend über profilierten Konsole, im Obergeschoss Fußstreben mit geschnitzten Halbsonnen. Errichtet um 1600 (inschriftlich „1604“ [jüngere Inschrift]), Gildehaus der Brauerknechte - ehemals gemeinsam mit Nr. 20. Rückwärtig ein eingeschossiger Fachwerkanbau des 18. Jahrhunderts mit großem Festraum („Rosenort“) für die Brauerknechte. | 30948448 | Weitere Bilder |
| Bungenstraße 23 53° 36′ 11″ N, 9° 28′ 27″ O | Wohnhaus                 | Giebelständiger zweigeschossiger Fachwerkbau mit Backsteinausfachung, unter Satteldach in Ziegeldeckung. Errichtet Mitte des 18. Jahrhunderts, Fassade erneuert. | 30948469 | BW             |
| Bungenstraße 24 53° 36′ 11″ N, 9° 28′ 26″ O | Wohnhaus                 | Traufständiger dreigeschossiger Fachwerkbau mit Backsteinausfachung und Satteldach, nach Süden abgewalmt. Südlicher Abschluss durch eine massiv in Backstein aufgeführte Fassade mit symmetrischem fünfachsigem Fassadenaufbau mit segmentbogfenförmigen Öffnungen. Eingang mittig, darüber ein Risalit, der mit einem über die Traufkante reichenden Zwerchhaus in Form eine Staffelgiebels abschließt, das Fenster im zweiten Obergeschoss des Risalits spitzbogig gestaltet. Backsteinziersetzung mit dunkel glasierten Steinen und schmiedeeisernen Ankern und Brüstungsgittern. Erbaut Ende des 19. Jahrhunderts. | 30948490 |                |
| Bungenstraße 25 53° 36′ 11″ N, 9° 28′ 26″ O | Wohnhaus                 | Giebelständiger zweigeschossiger Fachwerkbau mit Backsteinausfachung, unter ziegelgedecktem Satteldach. Straßenfassade zweifach vorkragend, mit Ladeluke im Giebel. Errichtet Mitte des 18. Jahrhunderts. Fassade erneuert. | 30948511 |                |
| Bungenstraße 26 53° 36′ 11″ N, 9° 28′ 26″ O | Wohnhaus                 | Traufständiger zweigeschossiger Fachwerkbau mit Backsteinausfachung, unter ziegelgedecktem Satteldach, nach Osten mit einer Abwalmung. Errichtet um 1800; im Inneren Treppe mit Bandmotiven und durchbrochenem Geländer erhalten. | 30948532 |                |
| Bungenstraße 29 53° 36′ 11″ N, 9° 28′ 26″ O | Wohnhaus                 | Giebelständiger zweigeschossiger Fachwerkbau mit Backsteinausfachung, unter ziegelgedecktem Satteldach. Gleichmäßiges Fachwerk, zweifach über Konsolen vorkragend. Errichtet um 1800, bauzeitliche Haustür erhalten. | 30948591 |                |
| Bungenstraße 31 53° 36′ 10″ N, 9° 28′ 25″ O | Wohnhaus                 | | 30948631 |                |
| Bungenstraße 32 53° 36′ 11″ N, 9° 28′ 24″ O | Wohnhaus                 | Traufständiger dreigeschossiger Fachwerkbau mit Backsteinausfachung, unter Satteldach in Ziegeldeckung. Errichtet im ersten Viertel des 19. Jahrhunderts, Straßenfassade erneuert. | 30948652 |                |
| Bungenstraße 33 53° 36′ 10″ N, 9° 28′ 24″ O | Wohnhaus                 | Giebelständiger zweigeschossiger Fachwerkbau mit Backsteinausfachung, unter ziegelgedecktem Satteldach. Errichtet im ersten Viertel des 19. Jahrhunderts; Erdgeschoss massiv erneuert, ebenso Teile von Ober- und Dachgeschoss (Fachwerk teilweise aufgemalt). | 30948673 |                |
| Bungenstraße 38 53° 36′ 11″ N, 9° 28′ 23″ O | Wohnhaus                 | | 30948772 |                |
| Bungenstraße 40 53° 36′ 10″ N, 9° 28′ 22″ O | Wohnhaus                 | Traufständiger zweigeschossiger Fachwerkbau mit Satteldach in Ziegeldeckung. Fassade verputzt. Errichtet im Kern um 1800. | 30948812 | BW             |
| Bungenstraße 45 53° 36′ 10″ N, 9° 28′ 23″ O | Wohnhaus                 | Giebelständiger zweigeschossiger Fachwerkbau mit Backsteinausfachung, unter ziegelgedecktem Satteldach. Vorkragungen auf profilierten Balkenköpfen. Errichtet um 1800. Fassade erneuert. | 30948871 |                |
| Bungenstraße 47 53° 36′ 10″ N, 9° 28′ 22″ O | Wohnhaus                 | | 30948892 | BW             |

### Gruppe: Bebauung Nordseite Sattelmacher- und Westseite Hökerstraße
Die Gruppe „Bebauung Nordseite Sattelmacher- und Westseite Hökerstraße“ hat die ID 30945723. Geschlossene, exponiert gelegene Zeilenbebauung, bestehend aus zumeist dreigeschossigen Wohn- und Geschäftshäusern des 17. bis 20. Jahrhunderts.

| Lage                                             | Bezeichnung          | Beschreibung | ID       | Bild           |
| ------------------------------------------------ | -------------------- | --- | -------- | -------------- |
| Sattelmacherstraße 7 53° 36′ 3″ N, 9° 28′ 32″ O  | Wohnhaus             | Giebelständiger zweigeschossiger Fachwerkbau mit Backsteinausfachung, unter Halbwalmdach in Ziegeldeckung. Giebel über geschnitzten Konsolen vorkragend, dazwischen Füllhölzer mit Rundstab und Kehle. Errichtet Ende des 17. Jahrhunderts; Erdgeschosszone überformt. | 30953390 |                |
| Sattelmacherstraße 9 53° 36′ 3″ N, 9° 28′ 32″ O  | Wohn-/Geschäftshaus  | Traufständiger zweigeschossiger Fachwerkbau mit Backsteinausfachung, unter ziegelgedecktem Satteldach. Mit breitem übergiebeltem Zwerchhaus in der straßenseitigen Dachfläche. Fachwerk mit dreifacher Vorkragung über profilierten Konsolen (nur im Randbereich erhalten, dazwischen rekonstruiert), dazwischen geschnitzte Füllhölzer mit Rundstab und Kehle; Streben im Obergeschoss mit Fußstreben. Errichtet Mitte des 17. Jahrhunderts, Zwerchhaus aus dem frühen 19. Jahrhundert. | 30953411 |                |
| Sattelmacherstraße 13 53° 36′ 3″ N, 9° 28′ 33″ O | Wohnhaus             | Traufständiger dreigeschossiger Fachwerkbau mit Backsteinausfachung, unter Walmdach in Ziegeldeckung. Errichtet im frühen 19. Jahrhundert; Erdgeschosszone überformt. | 30953493 |                |
| Hökerstraße 1 53° 36′ 4″ N, 9° 28′ 33″ O         | Wohn-/Geschäftshaus  | Dreigeschossiger Backsteinbau in Ecklage; unter bewegten Ziegeldächern. Fassadengestaltung mit Backstein und Putzgliederungen, mit einem markanten Eckturm an der Südostecke mit kupfergedecktem Helm sowie zwei Risaliten an der Süd- und Ostfassade, jeweils mit Zwerchhaus. Erbaut 1902 (i); Erdgeschosszone überformt. | 30950676 | BW             |
| Hökerstraße 3 53° 36′ 4″ N, 9° 28′ 33″ O         | Wohn-/Geschäftshaus  | Giebelständiger dreigeschossiger Massivbau unter ziegelgedecktem Krüppelwalmdach. Straßenseitig mit verputzter Fassade, im Erdgeschoss Scheinquadergliederung, darüber Gesimse und Fensterrahmungen, Giebel in geschwungenen Formen und mit Segmentbogenabschluss. Erbaut um 1900 (im Kern ggf. älter); Erdgeschosszone überformt. | 30950697 |                |
| Hökerstraße 5 53° 36′ 4″ N, 9° 28′ 33″ O         | Wohnhaus             | Giebelständiger dreigeschossiger Fachwerkbau mit Backsteinausfachung, unter Krüppelwalmdach in Ziegeldeckung. Straßenseitige Fassade mit Vorkragungen über profilierten Konsolen, mit Fußstreben in den oberen Geschossen und Füllhölzern aus Rundstab und Kehle. Errichtet 1660 (i); Fassade vollständig erneuert. | 30950718 |                |
| Hökerstraße 7 53° 36′ 4″ N, 9° 28′ 33″ O         | Wohn-/Geschäftshaus  | Giebelständiger dreigeschossiger Massivbau mit straßenseitiger verputzter Schaufassade mit reicher Gliederung in Form von floralen Elementen um die Fenster und geschwungenem Abschlussgiebel. Erbaut 1904 (i); Erdgeschosszone vollständig verändert. | 30950739 | BW             |
| Hökerstraße 9 53° 36′ 5″ N, 9° 28′ 32″ O         | Wohn-/Geschäftshaus  | Dreigeschossiger Backsteinbau mir zwei seitlichen traufständigen Flügeln und einem mittleren giebelständigen Teil; mit ziegelgedeckten Satteldächern. Fassaden akzentuiert durch Putzelemente (lisenenartige Eckbetonung, Gesimse, Fensterrahmungen mit segmentbogenförmigen Überdachungen im ersten und Giebelbekrönungen im zweiten Obergeschoss). Erbaut 1895 (i); Erdgeschosszone vollständig ersetzt durch Ladeneinbau. | 30950760 | BW             |
| Hökerstraße 12 53° 36′ 5″ N, 9° 28′ 34″ O        | Rathaus              | Zweigeschossiger Winkelbau in Fachwerk mit Backsteinausfachung, unter Walmdach in Ziegeldeckung. Die lange Front an der Hökerstraße als Hauptfassade ausgebildet, hier mittig ein offener Dachreiter mit Haube. Alle gliedernden und schmückenden Teile aus Sandstein, straffe Horizontalgliederung durch Gesimse, die Gebäudeecken und Entlastungsbögen der Erdgeschossfenster mit Sandsteinquadern, die Mittelachse der Westfassade durch einen kleinen Dreiecksgiebel und das besonders repräsentative, mit Figuren dekorierte Säulenportal betont. 1667 (a) erbaut über den mittelalterlichen Kellern (kleinerer Gewölbekeller im Nordteil des heutigen Rathauses erhalten, ebenso großer Weinkeller) und teilweise aus den Backsteinen des Vorgängerbaues des 13. Jahrhunderts. Dachgesims und Dachreiter nach Entwurf von Baumeister Andreas Henne, Säulenportal von Bildhauer Wilhelm Bokeloh. Im Inneren große Erdgeschosshalle. Dem Hauptportal gegenüber eine repräsentative zweiläufige Holztreppe mit schweren Balustern, diese wie auch die Türen mit rustizierten Halbsäulen nach Entwurf von Andreas Henne. Besonders aufwändig das zum großen Festsaal führende offene Portal mit korinthischen Säulen und mächtigem verkröpftem Segmentbogengiebel. Original auch das große zweiflügelige Portal an der Ostseite des Festsaales mit flankierenden korinthischen Säulen, gesprengtem Giebel und Wappen der Stadt Stade, auf den Giebelschrägen geflügelte Putten. Vielfältige Stuckaturen an Wänden und Decken erhalten. Östlich an das eigentliche Rathaus 1844/46 einen Erweiterungsbau in Backstein (sog. „Ratswärterhaus“) angefügt und damit auch das mittelalterliche Ratsweinkellerhaus dem Komplex angeschlossen. | 30950799 | Weitere Bilder |
| Hökerstraße 15 53° 36′ 6″ N, 9° 28′ 32″ O        | Wohnhaus             | Traufständiger dreigeschossiger Fachwerkbau mit Backsteinausfachung, unter Satteldach in Ziegeldeckung. Errichtet wohl Ende des 18. Jahrhunderts, Erdgeschosszone überformt. | 30950823 |                |
| Hökerstraße 17 53° 36′ 6″ N, 9° 28′ 32″ O        | frühere Ratsapotheke | Giebelständiger dreigeschossiger Fachwerkbau mit Backsteinausfachung, unter Satteldach in Ziegeldeckung. Straßenfassade mit Vorkragungen auf profilierten Balkenköpfen, die Schwelle zwischen den beiden Obergeschossen profiliert. Errichtet im frühen 18. Jahrhundert. Nutzung als Rats- und Einhornapotheke ab 1860. | 30950865 |                |
| Hökerstraße 19 53° 36′ 6″ N, 9° 28′ 32″ O        | Wohn-/Geschäftshaus  | Giebelständiger dreigeschossiger Fachwerkbau mit Backsteinausfachung, unter Krüppelwalmdach in Ziegeldeckung. Errichtet im 19. Jahrhundert. | 30950905 | BW             |
| Hökerstraße 21 53° 36′ 6″ N, 9° 28′ 31″ O        | Wohnhaus             | Giebelständiger zweigeschossiger Fachwerkbau mit Backsteinausfachung in Ecklage, unter Satteldach in Ziegeldeckung. Mit Vorkragungen auf profilierten Balkenköpfen. Errichtet Mitte des 18. Jahrhunderts. | 30950945 |                |
| Hökerstraße 25 53° 36′ 7″ N, 9° 28′ 31″ O        | Wohnhaus             | | 30951023 |                |
| Hökerstraße 27 53° 36′ 7″ N, 9° 28′ 31″ O        | Wohn-/Geschäftshaus  | Giebelständiger zweigeschossiger Massivbau mit Satteldach in Ziegeldeckung. Straßenfassade verputzt mit Gesimsen, Pilastergliederungen und Fensterrahmungen. Errichtet um 1900 (im Kern vermutlich älter), Erdgeschosszone überformt. | 30951066 | BW             |
| Hökerstraße 29 53° 36′ 8″ N, 9° 28′ 31″ O        | Wohnhaus 'Hökerhus'  | Giebelständiger dreigeschossiger Fachwerkbau mit Backsteinausfachung, unter Satteldach in Ziegeldeckung. Mit zwei zweigeschossigen Erkervorbauten, beide einfach vorkragend. Eckstreben im Obergeschoss mit Rankenornament, Ständer mit geschwungenen Fußstreben. Errichtet 1650. | 30951108 | Weitere Bilder |
| Hökerstraße 35 53° 36′ 8″ N, 9° 28′ 31″ O        | Wohn-/Geschäftshaus  | Traufständiger zweigeschossiger Massivbau in Ecklage mit ziegelgedecktem Walmdach. Im hinteren Bereich Obergeschoss in Fachwerk mit Backsteinausfachung, im straßenseitigen Eckbereich Fassaden verputzt mit Fensterrahmungen in Pilasterformen, im Erdgeschoss rundbogige Öffnungen. Erbaut als Wohn- und Geschäftshaus im ausgehenden 19. Jahrhundert (im Kern vermutlich älter). | 30951165 |                |
| Hökerstraße 37 53° 36′ 9″ N, 9° 28′ 32″ O        | Löwenapotheke        | Traufständiger zweigeschossiger Fachwerkbau mit Backsteinausfachung, unter ziegelgedecktem Walmdach. Mit mittigem vierachsigem Zwerchhaus. Errichtet Ende des 18. Jahrhunderts als Apotheke vor ein älteres Giebelhaus; Erdgeschosszone überformt. | 30951186 |                |
| Hökerstraße 39 53° 36′ 9″ N, 9° 28′ 32″ O        | Wohn-/Geschäftshaus  | Giebelständiger dreigeschossiger Backsteinbau. Erbaut Ende des 19. Jahrhunderts (im Kern vermutlich älter). | 30951207 | BW             |
| Hökerstraße 41 53° 36′ 9″ N, 9° 28′ 32″ O        | Wohnhaus             | Giebelständiger zweigeschossiger Backsteinbau mit Putzgliederungen, unter Satteldach in Ziegeldeckung. Erbaut um 1700, Straßenfassade um 1900 verändert. | 30951228 |                |
| Hökerstraße 43 53° 36′ 9″ N, 9° 28′ 33″ O        | Wohn-/Geschäftshaus  | Traufständiger dreigeschossiger Massivbau mit flachem Satteldach. Verputzte fünfachsige Straßenfassade; Erdgeschoss mit Scheinqauderung, in den Obergeschossen mit stuckierten Fensterrahmen und Gesimsbändern. Erbaut Ende des 19. Jahrhunderts. | 30951249 |                |
| Hökerstraße 45 53° 36′ 9″ N, 9° 28′ 33″ O        | Wohn-/Geschäftshaus  | Zweigeschossiger, zur Hökerstraße traufständiger Fachwerkbau mit Backsteinausfachung, unter Satteldach in Ziegeldeckung. Errichtet im frühen 19. Jahrhundert. | 30951270 | BW             |

### Gruppe: Cosmaekirchhof
Die Gruppe „Cosmaekirchhof“ hat die ID 30945682. Exponiert gelegene, die mittelalterliche St. Cosmaekirche als Zentrum umschließende Bebauung, vor allem kleinteilige Fachwerkbauten, im Kern entstanden nach 1659. Die Kirche umgeben von Kopfsteinpflasterung.

| Lage                                          | Bezeichnung           | Beschreibung | ID       | Bild           |
| --------------------------------------------- | --------------------- | --- | -------- | -------------- |
| Cosmaekirchhof 53° 36′ 6″ N, 9° 28′ 35″ O     | St. Cosmae et Damiani | Unregelmäßiger Backsteinbau mit Vierungsturm. Kern der mehrfach umgebauten Anlage ist ein kreuzförmiger Bau der Mitte des 13. Jahrhunderts, von ihm die Nord- und Westwand des heutigen Schiffes, die Nord- und Ostwand des nördlichen Querarmes und der Kern der Vierungspfeiler erhalten. Der Ostabschluss der Kreuzanlage mit Vierungsturm nicht zu rekonstruieren. In den genannten Außenwänden schlanke Spitzbogenfenster. Die Vierung gewölbt, die Kreuzarme von Anfang an flachgedeckt. Im 15. Jahrhundert Neubau des Chores als dreischiffige, im südlichen Seitenschiff unregelmäßige Anlage. Der achteckige Vierungsturm in seinem sichtbaren Bestand aus dem frühen 16. Jahrhundert, ältere Teile nicht nachzuweisen, Vorgänger jedoch zu vermuten. 1622 Neubau der Ostfassade des Chores mit drei Giebeln, 1650 der südlichen Schiffswand. Beim Stadtbrand 1659 Turmhelm, Dächer und Innenausstattung vernichtet. Bis 1662 Instandsetzung mit Reparatur des Vierungsgewölbes und neuen Holztonnen in Schiff und Chor, 1682 der barocke Turmhelm nach Entwurf von Baumeister Andreas Henne ergänzt. In der Vierung ein achtteiliges frühgotisches Kreuzrippengewölbe mit gebusten Kappen, in den Seitenschiffen des Chores Flachdecken, im Mittelschiff und im Langhaus Holztonnen. Umfangreiche mittelalterliche und vor allem barocke Ausstattung: Gertrudenaltar, spätgotischer Flügelaltar um 1500. Marmortaufbecken 1665, vor einer Wandnische nördlich des Altars. Drei Evangelistenfiguren aus Alabaster, einst am Fuß des Taufbeckens. Kanzel mit Treppenbrüstung, 1663. Sechs schmiedeeiserne Gitter, um 1670, einst als Schranke um das Taufbecken, jetzt zwischen Chor und Nordkapelle als Trennwand verwendet. Altarretabel, 1674-1677 von Bildhauer Christian Precht. Emporen in Vierung und Chor, Brüstungen aus kräftigen Balustern, 1662. Orgelempore 1661, 1910 um eine Fensterachse nach Osten erweitert, dabei die vorderen Stützen hinzugefügt. Orgel, ab 1668 von B. Huß und seinem Gesellen Arp Schnitger. Hauptwerk, zwei Pedaltürme und Rückpositiv, letzteres 1870 in das Hauptwerk einbezogen, 1949 wieder ausgebaut und unter Verwendung alter Dekorationsteile neu aufgebaut. Das Werk weitgehend im Original erhalten. Kabinettscheibe von 1662. Magistratsstuhl im nördlichen Kreuzarm, um 1730. Glasfenster in der Ostwand des Chores 1910. Relief mit Darstellung der Kreuzigung aus der zweiten Hälfte des 16. Jahrhunderts. Epitaph des Valentinus Löwenfels († 1670). Weitere Epitaphien und Gemälde des 17. und 18. Jahrhunderts. Drei Kronleuchter, der östliche vom Beginn des 17. Jahrhunderts, der mittlere 1663, der westliche 1587, 1683 verändert. Messingkreuz mit gegossenem Korpus, 1663 von B. Vogt, auf dem Altar in der Nordkapelle. Kelch, 1605 vom H. Ruge. Geläut aus vier Glocken, 1663 von H. Benningk. | 30949234 | Weitere Bilder |
| Cosmaekirchhof 2 53° 36′ 7″ N, 9° 28′ 34″ O   | Schulgebäude          | Ursprünglich zweigeschossiger, symmetrisch aufgebauter Backsteinbau mit Gesimsstreifen aus Sandstein. Erbaut als Druckerei 1822 (i); nachträglich aufgestockt durch ein Geschoss in Fachwerk mit Backsteinausfachung, straßenseitige Fassade massiv in Backstein, und flachem Walmdach in Ziegeldeckung, wohl um 1900. | 30949258 |                |
| Cosmaekirchhof 2 a 53° 36′ 8″ N, 9° 28′ 35″ O | Hinterhaus            | Zweigeschossiger Gefügebau unter ziegelgedecktem Halbwalmdach. Errichtet Anfang des 19. Jahrhunderts als Hinterhaus zu Cosmaekirchhof 2. | 30956968 | BW             |
| Cosmaekirchhof 3/4 53° 36′ 7″ N, 9° 28′ 35″ O | Pfarrhaus             | Traufständiger zweigeschossiger Fachwerkbau mit Backsteinausfachung, unter Satteldach in Ziegeldeckung. Mit Backsteinsockel, Obergeschoss vorkragend, Zierfachwerk (Rauten) im östlichen Bereich des straßenseitigen Obergeschosses. Errichtet 1660 (d), rückwärtig das Erdgeschoss massiv in Backstein erneuert. | 30949279 |                |
| Cosmaekirchhof 5 53° 36′ 7″ N, 9° 28′ 36″ O   | Wohnhaus              | Traufständiger zweigeschossiger Fachwerkbau mit Backsteinausfachung, unter Satteldach in Ziegeldeckung, in Ecklage. Errichtet im frühen 19. Jahrhundert. | 30949300 |                |
| Cosmaekirchhof 8 53° 36′ 7″ N, 9° 28′ 36″ O   | Wohnhaus              | | 49412008 |                |
| Hökerstraße 16 53° 36′ 6″ N, 9° 28′ 33″ O     | Wohnhaus              | Traufständiger zweigeschossiger Fachwerkbau mit Backsteinausfachung, unter Satteldach in Ziegeldeckung. Zur Cosmaekirche ausgerichtete Fassade mit Vorkragung des Obergeschosses auf profilierten Balkenköpfen, die Eckständer mit Streben. Errichtet in der ersten Hälfte des 18. Jahrhunderts; straßenseitige Erdgeschosszone überformt. | 30950844 | BW             |
| Hökerstraße 18 53° 36′ 6″ N, 9° 28′ 33″ O     | Wohnhaus              | Traufständiger viergeschossiger Fachwerkbau, unter Satteldach in Ziegeldeckung. Errichtet um 1900, Erdgeschosszone vollständig verändert, Fassade mit horizontaler Holzverschalung. | 30950886 |                |
| Hökerstraße 20 53° 36′ 7″ N, 9° 28′ 32″ O     | Wohn-/Geschäftshaus   | Traufständiger dreigeschossiger Backsteinbau mit Drempel, unter ziegelgedecktem Satteldach. Erbaut Ende des 19. Jahrhunderts (im Kern älter). | 30950924 |                |
| Hökerstraße 22 53° 36′ 7″ N, 9° 28′ 32″ O     | Wohnhaus              | Giebelständiger dreigeschossiger Fachwerkbau mit Backsteinausfachung, unter Satteldach in Ziegeldeckung. Östliche Fassade dreifach vorkragend auf schlichten Balkenköpfen. Errichtet in der zweiten Hälfte des 18. Jahrhunderts. Westliche Fassade zur Hökerstraße massiv erneuert, Dach hier abgewalmt. | 30950966 | BW             |
| Hökerstraße 26 53° 36′ 8″ N, 9° 28′ 32″ O     | Wohnhaus              | Traufständiger dreigeschossiger Fachwerkbau mit ziegelgedecktem Walmdach. Mit bauzeitlicher massiver Backsteinfassade zur Hökerstraße, hier drei Pilaster über alle Geschosse, im Gesimsbereich zwischen erstem und zweitem Obergeschoss ein sandsteinerner Fries aus Früchten, an den Kapitellen der Pilaster Voluten und Maskenköpfe. Hölzernes Dachgesims. Die Rückseite des Hauses in Fachwerk mit Backsteinausfachung, hier zwei schwache Vorkragungen auf profilierten Balkenköpfen. Errichtet 1669 (i), Inschrift am rückwärtigen Türsturz (Richtung Cosmaekirche): „ANNO / 1669“. Im Inneren einläufige Treppe mit geschwungenem Ansatz und gesägten Balustern erhalten. Die Abwalmung des Daches zur Hökerstraße erfolgte um 1754 (d). | 30951044 | BW             |
| Hökerstraße 28 53° 36′ 8″ N, 9° 28′ 33″ O     | Wohnhaus              | Giebelständiger dreigeschossiger Fachwerkbau vom Ende des 17. Jahrhunderts, in der Ostfassade mit Obergeschossvorkragung auf profilierten Konsolen, dazwischen Viertelstabfüllhölzer. Westliche Straßenfassade traufständig erneuert im 19. Jahrhundert mit Putzgestaltung. | 30951087 | BW             |

### Gruppe: Bebauung östlich der Wilhadikirche
Die Gruppe „Bebauung östlich der Wilhadikirche“ hat die ID 30945517. Den Kirchhof begrenzende, geschlossene, exponiert gelegene Häuserzeile mit zumeist traufständigen Bauten des 19. und frühen 20. Jahrhunderts.

| Lage                                         | Bezeichnung | Beschreibung | ID       | Bild           |
| -------------------------------------------- | ----------- | --- | -------- | -------------- |
| Seminarstraße 7 53° 36′ 4″ N, 9° 28′ 43″ O   | Turnhalle   | Breitgelagerter traufständiger eingeschossiger Fachwerkbau mit Backsteiunausfachung und flachem Satteldach, mittig ein zweigeschossiger Bereich, giebelständig unter eigenem Satteldach, hier auch der Eingang, die straßenseitige Fassade axialsymmetrisch aufgebaut. Inneners Tragwerk aus einer Stahlkonstruktion. Errichtet durch den Männerturnverein Stade 1863 (a), Einweihung am 30. August. Genutzt jahrzehntelang auch als Schulsporthalle, 1921 von der Stadt Stade übernommen und bis Ende der 1950er Jahre als Turnhalle genutzt, heute Veranstaltungszentrum. | 30953728 | Weitere Bilder |
| Seminarstraße 9 53° 36′ 3″ N, 9° 28′ 43″ O   | Wohnhaus    | Zweigeschossiger Backsteinbau mit Satteldach in Ziegeldeckung, dabei ein giebelständiger Teil direkt an der Straße, nach Norden ein traufständiger etwas zurückspringend. Fassaden schlicht in dunklem Backstein, Sockelzone gebändert, Ortgang akzentuiert gestaltet. Erbaut um 1920. | 30953769 |                |
| Wilhadikirchhof 9 53° 36′ 2″ N, 9° 28′ 43″ O | Wohnhaus    | Traufständiger zweigeschossiger Backsteinbau, unter Satteldach in Ziegeldeckung. Schlichte Fassade mit gemauertem Gesimsbändern als Zwischen - und Traufgesims, segmentbogenförmige Öffnungen. Erbaut um 1900. Fassade nahezu baugleich zu Nr. 8. | 30956925 |                |
| Wilhadikirchhof 8 53° 36′ 2″ N, 9° 28′ 43″ O | Wohnhaus    | Traufständiger zweigeschossiger Backsteinbau, unter Satteldach in Ziegeldeckung. Schlichte Fassade mit gemauertem Gesimsbändern als Zwischen - und Traufgesims, segmentbogenförmige Öffnungen. Erbaut um 1900. Fassade nahezu baugleich zu Nr. 9. | 30956904 |                |
| Wilhadikirchhof 7 53° 36′ 2″ N, 9° 28′ 43″ O | Wohnhaus    | | 30956885 |                |
| Wilhadikirchhof 6 53° 36′ 2″ N, 9° 28′ 44″ O | Wohnhaus    | Traufständiger zweigeschossiger Fachwerkbau mit straßenseitig vorgeblendetem Backsteinmauerwerk, unter Satteldach in Ziegeldeckung. Errichtet wohl in der zweiten Hälfte des 19. Jahrhunderts. | 30956866 |                |
| Wilhadikirchhof 3 53° 36′ 1″ N, 9° 28′ 44″ O | Wohnhaus    | Traufständiger zweigeschossiger Fachwerkbau unter Satteldach in Ziegeldeckung. Fassaden verputzt. Errichtet in der ersten Hälfte des 19. Jahrhunderts; Erdgeschosszone überformt. | 30956808 |                |

### Gruppe: Bebauung östlich des Johannisklosters
Die Gruppe „Bebauung östlich des Johannisklosters“ hat die ID 30945530. Geschlossene Zeilenbebauung östlich des Klosters an der Johannis- und Salzstraße; Baubestand des 19. Jahrhunderts.

| Lage                                         | Bezeichnung | Beschreibung | ID       | Bild |
| -------------------------------------------- | ----------- | --- | -------- | ---- |
| Johannisstraße 4 53° 36′ 6″ N, 9° 28′ 41″ O  | Wohnhaus    | Traufständiger zweigeschossiger Fachwerkbau mit Backsteinausfachung, unter Satteldach in Ziegeldeckung. Straßenseitig ein symmetrischer Fassadenaufbau mit mittigem Eingang, dieser zurückliegend und über Stufen erreichbar. Errichtet zu Beginn des 19. Jahrhunderts.                                                                                 | 30951718 |      |
| Johannisstraße 10 53° 36′ 7″ N, 9° 28′ 40″ O | Wohnhaus    | Giebelständiger zweigeschossiger Fachwerkbau mit horizontaler Holzverschalung, unter Satteldach in Ziegeldeckung. Ober- und Dachgeschosse dreifach vorkragend, Eingang außermittig. Errichtet wohl um 1800. | 30951775 |      |
| Salzstraße 18 53° 36′ 8″ N, 9° 28′ 40″ O     | Wohnhaus    | Traufständiger zweigeschossiger verputzter Bachsteinbau unter Satteldach in Ziegeldeckung, nach Norden zur Salzstraße mit Krüppelwalm. Symmetrischer Fassadenaufbau, Erdgeschoss mit deutlicher, Obergeschoss mit zarter Quaderoptik, dazwischen ein hervortretendes Gesims. Eingang auf der Rückseite. Erbaut im letzten Viertel des 19. Jahrhunderts. | 30953289 | BW   |

### Gruppe: Hinterm Hagedorn 14, 16
Die Gruppe „Hinterm Hagedorn 14, 16“ hat die ID 30945881.

| Lage                                           | Bezeichnung | Beschreibung | ID       | Bild |
| ---------------------------------------------- | ----------- | --- | -------- | ---- |
| Hinterm Hagedorn 14 53° 36′ 6″ N, 9° 28′ 37″ O | Wohnhaus    | Giebelständiger zweigeschossiger Bau mit ziegelgedecktem Satteldach. Im Kern ein Fachwerkbau der Zeit um 1800, dessen rückwärtige Fassade mehrfach über Knaggen vorkragt. Die straßenseitige Fassade wurde massiv in Backstein erneuert. Im Inneren eine barocke Treppe und Balkendecken sowie weitere Details erhalten. Das Haus bildet mit Nr. 16 eine gegen das Franziskanerkloster gerichtete Front. | 30950584 |      |
| Hinterm Hagedorn 16 53° 36′ 6″ N, 9° 28′ 36″ O | Wohnhaus    | Zweigeschossiger Bau mit ziegelgedecktem Dach, zur Straße zwei nebeneinanderliegende Giebel ausbildend. Im Kern ein Fachwerkbau der Zeit um 1800, dessen rückwärtige Fassade dreifach über Knaggen vorkragt. Die straßenseitige Fassade wurde massiv in Backstein erneuert. Das Haus bildet mit Nr. 14 eine gegen das Franziskanerkloster gerichtete Front.                                              | 30950609 |      |

### Gruppe: Bebauung westlich der Hökerstraße
Die Gruppe „Bebauung westlich der Hökerstraße“ hat die ID 30945619. Geschlossene, zumeist traufständige Fachwerkbebauung entlang der Bäckerstraße, Bei der Börne, Backeltrog, Neue und Steile Straße. Baubestand des 16. bis 19. Jahrhunderts.

| Lage                                                           | Bezeichnung | Beschreibung | ID       | Bild |
| -------------------------------------------------------------- | ----------- | --- | -------- | ---- |
| Bäckerstraße 1/3 53° 36′ 8″ N, 9° 28′ 30″ O                    | Wohnhaus    | Traufständiger dreigeschossiger Fachwerkbau mit Backsteinausfachung, unter Satteldach in Ziegeldeckung. Über Backsteinsockel, mit großen Granitquadern. Kräftig vorkragende Geschosse über reich verzierten Knaggen, Füllhölzer aus je zwei gegenläufig gedrehten Taustücken mit Tierköpfen an den Enden; die blockhaften Fußstreben mit phantasievoll variierten geschnitzten Halbsonnen. Errichtet in der zweiten Hälfte des 16. Jahrhunderts. Doppelflügelige Haustür (Nr. 3) der Zeit um 1800 erhalten, rückwärtige Südseite ebenfalls um 1800 erneuert. | 30947093 |      |
| Bäckerstraße 7 53° 36′ 8″ N, 9° 28′ 29″ O                      | Wohnhaus    | Giebelständiger dreigeschossiger Fachwerkbau mit Backsteinausfachung, unter Satteldach in Ziegeldeckung. Mit einer seitlichen Auslucht im Erdgeschoss. Niedriges Zwischengeschoss über dem Erdgeschoss, darüber zwei Vorkragungen auf Konsolen. Errichtet im Kern Mitte des 16. Jahrhunderts, Straßenfassade in wesentlichen Teilen erneuert. | 30947132 |      |
| Bäckerstraße 9 53° 36′ 8″ N, 9° 28′ 29″ O                      | Wohnhaus    | Giebelständiger dreigeschossiger Fachwerkbau mit Backsteinausfachung, unter ziegelgedecktem Satteldach. Niedriges Zwischengeschoss über dem Erdgeschoss; Giebel mit Vorkragung über Knaggen, Fußstreben im zweiten Obergeschoss und Giebelfachwerk. Errichtet in der zweiten Hälfte des 17. Jahrhunderts; Fassade in wesentlichen Teilen erneuert. | 30947153 |      |
| Bäckerstraße 15 53° 36′ 8″ N, 9° 28′ 27″ O                     | Wohnhaus    | Giebelständiger zweigeschossiger Fachwerkbau mit Backsteinausfachung. Giebel vorkragend auf schlichten profilierten Balkenköpfen, Giebelspitze vorkragend über profiliertem Gesims; Fachwerk mit Fußstreben. Errichtet im zweiten Viertel des 18. Jahrhunderts, Erdgeschoss massiv erneuert. | 30947212 | BW   |
| Bäckerstraße 17 53° 36′ 8″ N, 9° 28′ 27″ O                     | Wohnhaus    | Zur Bäckerstraße giebelständiger Fachwerkbau mit Backsteinausfachung, unter ziegelgedecktem Krüppelwalmdach, in Ecklage. Fachwerk ohne Vorkragung. Errichtet im ersten Viertel des 19. Jahrhunderts; Fassade in wesentlichen Teilen erneuert. | 30947233 | BW   |
| Bäckerstraße 21 53° 36′ 8″ N, 9° 28′ 26″ O                     | Wohnhaus    | Giebelständiger zweigeschossiger Fachwerkbau mit Backsteinausfachung, unter Satteldach in Ziegeldeckung. Straßenfassade mit zweifacher Vorkragung, die untere auf Konsolen mit figürlichen Darstellungen und Flachschnitzereien. Errichtet im Kern 1537 (d). | 30947273 |      |
| Bei der Börne 9 53° 36′ 7″ N, 9° 28′ 26″ O                     | Wohnhaus    | Traufständiger zweigeschossiger Fachwerkbau mit Backsteinausfachung, unter ziegelgedecktem Satteldach. Errichtet um 1800, doppelflügelige Haustür erhalten. | 30947511 | BW   |
| Bei der Börne 11 53° 36′ 7″ N, 9° 28′ 26″ O                    | Wohnhaus    | Traufständiger zweigeschossiger Fachwerkbau mit Backsteinausfachung, unter ziegelgedecktem Satteldach. Mit breitem Zwerchhaus mit Aufzugsvorrichtung in der straßenseitigen Dachfläche. Errichtet im Kern Anfang des 17. Jahrhunderts, keine Vorkragung. Doppelflügelige Haustür der Zeit um 1800 erhalten. | 30947530 | BW   |
| Bei der Börne 15 53° 36′ 8″ N, 9° 28′ 26″ O                    | Wohnhaus    | Zur Straße Bei der Börne traufständiger zweigeschossiger Fachwerkbau mit Backsteinausfachung, unter Satteldach in Ziegeldeckung, in Ecklage. Errichtet um 1800. | 30947568 | BW   |
| Am Backeltrog 7; Bei der Börne 1 -3 53° 36′ 6″ N, 9° 28′ 27″ O | Wohnhaus    | Zur Straße Bei der Börne traufständiger zwei- bis dreigeschossiger Fachwerkbau mit Backsteinausfachung, unter Satteldach in Ziegeldeckung. Südliche Haushälfte mit niedrigen Zwischengeschoss, in der nördlichen Haushälfte Obergeschoss über geschnitzten Konsolen vorkragend, gleiche Konsolen in beiden Haushälften unter der gemeinsamen Traufe. Errichtet Ende des 16. Jahrhunderts, Giebelseite zur Straße Am Backeltrog massiv erneuert. | 30947461 | BW   |
| Neue Straße 3 53° 36′ 6″ N, 9° 28′ 31″ O                       | Wohnhaus    | Traufständiger dreigeschossiger Fachwerkbau mit Backsteinausfachung, unter ziegelgedecktem Satteldach. Mit vorkragendem Obergeschoss auf gekehlten Konsolen mit mittlerer Profilleiste und gedrehtem Taustück; zwischen erstem und zweitem Obergeschoss Knaggen mit figürlichen Darstellungen. Zum Teil reich geschnitztes Holz. Errichtet vermutlich 1542 (i). | 30952207 | BW   |
| Neue Straße 5 53° 36′ 6″ N, 9° 28′ 30″ O                       | Wohnhaus    | Langgestreckter, traufständiger zweigeschossiger Fachwerkbau mit Backsteinausfachung, unter Satteldach in Ziegeldeckung. Im Kern errichtet im 19. Jahrhundert. | 30952234 | BW   |
| Neue Straße 9 53° 36′ 6″ N, 9° 28′ 29″ O                       | Wohnhaus    | Giebelständiger dreigeschossiger Fachwerkbau mit Backsteinausfachung unter ziegelgedecktem Satteldach, in Ecklage. Gleichmäßiges Fachwerk, giebelseitig siebenachsig. Vorkragung an der rückwärtigen Langseite, über schlichten Konsolen. Errichtet im 18. Jahrhundert. | 30952256 | BW   |
| Steile Straße 25 53° 36′ 5″ N, 9° 28′ 28″ O                    | Hahnentor   | Traufständiges zweigeschossiges Fachwerkhaus mit Backsteinausfachung, unter ziegelgedecktem Satteldach. Mit Tordurchfahrt zum „Hahnentor“ in der nördlichen Haushälfte. Sturzbalken mit kräftigen profilierten Kopfbändern. Obergeschoss vorkragend über mit Wulst und Kehle profilierten Füllhölzern. Hölzernes profiliertes Dachgesims. Errichtet 1658 (i) als östlicher Abschluss des ehemaligen Mühlenhofs. | 30953862 |      |

### Gruppe: Bebauung am Pottwärder
Die Gruppe „Bebauung am Pottwärder“ hat die ID 30945656. Unmittelbar an der Schwinge gelegene, geschlossene Zeilenbebauung mit Fachwerkhäusern des 18. Jahrhunderts.

| Lage                                    | Bezeichnung | Beschreibung | ID       | Bild |
| --------------------------------------- | ----------- | --- | -------- | ---- |
| Pottwärder 2 53° 36′ 8″ N, 9° 28′ 24″ O | Wohnhaus    | Traufständiger eingeschossiger Fachwerkbau mit Backsteinausfachung, unter hohem Mansarddach in Ziegeldeckung. Über Backsteinsockel mit mittigem Eingang in der Straßenfassade. Errichtet Ende des 18. Jahrhunderts. | 30952585 |      |
| Pottwärder 3 53° 36′ 8″ N, 9° 28′ 24″ O | Wohnhaus    | Traufständiger eingeschossiger Fachwerkbau mit Backsteinausfachung, unter hohem Mansarddach in Ziegeldeckung. Errichtet Ende des 18. Jahrhunderts.                                                                  | 30952606 | BW   |

### Gruppe: Wohnbebauung Beim Schiffertor
Die Gruppe „Wohnbebauung Beim Schiffertor“ hat die ID 30945848. Häuserzeile an der Nordseite des Wasserlauf des Schwinge-Kanals Beim Schiffertor, bestehend aus einem vermutlich aus dem 18. Jahrhundert stammenden Fachwerkbau sowie einen wohl um 1900 neu errichteten Wohngebäude. Traufständige Blockrandbebauung im konvex gekrümmten Verlauf des Schwinge-Kanals, seitlich Bauwich zur Erschließung des Hinterhofbereichs.

| Lage                                           | Bezeichnung | Beschreibung | ID       | Bild |
| ---------------------------------------------- | ----------- | --- | -------- | ---- |
| Beim Schiffertor 5 53° 36′ 7″ N, 9° 28′ 23″ O  | Wohnhaus    | Dreigeschossiger Massivbau mit Steildach, traufständig in offener Blockrandbebauung mit seitlichem Bauwich. Erdgeschoss und 1. Obergeschoss mit Putzfassade, im 2. Obergeschoss Imitation eines Fachwerkstocks, Welsche Haube über der linken Straßenfassadenecke, Dreiecksgiebel über der rechten. | 30947657 |      |
| Beim Schiffertor 5a 53° 36′ 7″ N, 9° 28′ 23″ O | Wohnhaus    | Zweigeschossiges Gebäude mit Satteldach und Krüppelwalmgiebel an der östlichen Stirnseite, traufständig in offener Blockrandbebauung. Erdgeschoss in Massivbauweise aus rotem Backsteinmauerwerk, Obergeschoss in Fachwerkbauweise und Ausfachungen in rotem Backstein.                             | 30947679 |      |

### Gruppe: Wohnhäuser Schiffertorsstr. 22–26
Die Gruppe „Wohnhäuser Schiffertorsstr. 22–26“ hat die ID 30945404. Zeile von drei zweigeschossigen Wohnhäusern. Es handelt sich um verputzte Massivbauten, die einheitlich und in ähnlicher Formgebung kurz nach der Jahrhundertwende zum 20. Jahrhundert entstanden.

| Lage                                              | Bezeichnung | Beschreibung | ID       | Bild |
| ------------------------------------------------- | ----------- | --- | -------- | ---- |
| Schiffertorsstraße 22 53° 36′ 15″ N, 9° 27′ 59″ O | Wohnhaus    | Zweigeschossiger Massivbau mit ausgebautem Mansarddach in Ziegeldeckung. Fassaden verputzt mit straßenseitigem halbrundem Erker. Sparsamer Fassadenschmuck. Erbaut um 1905. | 30953602 |      |
| Schiffertorsstraße 24 53° 36′ 15″ N, 9° 27′ 58″ O | Wohnhaus    | Traufständiger zweigeschossiger unterkellerter Massivbau mit Drempel und ausgebautem Krüppelwalmdach in Ziegeldeckung. Straßenseitig ein außermittiger dreigeschossiger Risalit unter Mansarddach, mit Balkon im zweiten Obergeschoss. Fassaden verputzt mit floralem und figürlichem Schmuck. Erbaut 1908 (i). | 30953620 |      |
| Schiffertorsstraße 26 53° 36′ 16″ N, 9° 27′ 57″ O | Wohnhaus    | Traufständiger zweigeschossiger unterkellerter Massivbau mit Drempel und ausgebautem Halbwalmdach in Ziegeldeckung. Straßenseitig ein außermittiger dreigeschossiger Risalit unter Satteldach, mit Balkon im zweiten Obergeschoss. Fassaden verputzt mit floralem und figürlichem Schmuck. Erbaut um 1905.      | 30953641 |      |

### Gruppe: Bebauung westlich der Stockhausstraße
Die Gruppe „Bebauung westlich der Stockhausstraße“ hat die ID 30945607. Häuserzeile auf der Westseite der Stockhausstraße südlich des Schiffertors, bestehend aus mehreren Fachwerkbauten. Mischung aus trauf- und giebelständigen Bauten unterschiedlicher Bauphasen vom 18. bis zum 19. Jahrhundert. Homogene Bauweisen und Baumaterialien, vorrangig Holzfachwerk mit Ausfachungen in rotem Backsteinmauerwerk.

| Lage                                          | Bezeichnung     | Beschreibung | ID       | Bild |
| --------------------------------------------- | --------------- | --- | -------- | ---- |
| Stockhausstraße 31 53° 36′ 4″ N, 9° 28′ 24″ O | Wohnhaus        | Zweigeschossiger Fachwerkbau mit Satteldach in Ziegeldeckung, giebelständig in geschlossener Blockrandbebauung. Unregelmäßige Fachwerkeinteilung, Ober- und Dachgeschosse auf profilierten Balkenköpfen leicht vorkragend, Ladeluke im ersten Speicherboden des Dachwerks erhalten. | 30953887 | BW   |
| Stockhausstraße 33 53° 36′ 4″ N, 9° 28′ 24″ O | Wohnhaus        | Zweigeschossiger Fachwerkbau mit Satteldach in Ziegeldeckung, traufständig in geschlossener Blockrandbebauung. Unregelmäßige Fachwerkeinteilung, im Dachbereich rechtsseitig ein Zwerchhaus mit Dreiecksgiebel.                                                                     | 30953906 | BW   |
| Stockhausstraße 35 53° 36′ 4″ N, 9° 28′ 24″ O | Wohnhaus        | Zweigeschossiger Fachwerkbau mit zweistöckigem Mansard-Satteldach in Ziegeldeckung, giebelständig in geschlossener Blockrandbebauung. Regelmäßige Gefacheinteilung mit schmalen Zwischengefachen, drei Fensterachsen. Gefache mit rotem Backsteinmauerwerk ausgefacht.              | 30953925 | BW   |
| Stockhausstraße 37 53° 36′ 5″ N, 9° 28′ 24″ O | Wohnhaus        | Zweigeschossiger Fachwerkbau mit Drempel und zweistöckigem Satteldach in Ziegeldeckung, giebelständig in geschlossener Blockrandbebauung. Regelmäßige Gefacheinteilung, Gefache mit rotem Backsteinmauerwerk ausgefacht.                                                            | 30953944 | BW   |
| Stockhausstraße 39 53° 36′ 5″ N, 9° 28′ 24″ O | Wohnhaus        | Traufständiger Fachwerkbau mit Backsteinausfachung, sich um die Ecke bis zum Schiffertor ziehend. Unter Satteldächern in Ziegeldeckung. Anhand des Dach- und des Fachwerks ist ablesbar, dass der Bau mindestens einmal verlängert wurde.                                           | 30953963 | BW   |
| Stockhausstraße 39 53° 36′ 5″ N, 9° 28′ 24″ O | Speichergebäude | Zum Schiffertor giebelständiger eingeschossiger Fachwerkbau mit Backsteinausfachung, unter ziegelgedecktem Mansarddach. Errichtet als Hintergebäude von Stockhausstraße 39. | 52889512 | BW   |

### Gruppe: Wohnhäuser Gründelstraße
Die Gruppe „Wohnhäuser Gründelstraße“ hat die ID 30945454. Exponiert gelegener Straßenzug aus drei ähnlichen Wohnhäusern des späten 19. Jahrhunderts gegenüber der Schule an der Wallstraße.

| Lage                                        | Bezeichnung | Beschreibung | ID       | Bild |
| ------------------------------------------- | ----------- | --- | -------- | ---- |
| Gründelstraße 2 53° 35′ 55″ N, 9° 28′ 23″ O | Wohnhaus    | Zweigeschossiger Massivbau unter steilem Mansard-Flachdach in Schieferdeckung. Fassaden backsteinsichtig mit Putz im Wechsel, Erdgeschoss mit Scheinquaderung, Obergeschoss mit Fensterrahmungen. Erbaut um 1890. | 30950194 |      |
| Gründelstraße 4 53° 35′ 56″ N, 9° 28′ 24″ O | Wohnhaus    | Traufständiger zweigeschossiger Massivbau unter Satteldach in Schieferdeckung. Fassaden in einem Wechsel aus Putz und Backstein, zur Straße Scheinquaderung im Erdgeschoss, im Obergeschoss Putzrahmungen der Fenster, symmetrische Gestaltung. Erbaut um 1890. | 30950218 |      |
| Wallstraße 19 53° 35′ 56″ N, 9° 28′ 25″ O   | Wohnhaus    | Traufständiger zweigeschossiger Massivbau in Ecklage mit zwei rechtwinklig aufeinanderstoßenden Satteldächern in Ziegeldeckung und einer überhöhten abgeschrägten Eckausbildung in Form eines übergiebelten dreigeschossigen Risalits mit Balkon im ersten Obergeschoss. Fassaden in Putzgestaltung, im Erdgeschoss Scheinquaderung, im Obergeschoss ausgeprägte Brüstungsfelder und Fensterrahmungen. Erbaut um 1890. | 30955771 |      |

### Gruppe: Große und Kleine Schmiedestraße, Poststraße
Die Gruppe „Große und Kleine Schmiedestraße, Poststraße“ hat die ID 30945491. Geschlossene, straßenbildprägende Zeilenbebauung westlich und östlich der Schmiedestraße sowie um die Ecke auf der östlichen Seite der Poststraße; Baubestand des 17. bis 19. Jahrhunderts.

| Lage                                                | Bezeichnung         | Beschreibung | ID       | Bild |
| --------------------------------------------------- | ------------------- | --- | -------- | ---- |
| Große Schmiedestraße 5 53° 35′ 58″ N, 9° 28′ 37″ O  | Wohnhaus            | Traufständiger zweigeschossiger Backsteinbau über hohem Backsteinsockel und unter ziegelgedecktem Walmdach. Mit mittigem dreiachsigem Zwerchhaus in der straßenseitigen Dachfläche. Fassade symmetrisch gestaltet mit mittigem Eingang, zurückversetzt über eine Treppe erreichbar durch ein hervortretendes Backsteinportal. Erbaut um 1800 als Fachwerkbau mit Backsteinausfachung, Straßenfassade um 1850 massiv erneuert.                                                                                   | 30949863 |      |
| Große Schmiedestraße 7 53° 35′ 59″ N, 9° 28′ 37″ O  | Wohn-/Geschäftshaus | Traufständiger zweigeschossiger Fachwerkbau mit Backsteinausfachung, unter ziegelgedecktem Walmdach. Straßenfassade symmetrisch aufgebaut mit mittigem Eingang, holzgefasstes Portal und doppelflügelige Haustür erhalten. Errichtet um 1800. | 30949884 |      |
| Große Schmiedestraße 9 53° 35′ 59″ N, 9° 28′ 37″ O  | Wohnhaus            | Traufständiger zweigeschossiger Fachwerkbau mit Backsteinausfachung, unter ziegelgedecktem Krüppelwalmdach. Straßenfassade symmetrisch aufgebaut mit mittigem dreiachsigem Zwerchhaus. Errichtet um 1800. | 30949905 |      |
| Große Schmiedestraße 11 53° 36′ 0″ N, 9° 28′ 37″ O  | Wohnhaus            | Zur Schmiedestraße giebelständiger dreigeschossiger Fachwerkbau mit Backsteinausfachung, unter Satteldach in Ziegeldeckung. In Ecklage zum Goos. Mittleres Geschoss als Mezzanin ausgebildet, oberstes Geschoss weit vorkragend über profilierten Konsolen, dazwischen Viertelstabfüllhölzer. Gefache mit Backsteinziersetzungen. Errichtet in der zweiten Hälfte des 17. Jahrhunderts, Rückseite massiv erneuert.                                                                                              | 30949926 |      |
| Große Schmiedestraße 15 53° 36′ 0″ N, 9° 28′ 36″ O  | Wohnhaus            | Giebelständiger dreigeschossiger Fachwerkbau mit Backsteinausfachung, unter ziegelgedecktem Satteldach. Giebel dreifach vorkragend auf kräftigen, reich profilierten Konsolen; im Giebel mit Fußbändern und Giebelpfahl. Errichtet in der zweiten Hälfte des 17. Jahrhunderts. | 30949965 | BW   |
| Große Schmiedestraße 17 53° 36′ 0″ N, 9° 28′ 36″ O  | Wohnhaus            | Giebelständiger dreigeschossiger Fachwerkbau mit Backsteinausfachung, unter ziegelgedecktem Satteldach. Mit vorkragendem zweiten Obergeschoss auf schlichten Konsolen. Errichtet in der zweiten Hälfte des 18. Jahrhunderts. | 30949986 |      |
| Große Schmiedestraße 19 53° 36′ 1″ N, 9° 28′ 36″ O  | Wohn-/Geschäftshaus | Giebelständiger dreigeschossiger Fachwerkbau mit Backsteinausfachung, unter ziegelgedecktem Satteldach. Fachwerk mit zwei Vorkragungen über reich profilierten Konsolen. Die Schwelle zwischen den Balkenköpfen ebenfalls profiliert. Errichtet in der zweiten Hälfte des 18. Jahrhunderts, Haustür und im Inneren die bauzeitliche Treppe erhalten. Um 1830 Umbau des Erdgeschosses zu einem Laden, dabei Anlage des Schaufenstererkers auf segmentbogenförmigem Grundriss.                                    | 30950007 |      |
| Große Schmiedestraße 20 53° 36′ 0″ N, 9° 28′ 38″ O  | Wohnhaus            | Zur Schmiedestraße giebelständiger dreigeschossiger Fachwerkbau in Ecklage, unter ziegelgedecktem Satteldach, nach Westen mit Krüppelwalm. Mittleres Geschoss als Mezzaningeschoss ausgebildet. Fachwerk mit Backsteinausfachung, Vorkragungen über kräftigen Konsolen mit Zahnschnitt und Kanneluren. Auf den Balkenköpfen geschnitzte Rosetten, Viertelstabfüllhölzer. Errichtet in der zweiten Hälfte des 17. Jahrhunderts. Im Inneren schwere Balkendecken und Türen mit schildförmigen Füllungen erhalten. | 30950028 | BW   |
| Große Schmiedestraße 21 53° 36′ 1″ N, 9° 28′ 36″ O  | Wohnhaus            | Giebelständiger zweigeschossiger Fachwerkbau mit Backsteinausfachung, unter ziegelgedecktem Satteldach. Fachwerk mit zweifacher Vorkragung auf reich profilierten Konsolen, ebenso gestaltete Gesimse. Errichtet Mitte des 18. Jahrhunderts, im Inneren Ausstattung (Stuck, Türen, Treppe, Fußbodenplatten, Wandnischen) erhalten. | 30950049 | BW   |
| Große Schmiedestraße 22 53° 36′ 1″ N, 9° 28′ 38″ O  | Wohn-/Geschäftshaus | Giebelständiger dreigeschossiger Massivbau mit Drempel, unter ziegelgedecktem Satteldach. Straßenfassade verputzt und gleichmäßig vierzonig gestaltet. Erbaut Ende des 19. Jahrhunderts, im Kern wohl älter. | 30950070 |      |
| Große Schmiedestraße 23 53° 36′ 1″ N, 9° 28′ 36″ O  | Wohnhaus            | Langgestreckter traufständiger zweigeschossiger Fachwerkbau mit Backsteinausfachung, unter ziegelgedecktem Satteldach. Straßenfassade verputzt. Errichtet um 1800; Erdgeschoss überformt. | 30950091 | BW   |
| Große Schmiedestraße 24 53° 36′ 1″ N, 9° 28′ 38″ O  | Wohn-/Geschäftshaus | Traufständiger dreigeschossiger Backsteinbau unter flachem Satteldach. Fassaden dreizonig mit Segmentbogenöffnungen und zeittypischen Backsteinziersetzungen. Erbaut Ende des 19. Jahrhunderts, im Kern vermutlich älter. Erdgeschosszone überformt. | 30950112 |      |
| Große Schmiedestraße 25 53° 36′ 2″ N, 9° 28′ 36″ O  | Wohnhaus            | Traufständiger zweigeschossiger Fachwerkbau mit Backsteinausfachung, unter ziegelgedecktem Satteldach. Symmetrischer Fassadenaufbau mit mittigem Zwerchhaus. Fachwerk mit Vorkragungen auf profilierten Füllhölzern und Balkenköpfen auf Perlreihen. Errichtet in der ersten Hälfte des 18. Jahrhunderts; Erdgeschosszone massiv überformt. | 30950133 |      |
| Große Schmiedestraße 26 53° 36′ 1″ N, 9° 28′ 38″ O  | Wohnhaus            | Traufständiger zweigeschossiger Fachwerkbau mit Backsteinausfachung; unter ziegelgedecktem Satteldach. Im Kern um 1750 errichtet, Außenbau weitgehend verändert, im Inneren Treppe erhalten. | 30950154 |      |
| Große Schmiedestraße 27 53° 36′ 2″ N, 9° 28′ 36″ O  | Wohnhaus            | Traufständiger zweigeschossiger Fachwerkbau mit Backsteinausfachung, unter ziegelgedecktem Satteldach. Gleichmäßges Fachwerk, symmetrische Straßenfassade, Obergeschoss leicht vorkragend. Errichtet in der ersten Hälfte 19. Jahrhunderts. | 30950175 |      |
| Kleine Schmiedestraße 1 53° 36′ 2″ N, 9° 28′ 35″ O  | Birnbaumpassage     | Traufständiger dreigeschossiger Massivbau, von der Großen Schmiedestraße um die Ecke zur Kleinen Schmiedestraße reichend, unter ziegelgedecktem Satteldach. An der Ecke ein viergeschossiger Eingangsrisalit mit zinnenbekröntem Schaugiebel. Fassaden verputzt, Öffnungen rundbogig. Erbaut als „Hôtel Birnbaum“ 1870. Ab 1906 bis in die 1930er Jahre Sitz der Freimaurerloge in Stade. Nach Aufgabe des Hotelbetriebs 1987 Umbau und Umnutzung in Wohnungen und eine erdgeschossige Ladenpassage.            | 30951968 |      |
| Kleine Schmiedestraße 12 53° 36′ 3″ N, 9° 28′ 35″ O | Wohnhaus            | Traufständiger dreigeschossiger Fachwerkbau mit Backsteinausfachung, unter ziegelgedecktem Satteldach. Obergeschosse über Knaggen vorkragend. Errichtet Mitte des 18. Jahrhunderts; Erdgeschosszone überformt. | 30952013 | BW   |
| Kleine Schmiedestraße 14 53° 36′ 4″ N, 9° 28′ 35″ O | Wohnhaus            | Zweigeschossiger Fachwerkbau mit Backsteinausfachung, unter Krüppelwalmdach, in Ecklage. Errichtet im ersten Viertel des 19. Jahrhunderts; Erdgeschosszone überformt. | 30952034 | BW   |
| Poststraße 30 53° 36′ 2″ N, 9° 28′ 35″ O            | Wohnhaus            | Traufständiger zweigeschossiger Fachwerkbau mit Backsteinausfachung, unter Satteldach in Ziegeldeckung. Obergeschoss leicht vorkragend. Errichtet um 1800. | 30952503 |      |
| Poststraße 32 53° 36′ 2″ N, 9° 28′ 35″ O            | Wohnhaus            | Giebelständiger zweigeschossiger Fachwerkbau mit Backsteinausfachung, unter ziegelgedecktem Mansarddach. Obergeschosse leicht vorkragend, Fassade hier holzverschalt. Errichtet wohl um 1800. | 30952524 |      |
| Poststraße 34 53° 36′ 3″ N, 9° 28′ 35″ O            | Birnbaum            | Traufständiger massiver dreigeschossiger Eckbau mit Ziegeldech. Fassaden verputzt, geschossübergreifende Lisenen im Erd- und ersten Obergeschoss, breites Gesims im Übergang zum zweiten Obergeschoss. zweigeschossiger Erker an der Poststraße. Erbaut als Gasthaus „Birnbaum“ um 1900. | 30952545 | BW   |

### Gruppe: Bebauung südlicher Pferdemarkt
Die Gruppe „Bebauung südlicher Pferdemarkt“ hat die ID 30945478. Bebauung des südlichen Pferdemarkts im Übergang zur Ostseite der Holzstraße mit Wohn- und Geschäftshäusern des 17. bis 19. Jahrhunderts.

| Lage                                      | Bezeichnung         | Beschreibung | ID       | Bild |
| ----------------------------------------- | ------------------- | --- | -------- | ---- |
| Pferdemarkt 2 53° 35′ 58″ N, 9° 28′ 32″ O | Wohn-/Geschäftshaus | Traufständiger zweigeschossiger Putzbau in Ecklage mit ziegelgedecktem Dach. Errichtet wohl Ende des 19. Jahrhunderts; Erdgeschosszone überformt. | 30952353 | BW   |
| Pferdemarkt 4 53° 35′ 58″ N, 9° 28′ 32″ O | Wohnhaus            | Traufständiger zweigeschossiger Putzbau unter Satteldach in Ziegeldeckung; mit außermittigem Zwerchhaus über leicht vorgezogenem Obergeschossbereich; errichtet wohl im 19. Jahrhundert; Erdgeschosszone überformt. | 30952374 | BW   |
| Holzstraße 1 53° 35′ 58″ N, 9° 28′ 31″ O  | Wohn-/Geschäftshaus | Traufständiger dreigeschossiger Massivbau. Straßenfassade verputzt mit sparsamem Fassadenschmuck in Form von Gesimsbändern und Fensterrahmungen; Öffnungen segmentbogenförmig. Erbaut im letzten Viertel des 19. Jahrhunderts; Erdgeschoss überformt.                                                                                        | 30951291 | BW   |
| Holzstraße 3 53° 35′ 58″ N, 9° 28′ 31″ O  | Wohnhaus            | Ursprünglich giebelständiger dreigeschossiger Fachwerkbau der zweiten Hälfte des 17. Jahrhunderts (rückwärtig teilweise erhalten mit zwei Vorkragungen auf kräftigen profilierten Knaggen und mit Viertelstabfüllhölzern), Straßenfassade im 19. Jahrhundert massiv erneuert, verputzt. Ziegelgedecktes Walmdach. Erdgeschosszone überformt. | 30951312 |      |
| Holzstraße 5 53° 35′ 58″ N, 9° 28′ 32″ O  | Wohnhaus            | Giebelständiges dreigeschossiges Fachwerkhaus mit Backsteinausfachung, unter ziegelgedecktem Satteldach. Straßenfassade dreifach über profilierten Knaggen vorkragend, Fachwerk mit Füllhölzern. Errichtet in der zweiten Hälfte des 17. Jahrhunderts; Erdgeschosszone überformt, Rückseite massiv erneuert.                                 | 30951331 |      |

### Gruppe: Wohn- und Geschäftshäuser Westseite Holzstraße
Die Gruppe „Wohn- und Geschäftshäuser Westseite Holzstraße“ hat die ID 30945465. Wohn- und Geschäftshäuser auf der Westseite der Holzstraße, erbaut im 18. und 19. Jahrhundert, teilweise in Fachwerk, teilweise massiv, ein- bis dreigeschossig.

| Lage                                      | Bezeichnung         | Beschreibung | ID       | Bild |
| ----------------------------------------- | ------------------- | --- | -------- | ---- |
| Holzstraße 10 53° 35′ 57″ N, 9° 28′ 30″ O | Wohnhaus            | Giebelständiger dreigeschossiger Fachwerkbau mit Backsteinausfachung unter ziegelgedecktem Krüppelwalmdach. Obergeschosse leicht vorkragend auf kräftigem profiliertem Holzgesims. Errichtet in der zweiten Hälfte des 18. Jahrhunderts; Erdgeschosszone überformt. | 30951374 |      |
| Holzstraße 12 53° 35′ 57″ N, 9° 28′ 30″ O | Wohnhaus            | Traufständiger zweigeschossiger Fachwerkbau mit Backsteinausfachung und ziegelgedecktem Walmdach. Errichtet wohl um 1800; Erdgeschosszone überformt. | 30951395 | BW   |
| Holzstraße 14 53° 35′ 56″ N, 9° 28′ 30″ O | Wohnhaus            | Traufständiger zweigeschossiger Fachwerkbau mit Backsteinausfachung, unter Satteldach in Ziegeldeckung. Straßenseitig ein mittiges Zwerchhaus, Straßenfassade verputzt mit Fensterrahmungen, dabei Fensteröffnungen segmentbogenförmig im ersten Obergeschoss und rundbogig im Zwerchhaus. Im Kern errichtet wohl um 1800; Erdgeschosszone nachträglich überformt.                      | 30951416 | BW   |
| Holzstraße 16 53° 35′ 56″ N, 9° 28′ 30″ O | Wohn-/Geschäftshaus | Traufständiger dreigeschossiger Massivbau mit hohem Schieferdach. Straßenfassade verputzt und mit Gesimsbändern und Fensterrahmungen verziert. Erbaut im letzten Viertel des 19. Jahrhunderts als Wohn- und Geschäftshaus. | 30951437 |      |
| Holzstraße 18 53° 35′ 56″ N, 9° 28′ 30″ O | Wohnhaus            | Traufständiger zweigeschossiger Fachwerkbau mit Backsteinausfachung, unter Satteldach in Ziegeldeckung. Straßenseitig mittig ein breites dreiachsiges Zwerchhaus, Straßenfassade verputzt mit Stuckapplikationen. Errichtet im Kern wohl um 1800, Erdgeschosszone überformt. | 30951458 |      |
| Holzstraße 22 53° 35′ 55″ N, 9° 28′ 31″ O | Wohnhaus            | Giebelständiger zweigeschossiger Fachwerkbau mit Backsteinausfachung, unter Satteldach in Ziegeldeckung. Unregelmäßiges Fachwerk, Ober- und Dachgeschosse vorkragend; Giebeldreieck mit Holz verschalt. Errichtet wohl in der zweiten Hälfte des 18. Jahrhunderts; Erdgeschosszone überformt.                                                                                           | 30951500 |      |
| Holzstraße 26 53° 35′ 55″ N, 9° 28′ 31″ O | Wohn-/Geschäftshaus | Traufständiger dreigeschossiger Massivbau mit ziegelgedecktem Mansarddach. Symmetrischer Fassadenaufbau mit übergiebeltem Mittelrisalit mit Schweifgiebel und mittigem polygonalen Erker über dem ersten und zweiten Obergeschoss; Fassaden verputzt mit Schmuckapplikationen v.a. im Bereich der Fenster. Zwei bauzeitliche Gauben. Erbaut kurz nach 1900 als Wohn- und Geschäftshaus. | 30951540 |      |
| Holzstraße 28 53° 35′ 54″ N, 9° 28′ 31″ O | Gasthaus            | Giebelständiger eingeschossiger Fachwerkbau mit Backsteinausfachung unter Satteldach in Ziegeldeckung. Errichtet als Gasthaus 1714 (i) (nachträglich angebrachte Inschrift). | 30951561 | BW   |

### Gruppe: Wohnhäuser Wallstraße 3–5
Die Gruppe „Wohnhäuser Wallstraße 3–5“ hat die ID 30945823.

| Lage                                     | Bezeichnung | Beschreibung | ID       | Bild |
| ---------------------------------------- | ----------- | --- | -------- | ---- |
| Wallstraße 3 53° 35′ 52″ N, 9° 28′ 30″ O | Wohnhaus    | Traufständiger zweigeschossiger Massivbau unter Satteldach in Ziegeldeckung. Mit seitlichem dreigeschossigem Eingangsrisalit, Fassaden verputzt, Öffnungen mit Rahmungen und übergiebelt. Erbaut in der zweiten Hälfte des 19. Jahrhunderts als Gegenstück zu Nr. 5.                                           | 30955728 |      |
| Wallstraße 5 53° 35′ 53″ N, 9° 28′ 29″ O | Wohnhaus    | Traufständiger zweigeschossiger Backsteinbau unter Satteldach in Ziegeldeckung. Mit seitlichem dreigeschossigem Eingangsrisalit, Fassaden zweifarbig gestaltet, backsteinsichtig mit Backsteinziersetzungen, Öffnungen übergiebelt. Erbaut in der zweiten Hälfte des 19. Jahrhunderts als Gegenstück zu Nr. 3. | 30955749 |      |

### Gruppe: Bischofshof
Die Gruppe „Bischofshof“ hat die ID 30945504. Siedlung am Bischofshof, bestehend aus kleinen, meist zweigeschossigen Wohnhäusern, größtenteils aus Fachwerk, des 19. Jahrhunderts.

| Lage                                          | Bezeichnung | Beschreibung | ID       | Bild |
| --------------------------------------------- | ----------- | --- | -------- | ---- |
| Bischofshof 3 53° 35′ 58″ N, 9° 28′ 45″ O     | Wohnhaus    | Zweigeschossiger Fachwerkbau mit Backsteinausfachung, unter ziegelgedecktem Satteldach. Traufständig in Reihe gebaut in der ersten Hälfte des 19. Jahrhunderts, Ostseite nachträglich um ein Geschoss aufgestockt. | 30947771 |      |
| Bischofshof 4 53° 35′ 58″ N, 9° 28′ 44″ O     | Wohnhaus    | Traufständiger zweigeschossiger Fachwerkbau mit Backsteinausfachung, unter Satteldach in Ziegeldeckung. Fünf Achsen breit. Erbaut in der ersten Hälfte des 19. Jahrhunderts. Erdgeschoss nach 1957 massiv erneuert. | 30947792 |      |
| Bischofshof 5 53° 35′ 58″ N, 9° 28′ 45″ O     | Wohnhaus    | Traufständiger zweigeschossiger Backsteinbau unter Satteldach in Ziegeldeckung. Erbaut im letzten Viertel des 19. Jahrhunderts. | 30947813 |      |
| Bischofshof 5a 53° 35′ 58″ N, 9° 28′ 45″ O    | Wohnhaus    | Traufständiger zweigeschossiger Backsteinbau, unter ziegelgedecktem Satteldach. Erbaut baugleich mit Nr. 6 und unter gemeinsamem Dach im letzten Viertel des 19. Jahrhunderts. | 30947834 |      |
| Bischofshof 6 53° 35′ 58″ N, 9° 28′ 45″ O     | Wohnhaus    | Traufständiger zweigeschossiger Backsteinbau, unter ziegelgedecktem Satteldach. Erbaut baugleich mit Nr. 5a und unter gemeinsamem Dach im letzten Viertel des 19. Jahrhunderts. | 30947855 |      |
| Bischofshof 7/8 53° 35′ 57″ N, 9° 28′ 46″ O   | Doppelhaus  | Zweigeschossiger Fachwerkbau mit Backsteinausfachung, unter ziegelgedecktem Satteldach. Fachwerk gleichmäßig und achsensymmetrisch gestaltet. Errichtet in der Mitte des 19. Jahrhunderts; Westwand um 1900 massiv in Backstein ersetzt. | 30947876 |      |
| Schiefe Straße 22 53° 35′ 58″ N, 9° 28′ 46″ O | Wohnhaus    | Traufständiger zweigeschossiger Fachwerkbau mit Backsteinausfachung, unter Satteldach in Ziegeldeckung. Straßenseitige Fassade symmetrisch gestaltet mit mittigem Eingang. Mit Ladeöffnungen im Giebel. Errichtet wohl um 1800. Ein zweigeschossiger Fachwerkanbau nach Westen, daneben in der Nordwestecke ein jüngerer, ebenfalls zweigeschossiger Anbau. | 30953557 |      |

### Gruppe: Wohnhäuser Nordwestseite Wiesenstraße
Die Gruppe „Wohnhäuser Nordwestseite Wiesenstraße“ hat die ID 30945417. Gruppe aus drei in Reihe angeordneter und gleichartig gestalteter Wohnhäuser auf hohen Sockelgeschossen mit jeweils zur Straße orientierten zweigeschossigen Risaliten. Verputze Massivbauweise, im Detail variantenreich gestaltet. Durch Vorgärten führende zurückliegende Eingänge hinter zusammenfassender Einfriedung entlang der Straße. Zwischen 1902 und 1908 für Offiziersfamilien der Stader Garnison errichtet.

| Lage                                       | Bezeichnung | Beschreibung | ID       | Bild |
| ------------------------------------------ | ----------- | --- | -------- | ---- |
| Wiesenstraße 2 53° 35′ 54″ N, 9° 28′ 17″ O | Wohnhaus    | Traufständiger eingeschossiger vollunterkellerter Massivbau mit Krüppelwalmdach in Ziegeldeckung. Straßenseitig mit zweigeschossigem Risalit unter eigenem Krüppelwalmdach mit vorgezogenem Altan im Sockel- und Erdgeschoss sowie einem Balkon im Obergeschoss. Eingeschossiger Eingangsvorbau und zweigeschossiger Treppenturm an der Südwestseite. Fassaden verputzt, im Sockelgeschoss mit Scheinquaderung, ansonsten nur Gesimse und Fensterrahmungen hervorgehoben. Erbaut zwischen 1902 und 1908.                                                                                                  | 30956629 |      |
| Wiesenstraße 4 53° 35′ 54″ N, 9° 28′ 16″ O | Wohnhaus    | Traufständiger eingeschossiger vollunterkellerter Massivbau mit Krüppelwalmdach in Ziegeldeckung. Straßenseitig mit zweigeschossigem Risalit unter eigenem Krüppelwalmdach mit vorgezogenem Altan im Sockel- und Erdgeschoss sowie einem Balkon im Obergeschoss. Eingeschossiger Eingangsvorbau und zweigeschossiger Treppenturm an der Südwestseite. Hölzerne Veranda an der Südostseite. Fassaden verputzt, im Sockelgeschoss mit Scheinquaderung, ansonsten nur Gesimse und Fensterrahmungen hervorgehoben, hier auch florale und figürliche Darstellungen. Erbaut zwischen 1902 und 1908.             | 30956650 |      |
| Wiesenstraße 6 53° 35′ 53″ N, 9° 28′ 15″ O | Wohnhaus    | Eingeschossiger vollunterkellerter Massivbau mit Krüppelwalmdach in Ziegeldeckung in Ecklage. Straßenseitig zur Wiesenstraße mit zweigeschossigem Risalit unter eigenem Krüppelwalmdach mit vorgezogenem Altan im Sockel- und Erdgeschoss sowie einem Balkon im Obergeschoss. Eingeschossiger Eingangsvorbau und zweigeschossiger Treppenturm an der Südwestseite. Fassaden verputzt, im Sockelgeschoss mit Scheinquaderung, Fassadenschmuck mit Gesimsen, Fensterrahmungen und verschiedenen Reliefs. Hölzerne Veranda an der Südostseite. Bauzeitliche Fenster erhalten. Erbaut zwischen 1902 und 1908. | 30956695 |      |

### Gruppe: Friedhofanlage Stade
Die Gruppe „Friedhofanlage Stade“ hat die ID 30945749. Südwestlich der Altstadt, nebeneinander angelegte Friedhöfe, bestehend aus Garnisons- und Horstfriedhof. Mit altem Gehölzbestand und Grabmalen, darunter auch kunstvolle Stelen, aus dem 17.–20. Jahrhundert.

| Lage                                                | Bezeichnung       | Beschreibung | ID       | Bild           |
| --------------------------------------------------- | ----------------- | --- | -------- | -------------- |
| Albert-Schweitzer-Straße 53° 35′ 42″ N, 9° 28′ 5″ O | Garnisonsfriedhof | Der Garnisonsfriedhof liegt im Westen von Stade neben dem nordöstlich gelegenen jüdischen Friedhof und dem Horstfriedhof im Westen. Mit geschwungener Wegeführung, historischen Grabmalen, meist in Stelenform, die bis in das 17. Jahrhundert zurückreichen und alten Gehölzbestand. Er wurde 1781 erweitert. Auf dem Friedhof sind neben den Angehörigen der schwedischen Garnison, staatlichen Beamten und Angehörigen auch die Opfer der Kriege seit dem 19. Jahrhundert beerdigt worden. Dazu gehören Opfer der Napoleonischen Kriege (1806-1815), dänische Kriegsgefangene (1848 und 1864), französische Kriegsgefangene (1870/71), deutsche Soldaten des Ersten Weltkrieges, die in Stader Lazaretten verstorben sind und deutsche Soldaten des Zweiten Weltkrieges sowie Kriegsgefangene aus Polen, Russland, Frankreich, Italien und aus anderen Ländern. Auch die zivilen Opfer der Luftangriffe vom April 1945 liegen hier begraben, als auch Flüchtlinge und Vertriebene ehemaliger deutscher Ostgebiete. Auf dem Garnisonsfriedhof befinden sich auch die Denkmale des deutsch-französischen Krieges (1870/71), der Kolonialkriege und das Denkmal für im Ersten Weltkrieg getötete Angehörige des Dritten Bataillons des Infanterie-Regiments 75. | 30951582 | Weitere Bilder |
| Horststraße 53° 35′ 40″ N, 9° 27′ 55″ O             | Horstfriedhof     | Der Horstfriedhof westlich des Garnisonsfriedhofs mit rechtwinkligen Grundriss und orthogonalem Wegesystem. Von Nord nach Süd verläuft eine Allee mit Kopflinden. Es sind alte Gehölze und Grabmale vom 18.-19. Jahrhundert vorhanden, darunter auch kunstvolle Stelen. Auf dem Friedhof befindet sich das Grabmal für die „Camper Speeldeel“ eine der bekanntesten plattdeutschen Laienspielgruppe Norddeutschlands, von dem ein Teil des Ensembles 1934 bei einem Unfall mit dem Sonderzug von Adolf Hitler ums Leben gekommen ist. | 30951605 | Weitere Bilder |

### Gruppe: Wohnsiedlung Sachsenstraße / Salinenweg
Die Gruppe „Wohnsiedlung Sachsenstraße / Salinenweg“ hat die ID 30945441.

| Lage                                             | Bezeichnung | Beschreibung | ID       | Bild |
| ------------------------------------------------ | ----------- | --- | -------- | ---- |
| Salinenweg 21/21a 53° 35′ 18″ N, 9° 28′ 56″ O    | Doppelhaus  | Eingeschossiger Backsteinbau mit Bohlenbinderdach in Ziegeldeckung, ausgeführt als spitztonniges Satteldach. Schlichte Fassadengestaltung, Eingänge seitlich in einem dreieckigen Vorbau. Erbaut als Doppelwohnhaus 1926 nach Entwurf der Hamburger Architekten Willy Berg und Max Paasche.                                                                       | 30952835 | BW   |
| Salinenweg 23/23a 53° 35′ 18″ N, 9° 28′ 55″ O    | Doppelhaus  | Eingeschossiger Backsteinbau mit Bohlenbinderdach in Ziegeldeckung, ausgeführt als spitztonniges Satteldach. Schlichte Fassadengestaltung, Eingänge seitlich in einem dreieckigen Vorbau. Erbaut als Doppelwohnhaus 1926 nach Entwurf der Hamburger Architekten Berg und Paasche.                                                                                 | 30952853 | BW   |
| Salinenweg 25/25a 53° 35′ 18″ N, 9° 28′ 54″ O    | Doppelhaus  | Eingeschossiger Backsteinbau mit Bohlenbinderdach in Ziegeldeckung, ausgeführt als spitztonniges Satteldach. Schlichte Fassadengestaltung, Eingänge seitlich in einem dreieckigen Vorbau. Erbaut als Doppelwohnhaus 1926 nach Entwurf der Hamburger Architekten Berg und Paasche.                                                                                 | 30952871 | BW   |
| Salinenweg 27/27a 53° 35′ 18″ N, 9° 28′ 53″ O    | Doppelhaus  | Eingeschossiger Backsteinbau mit Bohlenbinderdach in Ziegeldeckung, ausgeführt als spitztonniges Satteldach. Schlichte Fassadengestaltung, Eingänge seitlich in einem dreieckigen Vorbau. Erbaut als Doppelwohnhaus 1926 nach Entwurf der Hamburger Architekten Berg und Paasche.                                                                                 | 30952889 | BW   |
| Salinenweg 29/29a 53° 35′ 17″ N, 9° 28′ 52″ O    | Doppelhaus  | Eingeschossiger Backsteinbau mit Bohlenbinderdach in Ziegeldeckung, ausgeführt als spitztonniges Satteldach. Schlichte Fassadengestaltung, Eingänge seitlich in einem dreieckigen Vorbau. Erbaut als Doppelwohnhaus 1926 nach Entwurf der Hamburger Architekten Berg und Paasche.                                                                                 | 30952907 | BW   |
| Salinenweg 31/31a 53° 35′ 17″ N, 9° 28′ 51″ O    | Doppelhaus  | Eingeschossiger Backsteinbau mit Bohlenbinderdach in Ziegeldeckung, ausgeführt als spitztonniges Satteldach. Schlichte Fassadengestaltung, Eingänge seitlich in einem dreieckigen Vorbau. Erbaut als Doppelwohnhaus 1926 nach Entwurf der Hamburger Architekten Berg und Paasche.                                                                                 | 30952925 | BW   |
| Salinenweg 33 53° 35′ 17″ N, 9° 28′ 50″ O        | Wohnhaus    | Eingeschossiger Backsteinbau mit Bohlenbinderdach in Ziegeldeckung, ausgeführt als spitztonniges Satteldach. Schlichte Fassadengestaltung, Eingang mittig an der nördlichen Traufseite. Erbaut 1926 nach Entwurf der Hamburger Architekten Berg und Paasche. | 46868752 | BW   |
| Frankenweg 3 53° 35′ 16″ N, 9° 28′ 51″ O         | Wohnhaus    | Eingeschossiger Backsteinbau mit Bohlenbinderdach in Ziegeldeckung, ausgeführt als spitztonniges Satteldach. Schlichte Fassadengestaltung, Eingang seitlich in einem dreieckigen Vorbau. Erbaut 1926 nach Entwurf der Hamburger Architekten Berg und Paasche, fungiert als städtebauliches Bindeglied der Siedlung zwischen der Sachsenstraße und dem Salinenweg. | 46868592 |      |
| Sachsenstraße 26/26a 53° 35′ 16″ N, 9° 28′ 58″ O | Doppelhaus  | Eingeschossiger Backsteinbau mit Bohlenbinderdach in Ziegeldeckung, ausgeführt als spitztonniges Satteldach. Schlichte Fassadengestaltung, Eingänge seitlich in einem dreieckigen Vorbau. Erbaut als Doppelwohnhaus 1926 nach Entwurf der Hamburger Architekten Berg und Paasche.                                                                                 | 30952691 | BW   |
| Sachsenstraße 28/28a 53° 35′ 16″ N, 9° 28′ 57″ O | Doppelhaus  | Eingeschossiger Backsteinbau mit Bohlenbinderdach in Ziegeldeckung, ausgeführt als spitztonniges Satteldach. Schlichte Fassadengestaltung, Eingänge seitlich in einem dreieckigen Vorbau. Erbaut als Doppelwohnhaus 1926 nach Entwurf der Hamburger Architekten Berg und Paasche.                                                                                 | 30952709 | BW   |
| Sachsenstraße 30/30a 53° 35′ 16″ N, 9° 28′ 56″ O | Doppelhaus  | Eingeschossiger Backsteinbau mit Bohlenbinderdach in Ziegeldeckung, ausgeführt als spitztonniges Satteldach. Schlichte Fassadengestaltung, Eingänge seitlich in einem dreieckigen Vorbau. Erbaut als Doppelwohnhaus 1926 nach Entwurf der Hamburger Architekten Berg und Paasche.                                                                                 | 30952727 |      |
| Sachsenstraße 32/32a 53° 35′ 16″ N, 9° 28′ 55″ O | Doppelhaus  | Eingeschossiger Backsteinbau mit Bohlenbinderdach in Ziegeldeckung, ausgeführt als spitztonniges Satteldach. Schlichte Fassadengestaltung, Eingänge seitlich in einem dreieckigen Vorbau. Erbaut als Doppelwohnhaus 1926 nach Entwurf der Hamburger Architekten Berg und Paasche.                                                                                 | 30952745 | BW   |
| Sachsenstraße 34/34a 53° 35′ 15″ N, 9° 28′ 54″ O | Doppelhaus  | Eingeschossiger Backsteinbau mit Bohlenbinderdach in Ziegeldeckung, ausgeführt als spitztonniges Satteldach. Schlichte Fassadengestaltung, Eingänge seitlich in einem dreieckigen Vorbau. Erbaut als Doppelwohnhaus 1926 nach Entwurf der Hamburger Architekten Berg und Paasche.                                                                                 | 30952763 | BW   |
| Sachsenstraße 36/36a 53° 35′ 15″ N, 9° 28′ 53″ O | Doppelhaus  | Eingeschossiger Backsteinbau mit Bohlenbinderdach in Ziegeldeckung, ausgeführt als spitztonniges Satteldach. Schlichte Fassadengestaltung, Eingänge seitlich in einem dreieckigen Vorbau. Erbaut als Doppelwohnhaus 1926 nach Entwurf der Hamburger Architekten Berg und Paasche.                                                                                 | 30952781 | BW   |
| Sachsenstraße 38/38a 53° 35′ 15″ N, 9° 28′ 52″ O | Doppelhaus  | Eingeschossiger Backsteinbau mit Bohlenbinderdach in Ziegeldeckung, ausgeführt als spitztonniges Satteldach. Schlichte Fassadengestaltung, Eingänge seitlich in einem dreieckigen Vorbau. Erbaut als Doppelwohnhaus 1926 nach Entwurf der Hamburger Architekten Berg und Paasche.                                                                                 | 30952799 | BW   |
| Sachsenstraße 40/40a 53° 35′ 15″ N, 9° 28′ 51″ O | Doppelhaus  | Eingeschossiger Backsteinbau mit Bohlenbinderdach in Ziegeldeckung, ausgeführt als spitztonniges Satteldach. Schlichte Fassadengestaltung, Eingänge seitlich in einem dreieckigen Vorbau. Erbaut als Doppelwohnhaus 1926 nach Entwurf der Hamburger Architekten Berg und Paasche.                                                                                 | 30952817 |      |

### Gruppe: Wohnhäuser Harburger Straße
Die Gruppe „Wohnhäuser Harburger Straße“ hat die ID 30945789. Gruppe aus zwei Wohnhäusern, baugleich errichtet im 19. Jahrhundert.

| Lage                                            | Bezeichnung | Beschreibung | ID       | Bild |
| ----------------------------------------------- | ----------- | --- | -------- | ---- |
| Harburger Straße 21 53° 35′ 38″ N, 9° 28′ 39″ O | Wohnhaus    | Massivbau, bestehend aus einem hervortretenden zweigeschossigen giebelständigen Teil und einem zurückspringenden traufständigen eingeschossigen Teil mit Drempel, unter Satteldächern in Ziegeldeckung. Verputzte Fassaden, durch Gesimse geschossweise gegliedert, im Erdgeschoss aedikulaartige Fensterrahmung, im Obergeschoss Pilasterrahmung in Stuck. Errichtet im 19. Jahrhundert. | 30950306 |      |
| Harburger Straße 23 53° 35′ 38″ N, 9° 28′ 39″ O | Wohnhaus    | Massivbau, bestehend aus einem hervortretenden zweigeschossigen giebelständigen Teil und einem zurückspringenden traufständigen eingeschossigen Teil mit Drempel, unter Satteldächern in Ziegeldeckung. Verputzte Fassaden, durch Gesimse geschossweise gegliedert, im Erdgeschoss aedikulaartige Fensterrahmung, im Obergeschoss Pilasterrahmung in Stuck. Errichtet im 19. Jahrhundert. | 53008472 |      |

### Gruppe: Wohnhäuser Harsefelder Straße 57–59
Die Gruppe „Wohnhäuser Harsefelder Straße 57–59“ hat die ID 30945917.

| Lage                                              | Bezeichnung | Beschreibung | ID       | Bild |
| ------------------------------------------------- | ----------- | --- | -------- | ---- |
| Harsefelder Straße 57 53° 35′ 26″ N, 9° 28′ 23″ O | Wohnhaus    | Traufständiger eingeschossiger Massivbau mit Drempel und Satteldach in Ziegeldeckung. Fassaden verputzt, segmentbogenförmige Öffnungen mit Rahmung. Erbaut Ende des 19. Jahrhunderts.                        | 30950524 |      |
| Harsefelder Straße 59 53° 35′ 25″ N, 9° 28′ 23″ O | Wohnhaus    | Traufständiger eingeschossiger Massivbau mit Drempel und Satteldach in Ziegeldeckung. Fassaden verputzt, symmetrisch aufgebaut, segmentbogenförmige Öffnungen mit Rahmung. Erbaut Ende des 19. Jahrhunderts. | 30950542 |      |

### Gruppe: Brunnenweg 65
Die Gruppe „Brunnenweg 65“ hat die ID 30945949. Hofanlage mit Eichenbestand; bestehend aus Wohn-/Wirtschaftsgebäude, Querdurchfahrtsscheune und Schweinestall. Baubestand des 18. und 19. Jahrhunderts.

| Lage                                     | Bezeichnung              | Beschreibung | ID       | Bild |
| ---------------------------------------- | ------------------------ | --- | -------- | ---- |
| Brunnenweg 65 53° 36′ 3″ N, 9° 25′ 57″ O | Wohn-/Wirtschaftsgebäude | Giebelständiges Zweiständer-Hallenhaus in Fachwerk mit Backsteinausfachung, unter Halbwalmdach in Reetdeckung. Fachwerk mit deutlich erkennbaren Hauptständern und Streben, Ausfachung mit Backsteinziersetzung. Errichtet 1779 (i). | 30947989 | BW   |
| Brunnenweg 65 53° 36′ 3″ N, 9° 25′ 58″ O | Stall                    | Eingeschossiger traufständiger Fachwerkbau mit Backsteinausfachung und ziegelgedecktem Satteldach. Errichtet als Schweinestall Ende des 19. Jahrhunderts.                                                                            | 30957423 | BW   |
| Brunnenweg 65 53° 36′ 3″ N, 9° 25′ 59″ O | Scheune                  | Traufständiger Fachwerkbau mit Backsteinausfachung, unter ziegelgedecktem Satteldach (ehemals Reet). Mit einer Querdurchfahrt. Errichtet als Scheune in der zweiten Hälfte des 19. Jahrhunderts.                                     | 30957445 | BW   |
| Brunnenweg 65 53° 36′ 4″ N, 9° 26′ 1″ O  | Baumbestand              | Hofbäume, vor allem im Norden und Westen der Hofanlage. | 30957620 | BW   |

### Einzelbaudenkmale
| Lage                                                        | Bezeichnung                                | Beschreibung | ID       | Bild           |
| ----------------------------------------------------------- | ------------------------------------------ | --- | -------- | -------------- |
| Poststraße 23 53° 36′ 3″ N, 9° 28′ 34″ O                    | Wohn-/Geschäftshaus                        | Dreigeschossiger Fachwerkbau in Ecklage, giebelständig zur Sattelmacherstraße. Mit ziegelgedecktem Satteldach. Schmuckloses Fachwerk mit Backsteinausfachung, erstes Obergeschoss weit vorkragend über Knaggen, zweites Obergeschoss nachträglich aufgestockt. Erbaut im 18., aufgestockt im 19. Jahrhundert. | 30952443 |                |
| Rosenstraße 15 53° 36′ 10″ N, 9° 28′ 28″ O                  | Gerberei                                   | Langgestreckter zweigeschossiger Fachwerkbau mit Backsteinausfachung und steilem Mansarddach (ehemals mit Lüftungsklappen). Errichtet als Gerberei um 1800. Mit Anbau, einseitig verkürzt. | 30953838 |                |
| Hansestraße 53° 36′ 8″ N, 9° 28′ 44″ O                      | Kran                                       | Stahlkran auf der Westseite des Hafenbeckens am Kai gelegen. 1927 (i) errichtet als auf Schienen beweglicher Kran mit Wippausleger, heute museal aufgestellt. | 30957206 |                |
| Kommandantendeich 53° 36′ 9″ N, 9° 28′ 46″ O                | Kran                                       | Stahlkran auf der Ostseite des Hafenbeckens am Kai gelegen. 1912 (i) errichtet als auf Schienen laufender Kran mit Wippausleger. Mit hölzerner Verkleidung des Bedienungs- und Maschinenhauses heute auf altem Untergerüst aufgestellt. | 30957226 |                |
| Kehdinger Straße 1 53° 36′ 13″ N, 9° 28′ 31″ O              | Wohnhaus                                   | Traufständiger zweigeschossiger Fachwerkbau mit Backsteinausfachung. Errichtet im Kern wohl im 16. Jahrhundert. | 30951841 |                |
| Kehdinger Straße 3 53° 36′ 13″ N, 9° 28′ 31″ O              | Speicher (Bauwerk)                         | Giebelständiger zweigeschossiger Fachwerkbau mit ziegelgedecktem Mansarddach. Errichtet im 19. Jahrhundert; Rückfront massiv. | 30951862 |                |
| Kehdinger Straße 8 53° 36′ 13″ N, 9° 28′ 32″ O              | Wohnhaus                                   | Traufständiger zweigeschossiger Fachwerkbau mit Backsteinausfachung und Satteldach in Ziegeldeckung. Im Kern errichtet im 16. Jahrhundert, die straßenseitige Westfassade um 1900 erneuert. | 30951883 |                |
| Kehdinger Straße 16 53° 36′ 14″ N, 9° 28′ 32″ O             | Speicher (Bauwerk)                         | Giebelständiger zweigeschossiger Bau mit Satteldach. Errichtet im 18. Jahrhunderts als Speichergebäude, die straßenseitige Fassade massiv erneuert. | 30951904 | BW             |
| Burgstraße 14 53° 36′ 10″ N, 9° 28′ 38″ O                   | Wohnhaus                                   | Giebelständiger zweigeschossiger Bau mit Satteldach. Im Kern ein Fachwerkbau des 18. Jahrhunderts, die straßenseitige Fassade massiv in Backstein erneuert. | 30949190 | BW             |
| Spiegelberg 1, 2 53° 36′ 11″ N, 9° 28′ 38″ O                | Wohnhaus                                   | Zum Spiegelberg giebelständiger zweigeschossiger Fachwerkbau mit Backsteinausfachung, unter Satteldach in Ziegeldeckung. Mit hohem Backsteinsockel; Fachwerk an den Längsseiten erkennbar in Ständerbauweise (mit Ständerwerk über beide Geschosse) errichtet, Dachgiebel leicht vorkragend; hoher Backsteinsockel. Errichtet 1660 (d). | 39733973 |                |
| Spiegelberg 7 53° 36′ 12″ N, 9° 28′ 38″ O                   | Wohnhaus                                   | Es handelt sich um einen als Wohnhaus errichteten zweigeschossigen, sehr schmalen Fachwerkbau, der zur nördlichen Traufseite wohl nachträglich erweitert wurde. Um die Jahrhundertwende wurde der rückwärtige Giebel in Ziegel erneuert. | 49892102 | BW             |
| Spiegelberg 9 53° 36′ 11″ N, 9° 28′ 39″ O                   | Wohnhaus                                   | Zum Spiegelberg giebelständiger zweigeschossiger Fachwerkbau mit Backsteinausfachung, unter Satteldach in Ziegeldeckung. Mit hohem Backsteinsockel; Fachwerk an den Längsseiten erkennbar in Ständerbauweise (mit Ständerwerk über beide Geschosse) errichtet, Dachgiebel leicht vorkragend; hoher Backsteinsockel. Errichtet 1660 (d). | 39733973 |                |
| Harschenflether Weg 2 53° 36′ 17″ N, 9° 28′ 44″ O           | Gasbehälter                                | Teleskopgasbehälter aus Stahlblech, an genietetem Eisenfachwerkgerüst gleitend, errichtet Anfang des 20. Jahrhunderts. Niederdruckbehälter mit einer Speicherkapazität von 1000 m³ bis 15000 m³. Bei einem Durchmesser von 30 m wird bei der Füllung eine Höhe von 24 m bis 32 m des Behälters erreicht. | 30957245 |                |
| Kehdinger Mühren 1 53° 36′ 10″ N, 9° 28′ 19″ O              | Landwirtschaftliche Winterschule           | Zweigeschossiger Massivbau in Backsteinmauerwerk mit Mansardwalmdach in Ziegeldeckung, frei stehend in offener Straßenrandbebauung; Sockel aus Granitfindlingen. Straßenseitig ein breites Zwerchhaus mit Korbbogengiebel, an den Stirnseiten schmale Zwerchhäuser mit Dreiecksgiebeln. Dachreiter mit Glocke und Uhr. Erbaut als Landwirtschaftliche Winterschule 1914 nach Entwurf des Architekten Emil Högg. | 30951814 |                |
| Bäckerstraße 30 53° 36′ 9″ N, 9° 28′ 25″ O                  | Wohnhaus                                   | Giebelständiger zweigeschossiger Fachwerkbau mit Backsteinausfachung, unter Satteldach in Ziegeldeckung. Erdgeschoss massiv aus Backstein, Straßenfassade mit quaderimitierendem Putz und Giebel mit horizontaler Holzverschalung. Errichtet in der zweiten Hälfte des 18. Jahrhunderts. | 30947294 | BW             |
| Beim St. Johanniskloster 7/9 53° 36′ 7″ N, 9° 28′ 37″ O     | Doppelwohnhaus                             | Freistehender eingeschossiger Fachwerkbau mit Backsteinausfachung unter zigelegdecktem Satteldach. Errichtet nach dem Stadtbrand von 1659 als Doppelwohnhaus. | 30947723 |                |
| Johannisstraße 3 53° 36′ 7″ N, 9° 28′ 39″ O                 | Klostergebäude                             | Zweigeschossige Dreiflügelanlage in Fachwerk mit Backsteinausfachung und unter Satteldächern in Ziegeldeckung. Gleichmäßiges Fachwerk, stockwerkweise abgezimmert, Obergeschoss vorkragend über Konsolen. Das Johanniskloster wurde im 13. Jahrhundert durch die Franziskaner gegründet und 1526 im Zuge der Reformation in ein Armenhaus umgewandelt, beim großen Stadtbrand 1659 zerstört. Das Klostergebäude 1672 (a) errichtet, an der offenen Nordseite stand einst die Kirche. In beiden Geschossen gibt es einen durchgehenden Mittelgang, an dem die Zimmer liegen, jedes Zimmer besitzt einen vom Gang heizbaren Ofen. | 30951694 | Weitere Bilder |
| Beim Schiffertor 6 53° 36′ 5″ N, 9° 28′ 22″ O               | Eichamt                                    | Zweigeschossiger Massivbau in Backsteinbauweise, giebelständiger Eckbau in geschlossener Blockrandbebauung. Fassade mauerwerksichtig, zur Wallstraße hoch aufragender Dreiecksgiebel mit geschweiften Seiten und Voluten über den Fassadenecken, zum Wassergraben am Schiffertor traufständig, streng gerasterte Fassadengliederung, Obergeschoss mit breiten, in Backsteinmauerwerk bossierten Lisenen. Erbaut als städtisches Eichamt nach Entwurf von Werner Jakstein 1912/13 (a). | 30947701 |                |
| Schiffertorsstraße 9 53° 36′ 7″ N, 9° 28′ 12″ O             | Wohnhaus                                   | Zweigeschossiger vollunterkellerter Massivbau mit Drempelgeschoss und ziegelgedecktem Walmdach. Fassaden verputzt und vielfältig gegliedert durch Scheinquaderung im Sockel- und Erdgeschoss und aufwändige Fensterrahmungen; in der Straßenfassade ein dreigeschossiger Seitenrisalit mit Schwebegiebel und eine Holzveranda, an den beiden Seitenfassaden ähnlich gestaltete, jedoch unterschiedlich große Mittelrisalite, an der Südostseite mit Loggia, hier auch der Eingang. Erbaut um 1900. | 30953578 | BW             |
| Schiffertorsstraße 29 53° 36′ 13″ N, 9° 27′ 59″ O           | Wohnhaus                                   | Giebelständiger eingeschossiger vollunterkellerter Massivbau mit Drempel unter ziegelgedecktem Satteldach mit Schwebegiebel. Fassaden verputzt, Straßenfassade aufwändig gestaltet mit Eckquaderung, Gesimsband, Fensterrahmungen, floralen Motiven und zwei Medaillons mit figürlichen Darstellungen. Eingang seitlich. Erbaut Ende des 19. Jahrhunderts. | 30953659 | BW             |
| Schiffertorsstraße 32 53° 36′ 18″ N, 9° 27′ 58″ O           | Galerieholländer                           | Die Mühle wurde 1856 auf einem seit 1336 überlieferten Mühlenstandort errichtet. 1877 wurde sie erneuert und dabei deutlich erhöht. Der massive, viergeschossige Mühlenstumpf ist auf quadratischem Grundriss in Backstein ausgeführt und durch Paare von Fenstern mit halbkreisförmigem Abschluss gegliedert. Die hölzerne Galerie wurde in den letzten Jahren erneuert, ebenso die Zinkblechabdeckung des aufsitzenden Mühlenkorpus, die Kappe mit Flügel und Stert. Die Mühlentechnik im Inneren nurmehr im Bereich der Kappe erhalten. | 47070744 | Weitere Bilder |
| Schiffertorsstraße 42 53° 36′ 19″ N, 9° 27′ 52″ O           | Villa                                      | Traufständiger unterkellerter zweigeschossiger Massivbau mit ziegelgedecktem Krüppelwalmdach. Straßenseitig mittig ein dreigeschossiger Risalit unter Krüppelwalmdach. Fassaden verputzt. Erbaut um 1900, Innenausstattung weitgehend erhalten, auch Glasmalereien. | 30953683 | BW             |
| Wallstraße 21 53° 35′ 57″ N, 9° 28′ 23″ O                   | Volksschule                                | Zweigeschossiger Massivbau auf H-förmigem Grundriss, bestehend aus zwei traufständig zur Wallstraße und dem Burggraben positionierten Gebäudeflügeln sowie einem breiten verbindenden Flügel, der traufständig zur Gründelstraße positioniert ist. Errichtet in rotem Backsteinmauerwerk, mit zahlreichen Ziersetzungen wie Bändern aus Glasursteinen, Friesbändern oder treppengiebelartigen Giebelbekrönungen. Erbaut als Volksschule 1888–1889. | 30955789 |                |
| Wallstraße 25 53° 36′ 1″ N, 9° 28′ 21″ O                    | Villa                                      | | 30955813 |                |
| Wallstraße 27 53° 36′ 2″ N, 9° 28′ 21″ O                    | Wohnhaus                                   | Freistehender großzügiger, würfelförmiger Backsteinbau mit ziegelgedecktem Walnmdach. Gliederung des Baukörpers durch große Gauben, segmentförmige, zweigeschossige Erker und einen Wintergartenanbau. Erbaut 1913 nach Entwurf des Architekten Fritz Höger, unverändert erhalten. | 30955837 |                |
| Inselstraße 1 53° 36′ 0″ N, 9° 28′ 26″ O                    | Wohnhaus                                   | Giebelständiger eingeschossiger, breitgelagerter Fachwerkbau mit Backsteinausfachung unter Mansarddach in Ziegeldeckung. Symmetrischer Fassadenbaufbau, mansardgeschoss schon bauzeitlich ausgebaut. Errichtet in der zweiten Hälfte des 18. Jahrhunderts. Erdgeschosszone überformt. | 30951626 | BW             |
| Inselstraße 12 53° 36′ 0″ N, 9° 28′ 21″ O                   | Museum                                     | Zweigeschossiger Massivbau mit schiefergedeckten Walmdächern. Errichtet in rotem Backsteinmauerwerk, dabei verschieden hohe Gebäudekörper, Fassaden geschmückt mit hellen Gesimsbändern und Wappen sowie Backsteinziersetzungen. Eingangsbereich durch Risalit mit Blend-Staffelgiebel akzentuiert. Erbaut als Provinzialmuseum 1904 (a). | 30951648 | Weitere Bilder |
| Pferdemarkt 11 53° 36′ 1″ N, 9° 28′ 30″ O                   | Zeughaus                                   | Großer zweigeschossiger verputzter Backsteinbau mit gequaderten Eckpilastern und Walmdach in Ziegeldeckung. An der südlichen Schmalseite zum Pferdemarkt befindet sich ein breites Rundbogenportal mit Rechteckrahmen und Dreiecksgiebel aus Sandstein. Erbaut zwischen 1697 und 1699 als Zeughaus auf dem Gelände des abgebrochenen Georgsklosters für die schwedische Besatzung; in den Bogenzwickeln des Portals die Jahreszahl „1698“, im Giebeldreieck Waffenembleme und das Monogramm Carls XII. mit Königskrone. Der Bau wurde bis 1919 als Waffenarsenal und militärisches Lagerhaus genutzt, dann als Markthalle und Jugendherberge und 1952 zum Lichtspieltheater umgestaltet, heute Veranstaltungszentrum und Büronutzung. | 30952395 | Weitere Bilder |
| Wiesenstraße 5 53° 35′ 51″ N, 9° 28′ 13″ O                  | Wohnhaus                                   | Freistehender, anderthalbgeschossiger Massivbau auf hohem Sockelgeschoss und unter bewegten Walmdächern in Schieferdeckung. Fassaden verputzt mit auffälligen verschiedenartigen Fenster- und Türrahmungen; straßenseitig mit einem vorgezogenen dreigeschossigen Risalit, hier Zierfachwerk im Giebel. Erbaut 1907 (i), bauzeitliche Fenster und eine doppelflügelige Haustür erhalten. | 30956671 |                |
| Wiesenstraße 16 53° 35′ 52″ N, 9° 28′ 8″ O                  | Städtische Haushaltungs- und Gewerbeschule | Ehemalige Städtische Haushaltungs- und Gewerbeschule, 1912 erbaut nach einem Entwurf von Hugo Wagner, 1924–25 Umnutzung als Landfrauenschule, betrieben durch die Landwirtschaftskammer Hannover. Dreigeschossiger Massivbau in Backsteinbauweise mit sichtbarem Backsteinmauerwerk, frei stehend in straßenrandbegleitender Stellung am Bahndamm südlich der Schwinge, Walmdach mit Ziegeldeckung. Pfeilerfassade mit Untergliederung in Haupt- und Nebenpfeiler, hochrechteckige Fenster mit feiner Sprossengliederung. Innenräume mit erhaltenem Innenausbau samt Holztüren, verglasten Flurtüren, verstäbten Einbauschränken und anspruchsvoll gestalteten Treppenhäusern. | 30956716 |                |
| Eisenbahnstraße 21 53° 35′ 52″ N, 9° 28′ 18″ O              | Villa                                      | Freistehender, zweigeschossiger Massivbau auf hohem Sockelgeschoss, mit ziegelgedecktem Walmdach. Straßenseitig mittig ein auf Konsolen vorkragender, über das erste Obergeschoss und das Dachgeschoss reichender Vorbau mit Schwebegiebel, dreigeschossiger übergiebelter Eingangsrisalit an der Südostseite, zahlreiche weitere Erker in unterschiedlichen Formen. Fassaden verputzt, Sockelgeschoss mit Schein-Bossierung, ansonsten sparsamer Fassadenschmuck, Fensteröffnungen größtenteils rundbogig. Erbaut Ende des 19. Jahrhunderts. | 30949345 |                |
| Am Burggraben 5 53° 35′ 51″ N, 9° 28′ 21″ O                 | Villa                                      | Freistehender zweigeschossiger voll unterkellerter Backsteinbau über hohem Sockelgeschoss. Die Fassaden sind gegliedert durch Balkone, Gauben und überstehende Satteldächer mit Sprengwerk. Die Villa Elfers wurde laut Bauantrag 1893 durch den Hamburger Architekten G. Döring geplant. Der Bau über hohem Sockelgeschoss nahm im Erdgeschoss die Gesellschaftsräume auf und im Obergeschoss u. a. das Bad und die Schlafräume. Auch der Dachbereich wies ursprünglich Räume auf, vermutlich für Bedienstete. Die innere Gliederung und wandfeste Ausstattung (Treppenhaus, Eingangsbereich, Fenster, Innentüren, Stuck, Kachelöfen) sind weitgehend erhalten. | 47123724 |                |
| Am Burggraben 6 53° 35′ 53″ N, 9° 28′ 20″ O                 | Wohnhaus                                   | Traufständiger zweigeschossiger Massivbau mit dreigeschossigem Mittelrisalit in der straßenseitigen Fassade, dieser zwerchhausübergiebelt. Mit pfannengedeckten Satteldächern. Fassaden verputzt, straßenseitig eine Scheinquaderung des Sockel- und Erdgeschosses, Gesimsbänder und Fensterrahmungen im ersten Obergeschoss. Erbaut Ende des 19. Jahrhunderts als repräsentatives Wohnhaus. | 30949089 |                |
| Bahnhofstraße 53° 35′ 49″ N, 9° 28′ 31″ O                   | Hohentorsbrücke                            | Bogenbrücke mit einem Einfeldbacksteingewölbe, Brüstung aus Kunststein mit Geländer aus schmiedeeisernem Rundstahl. Erbaut 1880 (i) als Brücke über den Burggraben. 1985 Brücke beidseitig auf erneuerten Pfeilern verbreitert, auch Backsteingewölbe neu ausgemauert. | 30957019 | Weitere Bilder |
| Bahnhofstraße 2 53° 35′ 53″ N, 9° 28′ 32″ O                 | Bank (Geldinstitut)                        | Zweigeschossiger Backsteinbau mit axialsymmetrisch aufgebauten Fassaden und Walmdach in Ziegeldeckung. Fassaden durch Lisenen gegliedert, Eingangsbereich an der Ostseite übergiebelt. Erbaut als „Stadt-Sparkasse und Altländer Sparkasse“ um 1925. | 30947318 |                |
| Bahnhofstraße 5 53° 35′ 50″ N, 9° 28′ 34″ O                 | Carl-Diercke-Haus                          | Freistehender dreigeschossiger vollunterkellerter Backsteinbau unter ziegelgedecktem Walmdach. Mit symmetrischen Fassaden, zur Bahnhofstraße mit Mittelrisalit. Erbaut als Jungen-Gymnasium um 1900. Im Zweiten Weltkrieg zerstört, anschließend wiederaufgebaut mit aufwändigem Treppenhaus im Risalit und Neubau an der Südseite. Heute Staatliches Studienseminar, in Stade auch als „Carl-Diercke-Haus“ bekannt. | 30947342 |                |
| Harsefelder Straße 2 53° 35′ 46″ N, 9° 28′ 27″ O            | Sitz der Bezirksregierung                  | Frei stehender dreigeschossiger Backsteinbau mit ziegelgedecktem Walmdach. Dreiflügelanlage mit Mittel- und Eckerisaliten. Backsteinsichtige Fassaden mit Sandsteingliederungen, an den drei Schauseiten mit Voluten geschmückte Zwerchgiebel als Risalitabschluss, der Hauptrisalit mit aufwändigem Sandsteinportal. Erbaut 1885–88 nach Entwurf des Architekten Karl Friedrich Endell als Sitz der Bezirksregierung Stade der Provinz Hannover im Königreich Preußen, Auftraggeber war das Preußische Ministerium für Handel, Gewerbe und öffentliche Arbeiten in Berlin. Ab 1946 diente das Gebäude als Sitz der Bezirksregierung Stade im Land Niedersachsen. Seit der Auflösung des Regierungsbezirks im Jahr 1978 wurde das Gebäude von verschiedenen niedersächsischen Landesbehörden genutzt, darunter der Landesbehörde für Straßenbau und Verkehr und dem Landesbetrieb für Wasserwirtschaft, Küsten- und Naturschutz. | 30947365 | Weitere Bilder |
| Harsefelder Straße 40 53° 35′ 25″ N, 9° 28′ 20″ O           | Königliches Lehrerseminar                  | Ehemaliges Königliches Lehrerseminar, erbaut 1890–91 nach Entwürfen des Kreis-Bauinspektors König und des Regierungsbaumeisters Stock, seit 1929 genutzt durch das Gymnasium Athenaeum. Dreigeschossiger Massivbau mit Walmdach, dreiflügelige Gebäudeanlage mit kurzen, zweigeschossigen Seitenflügeln, frei stehend in offener Straßenrandbebauung mit begrüntem Vorhof zur Straße. Die Fassaden sind in Backsteinmauerwerk mit hochformatigen Segmentbogenfenstern ausgeführt, das Sockelgeschoss ist durch dunklere Backsteinschichten mit einer horizontalen Gliederung versehen. Im Hauptflügel sind die Obergeschosse durch Backsteinvorlagen zwischen den Fensterachsen vertikal gegliedert, im risalitartig vorgestellten Mitteltrakt ist das zweite Obergeschoss mit der Aula durch drei großformatige Fenster baulich hervorgehoben. | 48587303 |                |
| Harsefelder Straße 48 53° 35′ 20″ N, 9° 28′ 21″ O           | Wohnhaus                                   | Traufständiger zweigeschossiger Massivbau mit Satteldach in Pfannendeckung. Fassaden verputzt, im Erdgeschoss mit Scheinquaderung, im Obergeschoss mit Fensterrahmungen. Erbaut um 1900. | 30950502 |                |
| Harsefelder Straße 66 53° 35′ 14″ N, 9° 28′ 22″ O           | Wohnhaus                                   | Traufständiger eingeschossiger Backsteinbau mit Drempel, unter pfannengedecktem Satteldach; mit straßenseitigem zweigeschossigem Seitenrisalit unter Satteldach. Fassaden backsteinsichtig und mit Putzdekor gestaltet. Erbaut um 1900. | 30950560 |                |
| Albert-Schweitzer-Straße 53° 35′ 42″ N, 9° 28′ 5″ O         | Jüdischer Friedhof Stade                   | Jüdischer Friedhof in der Nordostecke des Horstfriedhofes. Im 18. Jahrhundert als Begräbnisstätte der einzigen jüdischen Familie Stades angelegt. Nach 1800 und dem Zuzug weiterer Juden wurde er zum Friedhof der sich bildenden jüdischen Gemeinde. Im Jahr 1940 standen auf dem Friedhof 30 Grabsteine. Der Friedhof wurde im gleichen Jahr von den städtischen Behörden abgeräumt. Im Juli 1943 wurden im Auftrag des Reichsinstituts für die Geschichte des neuen Deutschlands einige der abgeräumten und gelagerten Grabsteine fotografiert. Ein Grabstein sowie zwei Grabplatten sind erhalten, dazu sind drei neuere Namensstelen vorhanden. Ein Gedenkstein aus Granit mit Schriftplatte weist auf den Friedhof hin. | 30947047 | Weitere Bilder |
| Gartenstraße 1 53° 35′ 46″ N, 9° 28′ 22″ O                  | Wohnhaus                                   | Freistehender zweigeschossiger, vollunterkellerter Massivbau mit bewegtem schiefergedecktem Walmdach. Fassaden verputzt, Scheinquaderung im Sockel- und Erdgeschoss, ausgeprägte Gesims- und Traufbänder sowie Fensterrahmungen. Balkone im Ober- und Dachgeschoss. Ein Turm mit hohem Helm an der Nordseite, mehrere Dacherker und Zwerchhausgiebel. Erbaut im letzten Viertel des 19. Jahrhunderts. | 30949840 |                |
| Harburger Straße 1 53° 35′ 44″ N, 9° 28′ 32″ O              | Militärhospital                            | Freistehender, quaderförmiger Backsteinbau mit flachem Walmdach, dreigeschossig und unterkellert. Das Erdgeschoss als Sockel aus rotem Backstein ausgebildet, darüber liegend zweigeschossige Kolossalordnung mit fünf Feldern aus gelbem Backstein und durch Lisenen mit schlanken Halbsäulen gegliedert. Betonung der Gebäudeecken durch pfeilerartige Dreiviertelsäulen und Akzentuierung des Traufgesimses mit Rundbogenfries. Nach Südosten ausgerichtete Front mit Portal und ursprünglich dort mittig gelegenem Eingang, an der nordwestlichen Längsseite ein Mittelrisalit mit polygonaler Apsis zur Aufnahme des Treppenhauses. Symmetrisch angeordnete, rundbogige Öffnungen mit gekuppelten Fenstern. Fenstergewände, Kapitelle und Gesimse in Sandstein ausgeführt. Errichtet 1857–58 als Militär-Hospital für die Stader Garnison durch den hannoverschen Architekten und Kriegsbaumeister Hermann Hunaeus. | 30950259 |                |
| Harburger Straße 13 53° 35′ 40″ N, 9° 28′ 36″ O             | Villa Margarethe                           | Freistehender zweigeschossiger vollunterkellerter Massivbau in Ecklage unter Walmdach in Schieferdeckung mit turmartiger Eckausbildung mit Spitzhelm sowie einem schräg vorgezogenen übergiebelten Risalit an der Südostfassade, hier auch der Eingang. Fassaden verputzt und mit aufwändigem Dekor (Eckquaderung, Fensterzonen, Zwischen- und Traufgesims). Erbaut Ende des 19. Jahrhunderts. | 30950284 |                |
| Harburger Straße 74 53° 35′ 27″ N, 9° 29′ 6″ O              | Scheune                                    | Zum Hof traufständiger Fachwerkbau mit Backsteinausfachung unter reetgedecktem Walmdach. Mit einer Quereinfahrt. Errichtet Mitte des 19. Jahrhunderts als Scheune der Hofanlage Harburger Straße 74. | 30957186 |                |
| Harburger Straße 78 53° 35′ 26″ N, 9° 29′ 8″ O              | Wohn-/Wirtschaftsgebäude                   | Giebelständiger Fachwerkbau mit Backsteinausfachung, unter reetgedecktem Dreiviertelwalmdach, mit Uhlenloch. Erbaut Anfang des 19. Jahrhunderts. | 30950437 |                |
| Harburger Straße 185 53° 35′ 3″ N, 9° 30′ 0″ O              | Villa Kaisereichen                         | Freistehender zweigeschossiger Massivbau mit Walmdach in Ziegeldeckung. Fassaden verputzt, axialsymmetrischer Aufbau mit übergiebeltem Mittelrisalit an der Südwestseite, im Obergeschoss hier eine Loggia. An der Nordostfassade ein polygonaler Erker sowie ein Seitenrisalit mit eigenem vorgezogenem Walmdach. Scheinquaderung an den Ecken, Stuckgesimse, im Erdgeschoss segmentbogenförmige, im Obergeschoss rechteckige Öffnungen. Erbaut 1910 im Mittelpunkt einer großen Parkanlage als „Villa Kaisereichen“. | 30950478 | BW             |
| Kleine Schmiedestraße 2 53° 36′ 3″ N, 9° 28′ 37″ O          | Wohn-/Geschäftshaus                        | Zur Kleinen Schmiedestraße giebelständiger zweigeschossiger Massivbau mit Schmuckfachwerk im Obergeschoss und Giebel, unter ziegelgedecktem Halbwalmdach. Erbaut in prägnanter Ecklage in der zweiten Hälfte des 19. Jahrhunderts als Wohn- und Geschäftshaus (im Kern ggf. älter). | 30951989 |                |
| Seminarstraße 2 53° 36′ 5″ N, 9° 28′ 40″ O                  | Seminargebäude                             | Freistehender vollunterkellerter dreigeschossiger Backsteinbau unter ziegelgedecktem Walmdach. Mit dreiachsigem Mittelrisalit für den Eingang, mit vorgelegter Freitreppe. Erbaut als erstes Lehrerseminar für Stade 1825 (i). Carl Diercke (1842-1913), der Kartograf, war zwischen 1873 und 1885 Direktor des „Königlichen Lehrerseminars für Volksschullehrer“. | 30953702 |                |
| Flutstraße 7 53° 36′ 2″ N, 9° 28′ 39″ O                     | Wohnhaus                                   | Zur Flutstraße giebelständiger zweigeschossiger Fachwerkbau mit Backsteinausfachung, unter Satteldach in Ziegeldeckung. Über Backsteinsockel schlichtes gleichmäßiges Fachwerk, Obergeschoss leicht vorkragend, die Giebeldreiecke mit horizontaler Holzverschalung. Errichtet um 1800. | 30949791 |                |
| Wilhadikirchhof 53° 36′ 2″ N, 9° 28′ 41″ O                  | St. Wilhadi                                | Ältester Teil ist der mächtige quadratische Westturm unter Zeltdach vom Ende des 13. Jahrhunderts. Dreischiffige gewölbte Hallenkirche mit dreiapsidialem Ostabschluss aus Backstein ab 1320 an diesen angebaut – auf den Überresten eines älteren Schiffes. Sechsjochiges Langhaus und zweijochiges, an das nördliche Seitenschiff angebaute gewölbte Brauthaus bis etwa 1400 vollendet. Beim großen Stadtbrand 1659 Turmspitze und Dächer vernichtet, das Innere total ausgebrannt, die Gewölbe jedoch erhalten, ab 1660 Wiederherstellung und 1667 Bau eines barocken Turmhelms durch Ratszimmermeister A. Henne, 1724 durch Blitzschlag vernichtet. Danach wurde das heutige flache Pyramidendach errichtet, in der Wetterfahne datiert 1765. Renovierungen der Kirche 1774–80 durch Moorkommissar Jürgen Christian Findorff und 1860–76 nach Gutachten und Entwürfen von Conrad Wilhelm Hase, hierbei u.a. Verkleidung von etwa drei Vierteln des Mauerwerks von Langhaus und Chor mit einer bis zu 60 cm starken Außenhaut aus kleinformatigen Backsteinen, Erneuerung der westlichen Seitenschiffsgiebel, der Portale im Turm und in den Seitenapsiden, der Chorstrebepfeiler sowie sämtlicher Fensterlaibungen und Maßwerkstäbe. Das Innere des zweijochigen Brauthauses 1882–84 durch Einziehen einer Zwischendecke in zwei Geschosse unterteilt, der obere Raum des Brauthauses seit 1884 Konfirmandensaal. Zur Ausstattung gehört neben dem frühneuzeitlichen Altar und der Kanzel (beide 1660) die Barockorgel von Erasmus Bielfeldt (1731–35) und die neugotische Verglasung von 1895 (i), 1905–07 und 1910. | 30956738 | Weitere Bilder |
| Wilhadikirchhof 10 53° 36′ 3″ N, 9° 28′ 42″ O               | Pfarrhaus                                  | Traufständiger zweigeschossiger Fachwerkbau mit Backsteinaufsachung, unter ziegelgedecktem Satteldach, nach Osten mit Halbwalm. Mit dreiachsigem Zwerchhaus in der straßenseitigen Dachfläche. Sockel unter Verwendung von Granitfindlingen hergestellt. Fachwerk stockwerksweise abgezimmert, Obergeschoss über Knaggen und Balkenköpfen vorkragend, dazwischen profilierte Füllhölzer. Errichtet um 1800 als Pfarrhaus der Wilhadikirche, zeitgleich mit der nicht mehr vorhandenen Nr. 11 (ebenfalls Pfarrhaus). | 30956946 |                |
| Wilhadikirchhof 1 53° 36′ 0″ N, 9° 28′ 42″ O                | Landgericht                                | Dreiflügeliger viergeschossiger Massivbau in Ecklage, unter ziegelgedeckten Satteldächern. Mit hohem Sockelgeschoss in Quaderoptik, darüber schlicht verputzte Fassaden, aufgelockert durch Türme unter Zwiebelhauben und risalitartige Gebäudeteile mit geschweiften Treppengiebeln. Eingang an der Nordseite hervorgehoben durch plastisch vortretendes, aufwändig gestaltetes Portal mit zweiflügeliger Eingangstür. Erbaut als Landgerichtsgebäude für Stade nach Entwurf der Architekten Paul Thoemer und Friedrich Wilhelm Holm zwischen 1903 und 1905, inschriftlich datiert „1905“. | 30956763 | Weitere Bilder |
| Wilhadikirchhof 2 53° 36′ 0″ N, 9° 28′ 44″ O                | Schule                                     | Dreigeschossiger vollunterkellerter Backsteinbau unter Walmdach. Gleichmäßig gestaltete Fassaden mit schlichter Gesims- und Lisenengliederung in Backstein, Haupteingang mittig in der Nordwestfassade über Freitreppe erreichbar. Zweites Obergeschoss mit Segmentbogenöffnungen und höher als die beiden unteren Geschosse. Erbaut als Volksschule um 1850. | 30956787 |                |
| Bei St. Wilhadi 5 53° 36′ 1″ N, 9° 28′ 40″ O                | Gasthaus                                   | Zum Kirchhof St. Wilhadi giebelständiger zweigeschossiger Fachwerkbau mit Backsteinausfachung, unter Satteldach in Ziegeldeckung, in Ecklage. Fachwerk gleichmäßig, Obergeschoss nach Süden einseitig vorkragend. Errichtet um 1800. | 30947587 |                |
| Am Sande 1 53° 35′ 53″ N, 9° 28′ 37″ O                      | Kasernengebäude                            | Zweigeschossige Dreiflügelanlage in Backsteinbauweise, unter Walmdach in Ziegeldeckung. Symmetrischer Fassadenaufbau, die Ecken sind pilasterartig verstärkt, Lisenen gliedern den Hauptflügel, die Fassaden sonst schlicht gestaltet. Über dem Eingang findet sich das Monogramm von Georg II.: „GR [Georg Rex]“ mit Königskrone. Erbaut ab 1736 als Kaserne. | 30947023 |                |
| Am Sande 2 B 53° 35′ 54″ N, 9° 28′ 40″ O                    | ehemaliges Wehrbezirkskommando             | Langgestreckter und mit breiten Lisenen gegliederter, massiver Backsteinbau, zweigeschossig auf leicht erhöhtem Sockelgeschoss unter Walmdach mit roter Ziegeleindeckung. Das L-förmige Verwaltungsgebäude wird von Norden erschlossen, besetzt die südliche Ostseite des Platzes und wurde 1936–1937 für das Wehrbezirkskommando errichtet. | 30947612 |                |
| Breite Straße 1 a 53° 35′ 57″ N, 9° 28′ 33″ O               | Wohnhaus                                   | Zweigeschossiger Massivbau mit Satteldach und linksseitigem Zwerchhaus mit Krüppelwalmdach, traufständig in geschlossener Blockrandbebauung. Fassade verputzt, Sockel mit rustizierten Natursteinen verblendet, gekuppelte Fensteröffnungen mit Putzrahmungen umfasst. Im Inneren sind zahlreiche dekorative Bauteile aus der Bauzeit erhalten. | 44817497 | BW             |
| Beguinenstraße 1 53° 35′ 54″ N, 9° 28′ 31″ O                | Wohnhaus                                   | Giebelständiger eingeschossiger Fachwerkbau mit Backsteinausfachung unter ziegelgedecktem Mansarddach mit Walm. Mansardgeschoss schon bauzeitlich ausgebaut. Errichtet im ersten Viertel des 19. Jahrhunderts; Erdgeschosszone überformt. | 30947439 | BW             |
| Neubourgstraße 2 53° 35′ 51″ N, 9° 28′ 29″ O                | Wohnhaus                                   | Traufständiger zweigeschossiger Massivbau unter Satteldach in Schieferdeckung. Straßenseitig mit dreigeschossigem Seitenrisalit, daneben gusseiserne Veranda und loggiaartiger Erker im Obergeschoss. Fassaden verputzt mit hervorgehobener Eckquaderung, im Risalit auch Scheinquaderung. Erbaut im letzten Viertel des 19. Jahrhunderts. | 30952139 |                |
| Neubourgstraße 4 53° 35′ 53″ N, 9° 28′ 26″ O                | Villa                                      | Freistehender zweigeschossiger Backsteinbau mit Drempel unter bewegten Dächern in Schieferdeckung. Auf hohem Sandsteinsockel Fassaden allseitig durchgestaltet mit Risaliten und Erkern, Akzentuierungen in Sandstein, hier zum Beispiel straßenseitig ein eingeschossiger Sandsteinerker, darauf ein Balkon. Eingang seitlich über Treppe und spitzbogengewölbte Vorhalle erreichbar. Erbaut im letzten Viertel des 19. Jahrhunderts. | 30952161 | BW             |
| Neubourgstraße 5 53° 35′ 53″ N, 9° 28′ 25″ O                | Wohnhaus                                   | Traufständiger zweigeschossiger Massivbau mit Drempel unter Satteldach in Schieferdeckung. Straßenseitig mit dreigeschossigem Seitenrisalit unter Satteldach, davor Erker im Erd- und ersten Obergeschoss. Fassaden verputzt mit Scheinquaderung im Erdgeschoss und Fensterrahmungen im Obergeschoss. Erbaut im letzten Viertel des 19. Jahrhunderts. | 30952185 | BW             |
| Salztorswall 53° 35′ 55″ N, 9° 28′ 54″ O                    | Gefallenenehrenmal                         | Monument an Sandsteinquadern mit Sockel und Aufsatz in Form einer Urne. Im Sockel die Inschrift „DEM GEDÄCHTNIS DER GEFALLENEN IM WELTKRIEGE 1914-18 SETZTE DIE STADT STADE DIESES MAL“, auf der zur davor liegenden Grünfläche ausgerichteten Seite der „Urne“ das Relief eines Stahlhelms. Errichtet nach Entwürfen von Emil Högg. | 30950236 | Weitere Bilder |
| Salztorswall 53° 35′ 55″ N, 9° 28′ 51″ O                    | Freifläche                                 | Grünfläche vor dem Gefallenendenkmal | 30957559 |                |
| Schiefe Straße 2 53° 35′ 59″ N, 9° 28′ 44″ O                | Wohnhaus                                   | Eingeschossiger Fachwerkbau mit Backsteinausfachung, unter Krüppelwalmdach in Ziegeldeckung, frei stehend in offener Straßenrandbebauung. Traufseitig an beiden Seiten Zwerchhäuser. Errichtet 1659 (d), südliches Zwerchhaus von 1752 (d), Nordseite vermutlich im späten 19. Jahrhundert erneuert. Im Inneren eine einläufige Treppe mit gesägten Traljen, Decken mit profilierten Balken. | 30953514 |                |
| Brinkstraße 15 53° 35′ 42″ N, 9° 28′ 45″ O                  | Wohnhaus                                   | Traufständiger eingeschossiger Fachwerkbau mit Backsteinausfachung unter Krüppelwalmdach in Ziegeldeckung. Errichtet in der zweiten Hälfte des 19. Jahrhunderts. | 30947967 |                |
| Camper Straße 13 53° 35′ 34″ N, 9° 28′ 38″ O                | Villa                                      | Freistehender eingeschossiger Massivbau mit Mansardwalmdach in Ziegeldeckung. Fassaden verputzt, straßenseitig ein apsidialer Portalvorbau mit Säulenstellung. Erbaut Ende des 19. Jahrhunderts. | 30949210 | BW             |
| Berliner Platz 4 53° 35′ 34″ N, 9° 28′ 41″ O                | Wohnhaus                                   | Freistehender, zweigeschossiger Backsteinbau unter Walmdach in Ziegeldeckung. Mit aufgelockerten Fassaden durch Anbauten, Erker, Balkon; Backstein in Mustern gesetzt. Erbaut um 1925; bauzeitliche Fenster erhalten. | 30947747 | BW             |
| Thuner Straße 12 53° 35′ 32″ N, 9° 28′ 16″ O                | Wohnhaus                                   | Giebelstüändiger eingeschossiger Backsteinbau mit Drempel und Satteldach, dieses über Freigespärre vorkragend. Fassaden backsteinsichtig mit aufwändigem Putzschmuck in Form von Eckquaderungen, Gesimsbändern, Fensterrahmungen. Erbaut Ende des 19. Jahrhunderts. | 30953982 |                |
| Thuner Straße 38 53° 35′ 26″ N, 9° 28′ 6″ O                 | Wohnhaus                                   | Freistehender vollunterkellerter Massivbau mit einem traufständigen eingeschossigen und einem giebelständigen zweigeschossigen Teil, unter ziegelgedeckten Krüppelwalmdächern, im Giebelbereich über Freigespärre vorkragend. Fassaden verputzt mit sparsamem Schmuck, im zweigeschossigen Teil nach Südosten ein polygonaler Erker mit Balkon im Obergeschoss; im eingeschossigen Teil straßenseitig ein zweiachsiges Fachwerk-Zwerchhaus. Erbaut Ende des 19. Jahrhunderts. | 30954006 |                |
| Lange Reihe 14 53° 35′ 31″ N, 9° 29′ 11″ O                  | Wohn-/Wirtschaftsgebäude                   | Giebelständiger Zweiständerbau in Fachwerk mit Backsteinausfachung und Reetdach, dieses bis auf die Giebelschwelle abgewalmt. Die beiden Hauptständer mit Kopfbändern. Errichtet als Wohn-/Wirtschaftsgebäude der Hofstelle Mitte des 18. Jahrhunderts. | 30952055 | BW             |
| Lange Reihe 24 53° 35′ 31″ N, 9° 29′ 14″ O                  | Wohn-/Wirtschaftsgebäude                   | Giebelständiges Fachwerkgebäude mit Backsteinausfachung, unter reetgedecktem Halbwalmdach. Errichtet in der Mitte des 18. Jahrhunderts. | 30952103 | BW             |
| Hinterm Teich 37 53° 35′ 36″ N, 9° 29′ 15″ O                | Wohn-/Wirtschaftsgebäude                   | Giebelständiger Zweiständerbau in Fachwerk mit Backsteinausfachung, unter Satteldach in Ziegeldeckung. Fachwerk gleichmäßig aufgebaut mit Kopfbändern an den zwei Hauptständern, Giebel zweifach vorkragend, obere Vorkragung auf schlichten Konsolen. An der zum Teil zweigeschossig ausgebauten Nordseite Vorkragung auf abgerundeten Balkenköpfen, im Flett Balkendecke auf profilierten Kopfbändern. Errichtet als Wohn-/Wirtschaftsgebäude einer Hofstelle 1748 (i). | 30950630 | BW             |
| Hinterm Teich 45 53° 35′ 34″ N, 9° 29′ 18″ O                | Wohnhaus                                   | Giebelständiger eingeschossiger Backsteinbau unter Satteldach in Ziegeldeckung. Mit aufwändig gestalteter symmetrischer Schaufassade im Wechsel von Putz und Backsteinakzentuierung des Sockels, der Seitenlisenen und der Ortgangkante, ebenso Rahmung der Fenster. Mittig eine große zweiflügelige bauzeitliche Eingangstür in segmentbogenförmiger, ebenfalls backsteingefasster Öffnung, darüber ein Blendfenster mit der Inschrift „K H 1906“. | 30950652 | BW             |
| Geestberg 53° 36′ 37″ N, 9° 27′ 31″ O                       | Friedhofskapelle                           | Kleiner, eingeschossiger Backsteinbau unter Halbwalmdach in Ziegeldeckung. Mit Spitzbogenportal. Erbaut als Friedhofskapelle 1906. | 30946814 |                |
| Bremervörder Straße 62 53° 36′ 3″ N, 9° 27′ 12″ O           | Wohn-/Wirtschaftsgebäude                   | Traufständiger Fachwerkbau mit Backsteinausfachung, unter Dreiviertelwalmdach in Reetdeckung. Gleichmäßiges Gitterfachwerk. Errichtet im ersten Viertel des 19. Jahrhunderts. | 30947897 |                |
| Bremervörder Straße 77 53° 35′ 59″ N, 9° 27′ 7″ O           | Pförtnerhaus                               | Eingeschossiger Massivbau mit flach geneigtem Satteldach, frei stehend in offener Straßenrandbebauung; turmartiger Bauteil an der nordwestlichen Gebäudeecke. Stark gegliederte Dachlandschaft, traufständig zur Straßenseite, mit vorkragendem Giebel. Fassade verputzt, Fensteröffnungen abwechselnd mit Rund- und Segmentbögen überfangen. Erbaut 1898 (a) als Pförtnerhaus der Bierbrauerei „Bergschlösschen AG“. | 30947921 |                |
| Bremervörder Straße 79 53° 35′ 58″ N, 9° 27′ 1″ O           | Villa                                      | Freistehender, vollunterkellerter, zweigeschossiger Massivbau unter flachem Satteldach. Mit übergiebeltem Risalit in der straßenseitigen Fassade und eingeschossigem runden Anbau nach Südwesten. Fassaden verputzt, schlichter Fassadenschmuck in Form von Gesimsen, Fensterrahmungen, Trauf- und Ortgangbegleitung. Erbaut im letzten Viertel des 19. Jahrhunderts als Fabrikantenvilla der Stader NOGA-Werke. | 30947943 |                |
| Altländer Straße 2; Beim Salztor 53° 36′ 7″ N, 9° 28′ 48″ O | Schleusenwärterhaus                        | Traufständiger eingeschossiger Backsteinbau mit Drempel und flachem Satteldach. Fassaden mit Backsteinziersetzungen. Erbaut als Schleusenwärterhaus um 1880. | 30946906 |                |
| Am Schwingedeich 53° 36′ 9″ N, 9° 28′ 55″ O                 | Sägewerk Fa. Hagenah-Borcholte             | Zweigeschossiger massiver Backsteinbau unter flachem Satteldach, an der Nordostecke ein runder Backsteinschornstein mit Stahlbändern. Erbaut 1893 als Sägewerk. Im Inneren erhalten eine Lokomobile der Firma „Badenia“ mit zugehörigen Nebeneinrichtungen zum Betrieb eines Sägewerkes, erbaut 1911, eingebaut 1920. Die übrigen Gebäude des Sägewerks und die zugehörigen Einrichtungen sind nicht mehr erhalten. | 30957350 |                |
| Schnurweg 35 53° 36′ 15″ N, 9° 28′ 58″ O                    | Halle (Bauwerk)                            | Eingeschossiger Backsteinbau mit Drempel unter flachem Satteldach. Mit hohem Kellergeschoss für die Fundamente der Maschinen und Leitungen. Das Erdgeschoss daher erhöht und über Treppe und Rampe erschlossen. Fassadengliederung durch Ecklinsen und Fensterverdachungen, markanter umlaufender Backsteinfries an Traufe und Ortgang. Hohe Eisensprossenfenster. Im Inneren im Drempelbereich umlaufend ornamentale und florale Wandmalerei erhalten, ebenso historischer Kran. Erbaut um 1900 als Teil der ehemaligen Lederfabrik an der Schwinge. | 30957469 |                |

### Ehemaliges Denkmal: Von-Goeben-Kaserne
Die Gruppe „Von-Goeben-Kaserne“ hat die ID 30945927.
Im Zuge der Konversion in der zweiten Hälfte der 1990er-Jahre wurden die vorhandenen ehemaligen Unterkunftsgebäude in ihrer Form und Anordnung als Gruppe baulicher Anlagen im Sinne des § 3 Abs. 3 des Niedersächsischen Denkmalschutzgesetzes (NDSchG) erhalten, durften aber vor allem zu Wohnzwecken umgenutzt werden.

| Lage                                                                  | Bezeichnung           | Beschreibung              | ID       | Bild |
| --------------------------------------------------------------------- | --------------------- | ------------------------- | -------- | ---- |
| Henning-von-Tresckow-Weg 42 53° 34′ 24″ N, 9° 29′ 18″ O               | Mannschaftsunterkunft | Block 1                   | 30954049 | BW   |
| Henning-von-Tresckow-Weg 29 53° 34′ 23″ N, 9° 29′ 20″ O               | Mannschaftsunterkunft | Block 2                   | 30954073 | BW   |
| Henning-von-Tresckow-Weg 40 A, B, C, D, E 53° 34′ 25″ N, 9° 29′ 20″ O | Mannschaftsunterkunft | Block 3                   | 30954097 | BW   |
| Henning-von-Tresckow-Weg 27 53° 34′ 23″ N, 9° 29′ 22″ O               | Mannschaftsunterkunft | Block 4                   | 30954121 | BW   |
| Henning-von-Tresckow-Weg 38 53° 34′ 25″ N, 9° 29′ 22″ O               | Mannschaftsunterkunft | Block 5                   | 30954145 |      |
| Henning-von-Tresckow-Weg 25 53° 34′ 23″ N, 9° 29′ 24″ O               | Mannschaftsunterkunft | Block 6                   | 30954169 | BW   |
| Henning-von-Tresckow-Weg 18 A, B, C 53° 34′ 25″ N, 9° 29′ 24″ O       | Mannschaftsunterkunft | Block 7                   | 30954193 | BW   |
| Henning-von-Tresckow-Weg 23 53° 34′ 23″ N, 9° 29′ 28″ O               | Mannschaftsunterkunft | Block 8                   | 30954217 | BW   |
| Henning-von-Tresckow-Weg 16 53° 34′ 25″ N, 9° 29′ 26″ O               | Mannschaftsunterkunft | Block 9                   | 30954241 | BW   |
| Henning-von-Tresckow-Weg 21 53° 34′ 23″ N, 9° 29′ 30″ O               | Mannschaftsunterkunft | Block 10                  | 30954265 | BW   |
| Henning-von-Tresckow-Weg 14 53° 34′ 25″ N, 9° 29′ 28″ O               | Mannschaftsunterkunft | Block 11                  | 30954289 | BW   |
| Henning-von-Tresckow-Weg 19 53° 34′ 23″ N, 9° 29′ 32″ O               | Mannschaftsunterkunft | Block 12                  | 30954313 | BW   |
| Henning-von-Tresckow-Weg 12 53° 34′ 25″ N, 9° 29′ 30″ O               | Mannschaftsunterkunft | Block 13                  | 30954337 | BW   |
| Henning-von-Tresckow-Weg 7 53° 34′ 23″ N, 9° 29′ 36″ O                | Mannschaftsunterkunft | Block 14                  | 30954361 | BW   |
| Henning-von-Tresckow-Weg 10 A, B, C 53° 34′ 26″ N, 9° 29′ 32″ O       | Mannschaftsunterkunft | Block 15                  | 30954385 | BW   |
| Henning-von-Tresckow-Weg 5 53° 34′ 26″ N, 9° 29′ 38″ O                | Mannschaftsunterkunft | Block 16                  | 30954409 | BW   |
| Henning-von-Tresckow-Weg 8 53° 34′ 25″ N, 9° 29′ 34″ O                | Stabsgebäude          | Block 17                  | 30954433 | BW   |
| Henning-von-Tresckow-Weg 3 53° 34′ 24″ N, 9° 29′ 40″ O                | Mannschaftsunterkunft | Block 18                  | 30954457 | BW   |
| Henning-von-Tresckow-Weg 6 53° 34′ 26″ N, 9° 29′ 36″ O                | Mannschaftsunterkunft | Block 19                  | 30954481 | BW   |
| Henning-von-Tresckow-Weg 1 53° 34′ 22″ N, 9° 29′ 44″ O                | Mannschaftsunterkunft | Block 20                  | 30954505 |      |
| Henning-von-Tresckow-Weg 4 53° 34′ 22″ N, 9° 29′ 44″ O                | Mannschaftsunterkunft | Block 21                  | 30954529 | BW   |
| Henning-von-Tresckow-Weg 2 53° 34′ 26″ N, 9° 29′ 41″ O                | Mannschaftsunterkunft | Block 23                  | 30954578 | BW   |
| Henning-von-Tresckow-Weg 2 53° 34′ 25″ N, 9° 29′ 44″ O                | Schulgebäude          | Lehrsaalgebäude, Block 25 | 30954602 | BW   |
| Henning-von-Tresckow-Weg 2 53° 34′ 28″ N, 9° 29′ 45″ O                | Wachgebäude           | Block 111                 | 30955632 |      |
| Henning-von-Tresckow-Weg 53° 34′ 27″ N, 9° 29′ 30″ O                  | Trafostation          | Block 112                 | 30955656 | BW   |
| Von-Goeben-Kaserne 53° 34′ 28″ N, 9° 29′ 30″ O                        | Offiziersheim         | Block 115                 | 30955680 | BW   |
| Henning-von-Tresckow-Weg 20 53° 34′ 27″ N, 9° 29′ 23″ O               | Dienstgebäude         | Block 118                 | 30955704 | BW   |
| Claus-von-Stauffenberg-Weg 1A–1D 53° 34′ 25″ N, 9° 29′ 48″ O          | Wirtschaftsgebäude    | Block 27                  | 30954628 | BW   |
| Claus-von-Stauffenberg-Weg 3A–3C 53° 34′ 26″ N, 9° 29′ 50″ O          | Mannschaftsunterkunft | Block 29                  | 30954652 | BW   |
| Claus-von-Stauffenberg-Weg 4 53° 34′ 23″ N, 9° 29′ 52″ O              | Mannschaftsunterkunft | Block 30                  | 30954676 | BW   |
| Claus-von-Stauffenberg-Weg 11 53° 34′ 26″ N, 9° 29′ 53″ O             | Mannschaftsunterkunft | Block 31                  | 30954700 | BW   |
| Claus-von-Stauffenberg-Weg 13 53° 34′ 25″ N, 9° 29′ 55″ O             | Mannschaftsunterkunft | Block 33                  | 30954724 | BW   |
| Carl-Goerdeler-Weg 5 53° 34′ 20″ N, 9° 29′ 55″ O                      | Mannschaftsunterkunft | Block 34                  | 30954748 | BW   |
| Carl-Goedeler-Weg 7 53° 34′ 21″ N, 9° 29′ 58″ O                       | Mannschaftsunterkunft | Block 36                  | 30954798 | BW   |
| Claus-von-Stauffenberg-Weg 8 53° 34′ 23″ N, 9° 29′ 59″ O              | Mannschaftsunterkunft | Block 38                  | 30954822 | BW   |
| Claus-von-Stauffenberg-Weg 16/18 53° 34′ 20″ N, 9° 30′ 9″ O           | Wohnheim              | Block 44                  | 30954870 | BW   |
| Claus-von-Stauffenberg-Weg 29 53° 34′ 27″ N, 9° 30′ 9″ O              | Wohnhaus              | Block 103                 | 30955507 |      |
| Claus-von-Stauffenberg-Weg 7 53° 34′ 27″ N, 9° 29′ 51″ O              | Bürogebäude           | Block 108                 | 30955582 | BW   |
| Julius-Leber-Weg 6 53° 34′ 22″ N, 9° 30′ 9″ O                         | Offiziersheim         | Block 46                  | 30954920 | BW   |
| Julius-Leber-Weg 7 53° 34′ 19″ N, 9° 30′ 14″ O                        | Kraftfahrzeughalle    | Block 54                  | 30955068 | BW   |
| Wolf-von-Baudissin-Weg 1 53° 34′ 26″ N, 9° 30′ 13″ O                  | Kraftfahrzeughalle    | Block 47                  | 30954946 | BW   |
| Wolf-von-Baudissin-Weg 2, 2A 53° 34′ 26″ N, 9° 30′ 13″ O              | Kraftfahrzeughalle    | Block 48                  | 30954970 | BW   |
| Wolf-von-Baudissin-Weg 3 53° 34′ 24″ N, 9° 30′ 21″ O                  | Mannschaftsunterkunft | Block 49                  | 30954994 |      |
| Wolf-von-Baudissin-Weg 5 53° 34′ 24″ N, 9° 30′ 24″ O                  | Papierverbrennung     | Block 51                  | 30955018 | BW   |
| Wolf-von-Baudissin-Weg 5 53° 34′ 23″ N, 9° 30′ 24″ O                  | Wachgebäude           | Block 53                  | 30955044 | BW   |
| Airbus-Straße 6 53° 34′ 22″ N, 9° 30′ 25″ O                           | Kraftfahrzeughalle    | Block 62                  | 30955142 | BW   |
| Airbus-Straße 8 53° 34′ 19″ N, 9° 30′ 21″ O                           | Kraftfahrzeughalle    | Block 64                  | 30955166 | BW   |
| Airbus-Straße 3 53° 34′ 19″ N, 9° 30′ 29″ O                           | Trafostation          | Block 67                  | 30955214 | BW   |
| Heidbecker Damm 37–57 53° 34′ 18″ N, 9° 29′ 49″ O                     | Kraftfahrzeughalle    | Block 68                  | 30955238 | BW   |
| Heidbecker Damm 37–57 53° 34′ 18″ N, 9° 29′ 49″ O                     | Kraftfahrzeughalle    | Block 69                  | 30955262 | BW   |
| Heidbecker Damm 37–57 53° 34′ 20″ N, 9° 29′ 48″ O                     | Kraftfahrzeughalle    | Block 70                  | 30955286 | BW   |
| Carl-Goerdeler-Weg 1 53° 34′ 21″ N, 9° 29′ 48″ O                      | Trafostation          | Block 71                  | 30955310 | BW   |
| Heidbecker Damm 37–57 53° 34′ 19″ N, 9° 29′ 51″ O                     | Kraftfahrzeughalle    | Block 72                  | 30955334 | BW   |
| Ottenbecker Damm 29/31 53° 34′ 28″ N, 9° 29′ 58″ O                    | Wasserwerk            | Block 106                 | 30955533 | BW   |
| Ottenbecker Damm 53° 34′ 28″ N, 9° 29′ 58″ O                          | Wasserwerk            | Block 107                 | 30955558 | BW   |
| Heidbecker Damm 53° 34′ 27″ N, 9° 29′ 48″ O                           | Stabsgebäude          | Block 109                 | 30955608 |      |
| Paul-Kannapke-Weg 3 53° 34′ 27″ N, 9° 29′ 48″ O                       | Offiziersheim         | Block 115                 | 30955680 | BW   |
| Von-Goeben-Kaserne 53° 34′ 16″ N, 9° 29′ 47″ O                        | Tower                 | Block 83                  | 30955406 | BW   |

## Bützfleth

### Gruppe: Artilleriefort Grauerort
Die Gruppe „Artilleriefort Grauerort“ hat die ID 30945776.

| Lage                                  | Bezeichnung    | Beschreibung | ID       | Bild           |
| ------------------------------------- | -------------- | ------------ | -------- | -------------- |
| Elbstraße 53° 40′ 36″ N, 9° 29′ 24″ O | Wache          |              | 46330404 |                |
| Elbstraße 53° 40′ 37″ N, 9° 29′ 23″ O | Brücke         |              | 45357145 |                |
| Elbstraße 53° 40′ 38″ N, 9° 29′ 24″ O | Eingangsbauten |              | 45357163 | Weitere Bilder |
| Elbstraße 53° 40′ 40″ N, 9° 29′ 27″ O | Kasematte      |              | 30946446 |                |
| Elbstraße 53° 40′ 38″ N, 9° 29′ 24″ O | Schutzwall     |              | 30957581 | Weitere Bilder |
| Elbstraße 53° 40′ 36″ N, 9° 29′ 26″ O | Wassergraben   |              | 30946428 |                |

### Gruppe: Kirchenring St. Nikolai
Die Gruppe hat die ID 30945905. Ortszentrum mit Kirche, Kirchhof, hölzernem Glockenturm, Schule und der auf der Südseite der Bützflether Kirche teilweise erhaltenen Kirchringbebauung mit bescheidenen Gebäuden.

| Lage                                            | Bezeichnung | Beschreibung | ID       | Bild           |
| ----------------------------------------------- | ----------- | --- | -------- | -------------- |
| Kirchstraße 53° 39′ 16″ N, 9° 28′ 47″ O         | St. Nikolai | Rechteckiger Saalbau aus Backstein. In der Süd- und Nordwand sind Reste eines Feldsteinbaus der ersten Hälfte des 12. Jahrhunderts erhalten. Um 1700 wurde zunächste der Westteil in Backstein erneuert, 1770 dann der gewölbte rechteckige Chor mit halbrunder Apsis abgebrochen und durch neuen Ostteil mit geradem Schluss ersetzt. An den Grenzen zwischen romanischem Schiff und barocken Erweiterungen sind große Strebepfeiler aus Backstein angesetzt. Das ziegelgedeckte Walmdach schließt den Bau ab, der sechseckige Dachreiter darauf stammt laut Inschrift aus dem Jahr 1780. Im Inneren hölzernes Tonnengewölbe aus der Zeit um 1770 sowie wertvolle Innenausstattung überkommen. | 30946130 | Weitere Bilder |
| Kirchstraße 53° 39′ 15″ N, 9° 28′ 45″ O         | Glockenturm | Freistehender Glockenturm im Westen der Kirche, erbaut 1671 von Ratsbaumeister Andreas Henne. | 54048579 | BW             |
| Kirchstraße 53° 39′ 15″ N, 9° 28′ 45″ O         | Kirchhof    | Ehemaliger Kirchhof auf dem zur Kirche leicht ansteigenden Gelände. | 54048722 | BW             |
| Kirchstraße 19 53° 39′ 14″ N, 9° 28′ 46″ O      | Wohnhaus    | Traufständiger eingeschossiger Backsteinbau mit ziegelgdecktem Satteldach. Straßenseitig mit einem giebelständigen zweigeschossigen Risalit im Osten. Erbaut um 1900 als Teil der Kirchringbebauung. | 30946178 | BW             |
| Kirchstraße 21 53° 39′ 15″ N, 9° 28′ 45″ O      | Wohnhaus    | Traufständiger eingeschossiger Backsteinbau mit Satteldach in Pfannendeckung. Mit schmalem zweigeschossigem Mittelrisalit, darin der Eingang mit zweiflügeliger Tür. Erbaut um 1900 als Teil der Kirchringbebauung. | 30946201 | BW             |
| Obstmarschenweg 343 53° 39′ 16″ N, 9° 28′ 50″ O | Schule      | Freistehender großer Wohn-/Wirtschaftsbau in Fachwerk mit Backsteinausfachung, der Wirtschaftsteil mit Tor zur Straße ausgerichtet, der Wohnteil zweigeschossig und quergestellt. Beide Bauteiile unter Halbwalmdach mit um 90 Grad versetzem First. Großßzügig durchfenstertert. Erbaut als Schule von Bützfleth, der Wohnteil im letzten Drittel des 19. Jahrhunderts erheblich erweitert. | 30946224 | BW             |

### Einzelbaudenkmale
| Lage                                              | Bezeichnung              | Beschreibung | ID       | Bild |
| ------------------------------------------------- | ------------------------ | --- | -------- | ---- |
| Elbstraße 19 53° 40′ 21″ N, 9° 29′ 34″ O          | Wohnhaus                 | | 30946467 | BW   |
| Schanzenstraße 23 53° 40′ 21″ N, 9° 29′ 14″ O     | Gutshaus                 | Zweigeschossiger Backsteinbau in aufwändiger gestaltung. Fassaden durch mehrere Frontispize gegliedert, der bauzeitliche Wintergarten ist unverändert erhalten. Erbaut als Gutsvilla 1898.                                                         | 30946310 | BW   |
| Flethstraße 5 53° 39′ 19″ N, 9° 28′ 34″ O         | Wohnhaus                 | Eingeschossiger Backsteinbau mit Backsteiniersetzungen unter reetgedecktem Satteldach. Erbaut um 1900 als Wohnhaus einer Hofanlage. | 30946012 | BW   |
| Flethweg 37 53° 39′ 11″ N, 9° 28′ 31″ O           | Wohnhaus                 | Giebelständiger, eingeschossiger Fachwerkbau mit Backsteinausfachung, das Giebeldreieck mit Holzverschalung, unter reetgedecktem Satteldach. Errichtet im frühen 19. Jahrhundert.                                                                  | 30946085 | BW   |
| Karkenpatt 4 53° 39′ 9″ N, 9° 28′ 42″ O           | Wohn-/Wirtschaftsgebäude | | 30946109 | BW   |
| Schifferstraße 6 53° 39′ 11″ N, 9° 29′ 2″ O       | Wohnhaus                 | Fachwerkkate in Zweiständerbauweise, mit Backsteinausfachung (weiß gefasste) und einem reetgedeckten Satteldach. Erbaut als Wohnhaus am Sommerdeich.                                                                                               | 30946248 | BW   |
| Götzdorfer Straße 215 53° 38′ 14″ N, 9° 28′ 38″ O | Wohnhaus                 | Traufständiger Massivbau mit Drempel und Satteldach. Straßenseitig mit einem zweigeschossigen Seitenrisalit mit Freigespärre, Fassaden verputzt, mit hervorgehobenem Sockel, Eckquaderung, Fensterrahmung und Gesims. Erbaut um 1900 als Wohnhaus. | 30946358 | BW   |
| Götzdorfer Straße 219 53° 38′ 13″ N, 9° 28′ 40″ O | Wohn-/Wirtschaftsgebäude | Weit zurückliegender, zur Straße giebelständiger Zweiständerbau in Fachwerk mit Backsteinausfachung, unter reetgedecktem Satteldach. Errichtet wohl um 1800.                                                                                       | 30946382 | BW   |
| Süderstraße 234 53° 38′ 46″ N, 9° 26′ 6″ O        | Wohn-/Wirtschaftsgebäude | Langgestreckter Zweiständerbau in Fachwerk mit Backsteinausfachung, unter Halbwalmdach in Reetdeckung. Errichtet im 19. Jahrhundert. | 30946290 | BW   |

## Haddorf

### Einzelbaudenkmale
| Lage                                                  | Bezeichnung              | Beschreibung | ID       | Bild |
| ----------------------------------------------------- | ------------------------ | --- | -------- | ---- |
| Haddorfer Hauptstraße 71a 53° 36′ 6″ N, 9° 24′ 21″ O  | Wirtschaftsgebäude       | Giebelständiger Fachwerkbau mit Backsteinausfachung, unter reetgedecktem Halbwalmdach. Errichtet vermutlich um 1800.                                                                                     | 30946513 | BW   |
| Haddorfer Hauptstraße 51 53° 36′ 4″ N, 9° 24′ 12″ O   | Wohn-/Wirtschaftsgebäude | Eingeschossiger Fachwerkbau mit Backsteinausfachung und reetgedecktem Satteldach, in rückwärtiger Lage auf einer Hofstelle errichtet als Zweiständer-Hallenhaus. Im Kern wohl im 18. Jahrhundert erbaut. | 30946585 | BW   |
| Haddorfer Hauptstraße 101 53° 36′ 20″ N, 9° 24′ 33″ O | Wirtschaftsgebäude       | Eingeschossiger Fachwerkbau mit Satteldach in Reetdeckung, giebelständig in offener Straßenrandbebauung. Gefache mit rotem Backsteinmauerwerk ausgefacht. Errichtet um 1800 als Wirtschaftsgebäude.      | 30946561 | BW   |

## Hagen

### Gruppe: Mühlenanlage Hagen
Die Gruppe „Mühlenanlage Hagen“ hat die ID 30945762. Guts- und Mühlenanlage mit Wohnhaus des Gutes, Wassermühle und Mühlenteich mit Wehr; Wohnhaus als repräsentativer villenartiger, freistehender Bau mit umgebender Gartenanlage; Wassermühle als schlichter Backsteinbau mit Resten des Wasserrades und im Inneren erhaltener Antriebstechnik; großflächiger, landschaftsprägender Mühlteich.

| Lage                                          | Bezeichnung       | Beschreibung | ID       | Bild |
| --------------------------------------------- | ----------------- | --- | -------- | ---- |
| Gut Hagener Mühle 53° 32′ 52″ N, 9° 26′ 14″ O | Wassermühle       | Dreigeschossiger Backsteinbau auf hohem Sockelgeschoss, das zweite Obergeschoss in Fachwerk mit vertikaler Verbretterung, darüber ein flaches Satteldach in Ziegeldeckung. Schlichte äußere Gestalt, Eisensprossenfenster, im zweiten Obergeschoss ein Aufzugserker; zur Südseite das ehemalige eiserne Wasserrad als Rudiment erhalten, ein Mühlstein steht fundktionslos am Gebäude. Erbaut als Wassermühle um 1910. Im Inneren Antriebstechnik erhalten. | 30957323 |      |
| Gut Hagener Mühle 53° 32′ 52″ N, 9° 26′ 14″ O | Wehr (Stauanlage) | Wehr südlich der Mühle im alten Mühlenkanal. | 30957536 |      |
| Gut Hagener Mühle 53° 32′ 54″ N, 9° 26′ 18″ O | Wohnhaus          | Freistehender zweigeschossiger Massivbau unter ziegelgedecktem Walmdach. Der Baukörper gestaffelt gegliedert mit einem turmartigen Vorbau unter Mansardglockendach; die Fassaden verputzt, Fenster und Türen durch Stuckrahmung hervorgehoben. Garten mit einem schmiedeeisernen Zaun eingefasst. Erbaut 1910. | 30946606 |      |
| Gut Hagener Mühle 53° 32′ 51″ N, 9° 26′ 24″ O | Mühlenteich       | Großflächig aufgestauter Teich für die Wassermühle Hagen. | 30946634 |      |

### Einzelbaudenkmale
| Lage                                          | Bezeichnung              | Beschreibung | ID       | Bild |
| --------------------------------------------- | ------------------------ | --- | -------- | ---- |
| Zum Lichtenberg 2 53° 32′ 59″ N, 9° 27′ 14″ O | Wohn-/Wirtschaftsgebäude | Zur Straße traufständiger Fachwerkbau mit Backsteinausfachung, unter Satteldach. Mit symmetrisch gestaltetem Wirtschaftsgiebel mit Gitterfachwerk. Errichtet um 1800. | 30946702 |      |
| Zur Mühle 5 53° 33′ 1″ N, 9° 27′ 10″ O        | Wohnhaus                 | Giebelständiger eingeschossiger Backsteinbau unter Satteldach in Ziegeldeckung. Fassaden mit Backsteinziersetzungen, Portal mit Säulenstellung. Erbaut 1910.          | 30946726 | BW   |

## Schölisch

### Einzelbaudenkmale
| Lage                                              | Bezeichnung                             | Beschreibung | ID       | Bild |
| ------------------------------------------------- | --------------------------------------- | --- | -------- | ---- |
| Schölischer Straße 53° 36′ 57″ N, 9° 28′ 9″ O     | Gefallenendenkmal                       | Aufgerichteter Findling auf Feldsteinsockel und in gärtnerischer Einfassung. An der Vorderseite mit einer Metalltafel mit den Namen der Gefallenen des Ersten und Zweiten Weltkriegs. Errichtet um 1950.        | 30946839 | BW   |
| Schölischer Straße 37 53° 36′ 46″ N, 9° 28′ 22″ O | Wohn-/Wirtschaftsgebäude                | Giebelständiger Fachwerkbau mit Backsteinausfachung, unter reetgedecktem Krüppelwalmdach. Errichtet um 1800. | 30946861 | BW   |
| Stadermoor 21 53° 37′ 35″ N, 9° 25′ 52″ O         | Wohnhaus                                | Giebelständiger Fachwerkbau mit Backsteinausfachung, unter reetgedecktem Halbwalmdach. Errichtet 1889. | 30957042 | BW   |
| Freiburger Straße 53° 36′ 40″ N, 9° 28′ 39″ O     | Friedhofsgemeinschaft Freiburger Straße | Friedhof des Stader Ortsteils Schölisch, im Winkel zwischen Freiburger Straße und Stader Schneeweg. Mit orthogonalem Wegesystem, historischen Grabsteinen und alten Baumbestand. Durch eine Hecke eingefriedet. | 30946793 | BW   |

## Wiepenkathen

### Einzelbaudenkmale
| Lage                                          | Bezeichnung              | Beschreibung | ID       | Bild |
| --------------------------------------------- | ------------------------ | --- | -------- | ---- |
| Alte Dorfstraße 1 53° 35′ 23″ N, 9° 25′ 18″ O | Wohn-/Wirtschaftsgebäude | Giebelständiger Fachwerkbau mit Backsteinausfachung, unter reetgedecktem Halbwalmdach. Gleichmäßiges Fachwerk mit zentralem Tor. Errichtet in der Mitte des 19. Jahrhunderts. | 30957116 | BW   |